# Pandemia di COVID-19 in Italia
Con pandemia di COVID-19 in Italia si fa riferimento alla diffusione in Italia della malattia infettiva COVID-19, iniziata il 29 gennaio 2020 e terminata ufficialmente il 5 maggio 2023 a seguito della dichiarazione dell'Organizzazione mondiale della sanità.
I primi due casi italiani della pandemia sono stati confermati il 29 gennaio 2020, quando due turisti provenienti dalla Cina sono risultati positivi al virus SARS-CoV-2 a Roma.
Un focolaio di infezioni di COVID-19 è stato successivamente rilevato il 20 febbraio 2020 a partire da 16 casi confermati a Codogno (LO), in Lombardia, aumentati a 60 il giorno successivo, con i primi decessi segnalati il 22 febbraio a Casalpusterlengo (LO) e a Vo' (PD).
Al 9 febbraio 2023 sono stati registrati 25 519 067 casi positivi, tra cui 25 135 458 dimessi e guariti (il 99% dei casi chiusi), 187 551 deceduti, 196 058 casi attivi, rendendo l'Italia l'8º Paese al mondo e il 3º in Europa per numero di casi totali, l'8º Paese al mondo e il 3º in Europa per numero assoluto di decessi, il 41º Paese al mondo per casi totali in rapporto alla popolazione e il 22º Paese per decessi in rapporto alla popolazione; mentre al 18 aprile 2022, sono stati effettuati 209 170 287 tamponi, rendendo l'Italia il 7º Paese al mondo per numero di tamponi e il 31º per tamponi in rapporto alla popolazione.
Al 18 aprile 2022 49 823 794 persone (84.08% della popolazione totale e 86.43% della popolazione oggetto della campagna vaccinale) hanno completato la vaccinazione anti COVID-19, mentre 39 165 776 persone (66.09% della popolazione totale) hanno ricevuto anche la terza dose (dose aggiuntiva di richiamo), rendendo l'Italia il 28º Paese al mondo e il 6º nell'Unione europea per percentuale di persone completamente vaccinate.

## Antefatti
Il 12 gennaio 2020, l'Organizzazione mondiale della sanità (OMS) conferma la scoperta di un nuovo coronavirus, causa di un'infezione polmonare che aveva colpito diversi abitanti della città di Wuhan, nella provincia cinese dell'Hubei, il cui caso era stato portato all'attenzione dell'OMS il 31 dicembre 2019.
Sebbene nel tempo il tasso di mortalità della COVID-19 si sia rivelato decisamente più basso di quello della SARS, malattia respiratoria causata anch'essa da un coronavirus di cui ci fu un'epidemia nel 2003, la trasmissione del virus SARS-CoV-2, alla base della COVID-19, è risultata essere molto più ampia di quella del precedente virus del 2002-2004 e ha portato a un numero totale di morti molto più elevato.

## Andamento dei contagi
| Data | Data       |  | Numero di casi       | Numero di morti |
| --- | ---------- |  | -------------------- | --------------- |
| 31-01-2020 | 31-01-2020 |  | 2(N.D.)              | 0(N.D.)         |
| ⋮ | ⋮          |  | 2(=)                 | 0(N.D.)         |
| 06-02-2020 | 06-02-2020 |  | 3(+1)                | 0(N.D.)         |
| ⋮ | ⋮          |  | 3(=)                 | 0(N.D.)         |
| 21-02-2020 | 21-02-2020 |  | 20(+17)              | 1(N.D.)         |
| 22-02-2020 | 22-02-2020 |  | 79(+59)              | 2(+1)           |
| 23-02-2020 | 23-02-2020 |  | 152(+73)             | 3(+1)           |
| 24-02-2020 | 24-02-2020 |  | 229(+77)             | 6(+3)           |
| 25-02-2020 | 25-02-2020 |  | 322(+93)             | 10(+4)          |
| 26-02-2020 | 26-02-2020 |  | 400(+78)             | 12(+2)          |
| 27-02-2020 | 27-02-2020 |  | 650(+250)            | 17(+5)          |
| 28-02-2020 | 28-02-2020 |  | 888(+238)            | 21(+4)          |
| 29-02-2020 | 29-02-2020 |  | 1 128(+240)          | 29(+8)          |
| 01-03-2020 | 01-03-2020 |  | 1 694(+566)          | 34(+5)          |
| 02-03-2020 | 02-03-2020 |  | 2 036(+342)          | 52(+18)         |
| 03-03-2020 | 03-03-2020 |  | 2 582(+546)          | 79(+27)         |
| 04-03-2020 | 04-03-2020 |  | 3 089(+507)          | 107(+28)        |
| 05-03-2020 | 05-03-2020 |  | 3 858(+769)          | 148(+41)        |
| 06-03-2020 | 06-03-2020 |  | 4 636(+778)          | 197(+49)        |
| 07-03-2020 | 07-03-2020 |  | 5 883(+1 247)        | 233(+36)        |
| 08-03-2020 | 08-03-2020 |  | 7 375(+1 492)        | 366(+133)       |
| 09-03-2020 | 09-03-2020 |  | 9 172(+1 797)        | 463(+97)        |
| 10-03-2020 | 10-03-2020 |  | 10 149(+977)         | 631(+168)       |
| 11-03-2020 | 11-03-2020 |  | 12 462(+2 313)       | 827(+196)       |
| 12-03-2020 | 12-03-2020 |  | 15 113(+2 651)       | 1 016(+189)     |
| 13-03-2020 | 13-03-2020 |  | 17 660(+2 547)       | 1 266(+250)     |
| 14-03-2020 | 14-03-2020 |  | 21 157(+3 497)       | 1 441(+175)     |
| 15-03-2020 | 15-03-2020 |  | 24 747(+3 590)       | 1 809(+368)     |
| 16-03-2020 | 16-03-2020 |  | 27 980(+3 233)       | 2 158(+349)     |
| 17-03-2020 | 17-03-2020 |  | 33 006(+5 026)       | 2 503(+345)     |
| 18-03-2020 | 18-03-2020 |  | 35 713(+2 707)       | 2 978(+475)     |
| 19-03-2020 | 19-03-2020 |  | 41 035(+5 322)       | 3 405(+427)     |
| 20-03-2020 | 20-03-2020 |  | 47 021(+5 986)       | 4 032(+627)     |
| 21-03-2020 | 21-03-2020 |  | 53 578(+6 557)       | 4 825(+793)     |
| 22-03-2020 | 22-03-2020 |  | 59 138(+5 560)       | 5 476(+651)     |
| 23-03-2020 | 23-03-2020 |  | 63 927(+4 789)       | 6 077(+601)     |
| 24-03-2020 | 24-03-2020 |  | 69 176(+5 249)       | 6 820(+743)     |
| 25-03-2020 | 25-03-2020 |  | 74 386(+5 210)       | 7 503(+683)     |
| 26-03-2020 | 26-03-2020 |  | 80 539(+6 153)       | 8 165(+662)     |
| 27-03-2020 | 27-03-2020 |  | 86 498(+5 959)       | 9 134(+969)     |
| 28-03-2020 | 28-03-2020 |  | 92 472(+5 974)       | 10 023(+889)    |
| 29-03-2020 | 29-03-2020 |  | 97 689(+5 217)       | 10 779(+756)    |
| 30-03-2020 | 30-03-2020 |  | 101 739(+4 050)      | 11 591(+812)    |
| 31-03-2020 | 31-03-2020 |  | 105 792(+4 053)      | 12 428(+837)    |
| 01-04-2020 | 01-04-2020 |  | 110 574(+4 782)      | 13 155(+727)    |
| 02-04-2020 | 02-04-2020 |  | 115 242(+4 668)      | 13 915(+760)    |
| 03-04-2020 | 03-04-2020 |  | 119 827(+4 585)      | 14 681(+766)    |
| 04-04-2020 | 04-04-2020 |  | 124 632(+4 805)      | 15 362(+681)    |
| 05-04-2020 | 05-04-2020 |  | 128 948(+4 316)      | 15 887(+525)    |
| 06-04-2020 | 06-04-2020 |  | 132 547(+3 599)      | 16 523(+636)    |
| 07-04-2020 | 07-04-2020 |  | 135 586(+3 039)      | 17 127(+604)    |
| 08-04-2020 | 08-04-2020 |  | 139 422(+3 836)      | 17 669(+542)    |
| 09-04-2020 | 09-04-2020 |  | 143 626(+4 204)      | 18 279(+610)    |
| 10-04-2020 | 10-04-2020 |  | 147 577(+3 951)      | 18 858(+579)    |
| 11-04-2020 | 11-04-2020 |  | 152 271(+4 694)      | 19 477(+619)    |
| 12-04-2020 | 12-04-2020 |  | 156 363(+4 092)      | 19 908(+431)    |
| 13-04-2020 | 13-04-2020 |  | 159 516(+3 153)      | 20 465(+557)    |
| 14-04-2020 | 14-04-2020 |  | 162 488(+2 972)      | 21 067(+602)    |
| 15-04-2020 | 15-04-2020 |  | 165 155(+2 667)      | 21 645(+578)    |
| 16-04-2020 | 16-04-2020 |  | 168 941(+3 786)      | 22 170(+525)    |
| 17-04-2020 | 17-04-2020 |  | 172 434(+3 493)      | 22 745(+575)    |
| 18-04-2020 | 18-04-2020 |  | 175 925(+3 491)      | 23 227(+482)    |
| 19-04-2020 | 19-04-2020 |  | 178 972(+3 047)      | 23 660(+433)    |
| 20-04-2020 | 20-04-2020 |  | 181 228(+2 256)      | 24 114(+454)    |
| 21-04-2020 | 21-04-2020 |  | 183 957(+2 729)      | 24 648(+534)    |
| 22-04-2020 | 22-04-2020 |  | 187 327(+3 370)      | 25 085(+437)    |
| 23-04-2020 | 23-04-2020 |  | 189 973(+2 646)      | 25 549(+464)    |
| 24-04-2020 | 24-04-2020 |  | 192 994(+3 021)      | 25 969(+420)    |
| 25-04-2020 | 25-04-2020 |  | 195 351(+2 357)      | 26 384(+415)    |
| 26-04-2020 | 26-04-2020 |  | 197 675(+2 324)      | 26 644(+260)    |
| 27-04-2020 | 27-04-2020 |  | 199 414(+1 739)      | 26 977(+333)    |
| 28-04-2020 | 28-04-2020 |  | 201 505(+2 091)      | 27 359(+382)    |
| 29-04-2020 | 29-04-2020 |  | 203 591(+2 086)      | 27 682(+323)    |
| 30-04-2020 | 30-04-2020 |  | 205 463(+1 872)      | 27 967(+285)    |
| 01-05-2020 | 01-05-2020 |  | 207 428(+1 965)      | 28 236(+269)    |
| 02-05-2020 | 02-05-2020 |  | 209 328(+1 900)      | 28 710(+474)    |
| 03-05-2020 | 03-05-2020 |  | 210 717(+1 389)      | 28 884(+174)    |
| 04-05-2020 | 04-05-2020 |  | 211 938(+1 221)      | 29 079(+195)    |
| 05-05-2020 | 05-05-2020 |  | 213 013(+1 075)      | 29 315(+236)    |
| 06-05-2020 | 06-05-2020 |  | 214 457(+1 444)      | 29 684(+369)    |
| 07-05-2020 | 07-05-2020 |  | 215 858(+1 401)      | 29 958(+274)    |
| 08-05-2020 | 08-05-2020 |  | 217 185(+1 327)      | 30 201(+243)    |
| 09-05-2020 | 09-05-2020 |  | 218 268(+1 083)      | 30 395(+194)    |
| 10-05-2020 | 10-05-2020 |  | 219 070(+802)        | 30 560(+165)    |
| 11-05-2020 | 11-05-2020 |  | 219 814(+744)        | 30 739(+179)    |
| 12-05-2020 | 12-05-2020 |  | 221 216(+1 402)      | 30 911(+172)    |
| 13-05-2020 | 13-05-2020 |  | 222 104(+888)        | 31 106(+195)    |
| 14-05-2020 | 14-05-2020 |  | 223 096(+992)        | 31 368(+262)    |
| 15-05-2020 | 15-05-2020 |  | 223 885(+789)        | 31 610(+242)    |
| 16-05-2020 | 16-05-2020 |  | 224 760(+875)        | 31 763(+153)    |
| 17-05-2020 | 17-05-2020 |  | 225 435(+675)        | 31 908(+145)    |
| 18-05-2020 | 18-05-2020 |  | 225 886(+451)        | 32 007(+99)     |
| 19-05-2020 | 19-05-2020 |  | 226 699(+813)        | 32 169(+162)    |
| 20-05-2020 | 20-05-2020 |  | 227 364(+665)        | 32 330(+161)    |
| 21-05-2020 | 21-05-2020 |  | 228 006(+642)        | 32 486(+156)    |
| 22-05-2020 | 22-05-2020 |  | 228 658(+652)        | 32 616(+130)    |
| 23-05-2020 | 23-05-2020 |  | 229 327(+669)        | 32 735(+119)    |
| 24-05-2020 | 24-05-2020 |  | 229 858(+531)        | 32 785(+50)     |
| 25-05-2020 | 25-05-2020 |  | 230 158(+300)        | 32 877(+92)     |
| 26-05-2020 | 26-05-2020 |  | 230 555(+397)        | 32 955(+78)     |
| 27-05-2020 | 27-05-2020 |  | 231 139(+584)        | 33 072(+117)    |
| 28-05-2020 | 28-05-2020 |  | 231 732(+593)        | 33 142(+70)     |
| 29-05-2020 | 29-05-2020 |  | 232 248(+516)        | 33 229(+87)     |
| 30-05-2020 | 30-05-2020 |  | 232 664(+416)        | 33 340(+111)    |
| 31-05-2020 | 31-05-2020 |  | 233 019(+355)        | 33 415(+75)     |
| 01-06-2020 | 01-06-2020 |  | 233 197(+178)        | 33 475(+60)     |
| 02-06-2020 | 02-06-2020 |  | 233 515(+318)        | 33 530(+55)     |
| 03-06-2020 | 03-06-2020 |  | 233 836(+321)        | 33 601(+71)     |
| 04-06-2020 | 04-06-2020 |  | 234 013(+177)        | 33 689(+88)     |
| 05-06-2020 | 05-06-2020 |  | 234 531(+518)        | 33 774(+85)     |
| 06-06-2020 | 06-06-2020 |  | 234 801(+270)        | 33 846(+72)     |
| 07-06-2020 | 07-06-2020 |  | 234 998(+197)        | 33 899(+53)     |
| 08-06-2020 | 08-06-2020 |  | 235 278(+280)        | 33 964(+65)     |
| 09-06-2020 | 09-06-2020 |  | 235 561(+283)        | 34 043(+79)     |
| 10-06-2020 | 10-06-2020 |  | 235 763(+202)        | 34 114(+71)     |
| 11-06-2020 | 11-06-2020 |  | 236 142(+379)        | 34 167(+53)     |
| 12-06-2020 | 12-06-2020 |  | 236 305(+163)        | 34 223(+56)     |
| 13-06-2020 | 13-06-2020 |  | 236 651(+346)        | 34 301(+78)     |
| 14-06-2020 | 14-06-2020 |  | 236 989(+338)        | 34 345(+44)     |
| 15-06-2020 | 15-06-2020 |  | 237 290(+301)        | 34 371(+26)     |
| 16-06-2020 | 16-06-2020 |  | 237 500(+210)        | 34 405(+34)     |
| 17-06-2020 | 17-06-2020 |  | 237 828(+328)        | 34 448(+43)     |
| 18-06-2020 | 18-06-2020 |  | 238 159(+331)        | 34 514(+66)     |
| 19-06-2020 | 19-06-2020 |  | 238 011              | 34 561(+47)     |
| 20-06-2020 | 20-06-2020 |  | 238 275(+264)        | 34 610(+49)     |
| 21-06-2020 | 21-06-2020 |  | 238 499(+224)        | 34 634(+24)     |
| 22-06-2020 | 22-06-2020 |  | 238 720(+221)        | 34 657(+23)     |
| 23-06-2020 | 23-06-2020 |  | 238 833(+113)        | 34 675(+18)     |
| 24-06-2020 | 24-06-2020 |  | 239 410(+577)        | 34 644          |
| 25-06-2020 | 25-06-2020 |  | 239 706(+296)        | 34 678(+34)     |
| 26-06-2020 | 26-06-2020 |  | 239 961(+255)        | 34 708(+30)     |
| 27-06-2020 | 27-06-2020 |  | 240 136(+175)        | 34 716(+8)      |
| 28-06-2020 | 28-06-2020 |  | 240 310(+174)        | 34 738(+22)     |
| 29-06-2020 | 29-06-2020 |  | 240 436(+126)        | 34 744(+6)      |
| 30-06-2020 | 30-06-2020 |  | 240 578(+142)        | 34 767(+23)     |
| 01-07-2020 | 01-07-2020 |  | 240 760(+182)        | 34 788(+21)     |
| 02-07-2020 | 02-07-2020 |  | 240 961(+201)        | 34 818(+30)     |
| 03-07-2020 | 03-07-2020 |  | 241 184(+223)        | 34 833(+15)     |
| 04-07-2020 | 04-07-2020 |  | 241 419(+235)        | 34 854(+21)     |
| 05-07-2020 | 05-07-2020 |  | 241 611(+192)        | 34 861(+7)      |
| 06-07-2020 | 06-07-2020 |  | 241 819(+208)        | 34 869(+8)      |
| 07-07-2020 | 07-07-2020 |  | 241 956(+137)        | 34 899(+30)     |
| 08-07-2020 | 08-07-2020 |  | 242 149(+193)        | 34 914(+15)     |
| 09-07-2020 | 09-07-2020 |  | 242 363(+214)        | 34 926(+12)     |
| 10-07-2020 | 10-07-2020 |  | 242 639(+276)        | 34 938(+12)     |
| 11-07-2020 | 11-07-2020 |  | 242 827(+188)        | 34 945(+7)      |
| 12-07-2020 | 12-07-2020 |  | 243 061(+234)        | 34 954(+9)      |
| 13-07-2020 | 13-07-2020 |  | 243 230(+169)        | 34 967(+13)     |
| 14-07-2020 | 14-07-2020 |  | 243 344(+114)        | 34 984(+17)     |
| 15-07-2020 | 15-07-2020 |  | 243 506(+162)        | 34 997(+13)     |
| 16-07-2020 | 16-07-2020 |  | 243 736(+230)        | 35 017(+20)     |
| 17-07-2020 | 17-07-2020 |  | 243 967(+231)        | 35 028(+11)     |
| 18-07-2020 | 18-07-2020 |  | 244 216(+249)        | 35 042(+14)     |
| 19-07-2020 | 19-07-2020 |  | 244 434(+218)        | 35 045(+3)      |
| 20-07-2020 | 20-07-2020 |  | 244 624(+190)        | 35 058(+13)     |
| 21-07-2020 | 21-07-2020 |  | 244 752(+128)        | 35 073(+15)     |
| 22-07-2020 | 22-07-2020 |  | 245 032(+280)        | 35 082(+9)      |
| 23-07-2020 | 23-07-2020 |  | 245 338(+306)        | 35 092(+10)     |
| 24-07-2020 | 24-07-2020 |  | 245 590(+252)        | 35 097(+5)      |
| 25-07-2020 | 25-07-2020 |  | 245 864(+274)        | 35 102(+5)      |
| 26-07-2020 | 26-07-2020 |  | 246 118(+254)        | 35 107(+5)      |
| 27-07-2020 | 27-07-2020 |  | 246 286(+168)        | 35 112(+5)      |
| 28-07-2020 | 28-07-2020 |  | 246 488(+202)        | 35 123(+11)     |
| 29-07-2020 | 29-07-2020 |  | 246 776(+288)        | 35 129(+6)      |
| 30-07-2020 | 30-07-2020 |  | 247 158(+382)        | 35 132(+3)      |
| 31-07-2020 | 31-07-2020 |  | 247 537(+379)        | 35 141(+9)      |
| 01-08-2020 | 01-08-2020 |  | 247 832(+295)        | 35 146(+5)      |
| 02-08-2020 | 02-08-2020 |  | 248 070(+238)        | 35 154(+8)      |
| 03-08-2020 | 03-08-2020 |  | 248 229(+159)        | 35 166(+12)     |
| 04-08-2020 | 04-08-2020 |  | 248 419(+190)        | 35 171(+5)      |
| 05-08-2020 | 05-08-2020 |  | 248 803(+384)        | 35 181(+10)     |
| 06-08-2020 | 06-08-2020 |  | 249 204(+401)        | 35 187(+6)      |
| 07-08-2020 | 07-08-2020 |  | 249 756(+552)        | 35 190(+3)      |
| 08-08-2020 | 08-08-2020 |  | 250 103(+347)        | 35 203(+13)     |
| 09-08-2020 | 09-08-2020 |  | 250 566(+463)        | 35 205(+2)      |
| 10-08-2020 | 10-08-2020 |  | 250 825(+259)        | 35 209(+4)      |
| 11-08-2020 | 11-08-2020 |  | 251 237(+412)        | 35 215(+6)      |
| 12-08-2020 | 12-08-2020 |  | 251 713(+476)        | 35 225(+10)     |
| 13-08-2020 | 13-08-2020 |  | 252 235(+522)        | 35 231(+6)      |
| 14-08-2020 | 14-08-2020 |  | 252 809(+574)        | 35 234(+3)      |
| 15-08-2020 | 15-08-2020 |  | 253 438(+629)        | 35 392(+158)    |
| 16-08-2020 | 16-08-2020 |  | 253 915(+477)        | 35 396(+4)      |
| 17-08-2020 | 17-08-2020 |  | 254 235(+320)        | 35 400(+4)      |
| 18-08-2020 | 18-08-2020 |  | 254 636(+401)        | 35 405(+5)      |
| 19-08-2020 | 19-08-2020 |  | 255 278(+642)        | 35 412(+7)      |
| 20-08-2020 | 20-08-2020 |  | 256 118(+840)        | 35 418(+6)      |
| 21-08-2020 | 21-08-2020 |  | 257 065(+947)        | 35 427(+9)      |
| 22-08-2020 | 22-08-2020 |  | 258 136(+1 071)      | 35 430(+3)      |
| 23-08-2020 | 23-08-2020 |  | 259 345(+1 209)      | 35 437(+7)      |
| 24-08-2020 | 24-08-2020 |  | 260 298(+953)        | 35 441(+4)      |
| 25-08-2020 | 25-08-2020 |  | 261 174(+876)        | 35 445(+4)      |
| 26-08-2020 | 26-08-2020 |  | 262 540(+1 366)      | 35 458(+13)     |
| 27-08-2020 | 27-08-2020 |  | 263 949(+1 409)      | 35 463(+5)      |
| 28-08-2020 | 28-08-2020 |  | 265 409(+1 460)      | 35 472(+9)      |
| 29-08-2020 | 29-08-2020 |  | 266 853(+1 444)      | 35 473(+1)      |
| 30-08-2020 | 30-08-2020 |  | 268 218(+1 365)      | 35 477(+4)      |
| 31-08-2020 | 31-08-2020 |  | 269 214(+996)        | 35 483(+6)      |
| 01-09-2020 | 01-09-2020 |  | 270 189(+975)        | 35 491(+8)      |
| 02-09-2020 | 02-09-2020 |  | 271 515(+1 326)      | 35 497(+6)      |
| 03-09-2020 | 03-09-2020 |  | 272 912(+1 397)      | 35 507(+10)     |
| 04-09-2020 | 04-09-2020 |  | 274 644(+1 732)      | 35 518(+11)     |
| 05-09-2020 | 05-09-2020 |  | 276 338(+1 694)      | 35 534(+16)     |
| 06-09-2020 | 06-09-2020 |  | 277 634(+1 296)      | 35 541(+7)      |
| 07-09-2020 | 07-09-2020 |  | 278 784(+1 150)      | 35 553(+12)     |
| 08-09-2020 | 08-09-2020 |  | 280 153(+1 369)      | 35 563(+10)     |
| 09-09-2020 | 09-09-2020 |  | 281 583(+1 430)      | 35 577(+14)     |
| 10-09-2020 | 10-09-2020 |  | 283 180(+1 597)      | 35 587(+10)     |
| 11-09-2020 | 11-09-2020 |  | 284 796(+1 616)      | 35 597(+10)     |
| 12-09-2020 | 12-09-2020 |  | 286 297(+1 501)      | 35 603(+6)      |
| 13-09-2020 | 13-09-2020 |  | 287 753(+1 456)      | 35 610(+7)      |
| 14-09-2020 | 14-09-2020 |  | 288 761(+1 008)      | 35 624(+14)     |
| 15-09-2020 | 15-09-2020 |  | 289 990(+1 229)      | 35 633(+9)      |
| 16-09-2020 | 16-09-2020 |  | 291 442(+1 452)      | 35 645(+12)     |
| 17-09-2020 | 17-09-2020 |  | 293 025(+1 583)      | 35 658(+13)     |
| 18-09-2020 | 18-09-2020 |  | 294 932(+1 907)      | 35 668(+10)     |
| 19-09-2020 | 19-09-2020 |  | 296 569(+1 637)      | 35 692(+24)     |
| 20-09-2020 | 20-09-2020 |  | 298 156(+1 587)      | 35 707(+15)     |
| 21-09-2020 | 21-09-2020 |  | 299 506(+1 350)      | 35 724(+17)     |
| 22-09-2020 | 22-09-2020 |  | 300 897(+1 391)      | 35 738(+14)     |
| 23-09-2020 | 23-09-2020 |  | 302 537(+1 640)      | 35 758(+20)     |
| 24-09-2020 | 24-09-2020 |  | 304 323(+1 786)      | 35 781(+23)     |
| 25-09-2020 | 25-09-2020 |  | 306 235(+1 912)      | 35 801(+20)     |
| 26-09-2020 | 26-09-2020 |  | 308 104(+1 869)      | 35 818(+17)     |
| 27-09-2020 | 27-09-2020 |  | 309 870(+1 766)      | 35 835(+17)     |
| 28-09-2020 | 28-09-2020 |  | 311 364(+1 494)      | 35 851(+16)     |
| 29-09-2020 | 29-09-2020 |  | 313 011(+1 647)      | 35 875(+24)     |
| 30-09-2020 | 30-09-2020 |  | 314 861(+1 850)      | 35 894(+19)     |
| 01-10-2020 | 01-10-2020 |  | 317 409(+2 548)      | 35 918(+24)     |
| 02-10-2020 | 02-10-2020 |  | 319 908(+2 499)      | 35 941(+23)     |
| 03-10-2020 | 03-10-2020 |  | 322 751(+2 843)      | 35 968(+27)     |
| 04-10-2020 | 04-10-2020 |  | 325 329(+2 578)      | 35 986(+18)     |
| 05-10-2020 | 05-10-2020 |  | 327 586(+2 257)      | 36 002(+16)     |
| 06-10-2020 | 06-10-2020 |  | 330 263(+2 677)      | 36 030(+28)     |
| 07-10-2020 | 07-10-2020 |  | 333 940(+3 677)      | 36 061(+31)     |
| 08-10-2020 | 08-10-2020 |  | 338 398(+4 458)      | 36 083(+22)     |
| 09-10-2020 | 09-10-2020 |  | 343 770(+5 372)      | 36 111(+28)     |
| 10-10-2020 | 10-10-2020 |  | 349 494(+5 724)      | 36 140(+29)     |
| 11-10-2020 | 11-10-2020 |  | 354 950(+5 456)      | 36 166(+26)     |
| 12-10-2020 | 12-10-2020 |  | 359 569(+4 619)      | 36 205(+39)     |
| 13-10-2020 | 13-10-2020 |  | 365 467(+5 898)      | 36 246(+41)     |
| 14-10-2020 | 14-10-2020 |  | 372 799(+7 332)      | 36 289(+43)     |
| 15-10-2020 | 15-10-2020 |  | 381 602(+8 803)      | 36 372(+83)     |
| 16-10-2020 | 16-10-2020 |  | 391 611(+10 009)     | 36 427(+55)     |
| 17-10-2020 | 17-10-2020 |  | 402 536(+10 925)     | 36 474(+47)     |
| 18-10-2020 | 18-10-2020 |  | 414 241(+11 705)     | 36 543(+69)     |
| 19-10-2020 | 19-10-2020 |  | 423 578(+9 337)      | 36 616(+73)     |
| 20-10-2020 | 20-10-2020 |  | 434 449(+10 871)     | 36 705(+89)     |
| 21-10-2020 | 21-10-2020 |  | 449 648(+15 199)     | 36 832(+127)    |
| 22-10-2020 | 22-10-2020 |  | 465 726(+16 078)     | 36 968(+136)    |
| 23-10-2020 | 23-10-2020 |  | 484 869(+19 143)     | 37 059(+91)     |
| 24-10-2020 | 24-10-2020 |  | 504 509(+19 640)     | 37 210(+151)    |
| 25-10-2020 | 25-10-2020 |  | 525 782(+21 273)     | 37 338(+128)    |
| 26-10-2020 | 26-10-2020 |  | 542 789(+17 007)     | 37 479(+141)    |
| 27-10-2020 | 27-10-2020 |  | 564 778(+21 989)     | 37 700(+221)    |
| 28-10-2020 | 28-10-2020 |  | 589 766(+24 988)     | 37 905(+205)    |
| 29-10-2020 | 29-10-2020 |  | 616 595(+26 829)     | 38 122(+217)    |
| 30-10-2020 | 30-10-2020 |  | 647 674(+31 079)     | 38 321(+199)    |
| 31-10-2020 | 31-10-2020 |  | 679 430(+31 756)     | 38 618(+297)    |
| 01-11-2020 | 01-11-2020 |  | 709 335(+29 905)     | 38 826(+208)    |
| 02-11-2020 | 02-11-2020 |  | 731 588(+22 253)     | 39 059(+233)    |
| 03-11-2020 | 03-11-2020 |  | 759 829(+28 241)     | 39 412(+353)    |
| 04-11-2020 | 04-11-2020 |  | 790 377(+30 548)     | 39 764(+352)    |
| 05-11-2020 | 05-11-2020 |  | 824 879(+34 502)     | 40 192(+428)    |
| 06-11-2020 | 06-11-2020 |  | 862 681(+37 802)     | 40 638(+446)    |
| 07-11-2020 | 07-11-2020 |  | 902 490(+39 809)     | 41 063(+425)    |
| 08-11-2020 | 08-11-2020 |  | 935 104(+32 614)     | 41 394(+331)    |
| 09-11-2020 | 09-11-2020 |  | 960 373(+25 269)     | 41 750(+356)    |
| 10-11-2020 | 10-11-2020 |  | 995 463(+35 090)     | 42 330(+580)    |
| 11-11-2020 | 11-11-2020 |  | 1 028 424(+32 961)   | 42 953(+623)    |
| 12-11-2020 | 12-11-2020 |  | 1 066 401(+37 977)   | 43 589(+636)    |
| 13-11-2020 | 13-11-2020 |  | 1 107 303(+40 902)   | 44 139(+550)    |
| 14-11-2020 | 14-11-2020 |  | 1 144 552(+37 249)   | 44 683(+544)    |
| 15-11-2020 | 15-11-2020 |  | 1 178 529(+33 977)   | 45 229(+546)    |
| 16-11-2020 | 16-11-2020 |  | 1 205 881(+27 352)   | 45 733(+504)    |
| 17-11-2020 | 17-11-2020 |  | 1 238 072(+32 191)   | 46 464(+731)    |
| 18-11-2020 | 18-11-2020 |  | 1 272 352(+34 280)   | 47 217(+753)    |
| 19-11-2020 | 19-11-2020 |  | 1 308 528(+36 176)   | 47 870(+653)    |
| 20-11-2020 | 20-11-2020 |  | 1 345 767(+37 239)   | 48 569(+699)    |
| 21-11-2020 | 21-11-2020 |  | 1 380 531(+34 764)   | 49 261(+692)    |
| 22-11-2020 | 22-11-2020 |  | 1 408 868(+28 337)   | 49 823(+562)    |
| 23-11-2020 | 23-11-2020 |  | 1 431 795(+22 927)   | 50 453(+630)    |
| 24-11-2020 | 24-11-2020 |  | 1 455 022(+23 227)   | 51 306(+853)    |
| 25-11-2020 | 25-11-2020 |  | 1 480 874(+25 852)   | 52 028(+722)    |
| 26-11-2020 | 26-11-2020 |  | 1 509 875(+29 001)   | 52 850(+822)    |
| 27-11-2020 | 27-11-2020 |  | 1 538 217(+28 342)   | 53 677(+827)    |
| 28-11-2020 | 28-11-2020 |  | 1 564 532(+26 315)   | 54 363(+686)    |
| 29-11-2020 | 29-11-2020 |  | 1 585 178(+20 646)   | 54 904(+541)    |
| 30-11-2020 | 30-11-2020 |  | 1 601 554(+16 376)   | 55 576(+672)    |
| 01-12-2020 | 01-12-2020 |  | 1 620 901(+19 347)   | 56 361(+785)    |
| 02-12-2020 | 02-12-2020 |  | 1 641 610(+20 709)   | 57 045(+684)    |
| 03-12-2020 | 03-12-2020 |  | 1 664 829(+23 219)   | 58 038(+993)    |
| 04-12-2020 | 04-12-2020 |  | 1 688 939(+24 110)   | 58 852(+814)    |
| 05-12-2020 | 05-12-2020 |  | 1 709 991(+21 052)   | 59 514(+662)    |
| 06-12-2020 | 06-12-2020 |  | 1 728 878(+18 887)   | 60 078(+564)    |
| 07-12-2020 | 07-12-2020 |  | 1 742 557(+13 679)   | 60 606(+528)    |
| 08-12-2020 | 08-12-2020 |  | 1 757 394(+14 837)   | 61 240(+634)    |
| 09-12-2020 | 09-12-2020 |  | 1 770 149(+12 755)   | 61 739(+499)    |
| 10-12-2020 | 10-12-2020 |  | 1 787 147(+16 998)   | 62 626(+887)    |
| 11-12-2020 | 11-12-2020 |  | 1 805 873(+18 726)   | 63 387(+761)    |
| 12-12-2020 | 12-12-2020 |  | 1 825 775(+19 902)   | 64 036(+649)    |
| 13-12-2020 | 13-12-2020 |  | 1 843 712(+17 937)   | 64 520(+484)    |
| 14-12-2020 | 14-12-2020 |  | 1 855 737(+12 025)   | 65 011(+491)    |
| 15-12-2020 | 15-12-2020 |  | 1 870 576(+14 839)   | 65 857(+846)    |
| 16-12-2020 | 16-12-2020 |  | 1 888 144(+17 568)   | 66 537(+680)    |
| 17-12-2020 | 17-12-2020 |  | 1 906 377(+18 233)   | 67 220(+683)    |
| 18-12-2020 | 18-12-2020 |  | 1 921 778(+15 401)   | 67 894(+674)    |
| 19-12-2020 | 19-12-2020 |  | 1 938 083(+16 305)   | 68 447(+553)    |
| 20-12-2020 | 20-12-2020 |  | 1 953 185(+15 102)   | 68 799(+352)    |
| 21-12-2020 | 21-12-2020 |  | 1 964 054(+10 869)   | 69 214(+415)    |
| 22-12-2020 | 22-12-2020 |  | 1 977 370(+13 316)   | 69 842(+628)    |
| 23-12-2020 | 23-12-2020 |  | 1 991 278(+13 908)   | 70 395(+553)    |
| 24-12-2020 | 24-12-2020 |  | 2 009 317(+18 039)   | 70 900(+505)    |
| 25-12-2020 | 25-12-2020 |  | 2 028 354(+19 037)   | 71 359(+459)    |
| 26-12-2020 | 26-12-2020 |  | 2 038 759(+10 405)   | 71 620(+261)    |
| 27-12-2020 | 27-12-2020 |  | 2 047 696(+8 937)    | 71 925(+305)    |
| 28-12-2020 | 28-12-2020 |  | 2 056 277(+8 581)    | 72 370(+445)    |
| 29-12-2020 | 29-12-2020 |  | 2 067 487(+11 210)   | 73 029(+659)    |
| 30-12-2020 | 30-12-2020 |  | 2 083 689(+16 202)   | 73 604(+575)    |
| 31-12-2020 | 31-12-2020 |  | 2 107 166(+23 477)   | 74 159(+555)    |
| 01-01-2021 | 01-01-2021 |  | 2 129 376(+22 210)   | 74 621(+462)    |
| 02-01-2021 | 02-01-2021 |  | 2 141 201(+11 825)   | 74 985(+364)    |
| 03-01-2021 | 03-01-2021 |  | 2 155 446(+14 245)   | 75 332(+347)    |
| 04-01-2021 | 04-01-2021 |  | 2 166 244(+10 798)   | 75 680(+348)    |
| 05-01-2021 | 05-01-2021 |  | 2 181 619(+15 375)   | 76 329(+649)    |
| 06-01-2021 | 06-01-2021 |  | 2 201 945(+20 326)   | 76 877(+548)    |
| 07-01-2021 | 07-01-2021 |  | 2 220 361(+18 416)   | 77 291(+414)    |
| 08-01-2021 | 08-01-2021 |  | 2 237 890(+17 529)   | 77 911(+620)    |
| 09-01-2021 | 09-01-2021 |  | 2 257 866(+19 976)   | 78 394(+483)    |
| 10-01-2021 | 10-01-2021 |  | 2 276 491(+18 625)   | 78 755(+361)    |
| 11-01-2021 | 11-01-2021 |  | 2 289 021(+12 530)   | 79 203(+448)    |
| 12-01-2021 | 12-01-2021 |  | 2 303 263(+14 242)   | 79 819(+616)    |
| 13-01-2021 | 13-01-2021 |  | 2 319 036(+15 773)   | 80 326(+507)    |
| 14-01-2021 | 14-01-2021 |  | 2 336 279(+17 243)   | 80 848(+522)    |
| 15-01-2021 | 15-01-2021 |  | 2 351 466(+15 187)   | 81 325(+477)    |
| 16-01-2021 | 16-01-2021 |  | 2 366 912(+15 446)   | 81 800(+475)    |
| 17-01-2021 | 17-01-2021 |  | 2 381 277(+14 365)   | 82 177(+377)    |
| 18-01-2021 | 18-01-2021 |  | 2 390 102(+8 825)    | 82 544(+367)    |
| 19-01-2021 | 19-01-2021 |  | 2 400 598(+10 496)   | 83 157(+613)    |
| 20-01-2021 | 20-01-2021 |  | 2 414 166(+13 568)   | 83 681(+524)    |
| 21-01-2021 | 21-01-2021 |  | 2 428 221(+14 055)   | 84 202(+521)    |
| 22-01-2021 | 22-01-2021 |  | 2 441 854(+13 633)   | 84 674(+472)    |
| 23-01-2021 | 23-01-2021 |  | 2 455 185(+13 331)   | 85 162(+488)    |
| 24-01-2021 | 24-01-2021 |  | 2 466 813(+11 628)   | 85 461(+299)    |
| 25-01-2021 | 25-01-2021 |  | 2 475 372(+8 559)    | 85 881(+420)    |
| 26-01-2021 | 26-01-2021 |  | 2 485 956(+10 584)   | 86 422(+541)    |
| 27-01-2021 | 27-01-2021 |  | 2 501 147(+15 191)   | 86 889(+467)    |
| 28-01-2021 | 28-01-2021 |  | 2 515 507(+14 360)   | 87 381(+492)    |
| 29-01-2021 | 29-01-2021 |  | 2 529 070(+13 563)   | 87 858(+477)    |
| 30-01-2021 | 30-01-2021 |  | 2 541 783(+12 713)   | 88 279(+421)    |
| 31-01-2021 | 31-01-2021 |  | 2 553 032(+11 249)   | 88 516(+237)    |
| 01-02-2021 | 01-02-2021 |  | 2 560 957(+7 925)    | 88 845(+329)    |
| 02-02-2021 | 02-02-2021 |  | 2 570 608(+9 651)    | 89 344(+499)    |
| 03-02-2021 | 03-02-2021 |  | 2 583 790(+13 182)   | 89 820(+476)    |
| 04-02-2021 | 04-02-2021 |  | 2 597 446(+13 656)   | 90 241(+421)    |
| 05-02-2021 | 05-02-2021 |  | 2 611 659(+14 213)   | 90 618(+377)    |
| 06-02-2021 | 06-02-2021 |  | 2 625 098(+13 439)   | 91 003(+385)    |
| 07-02-2021 | 07-02-2021 |  | 2 636 738(+11 640)   | 91 273(+270)    |
| 08-02-2021 | 08-02-2021 |  | 2 644 707(+7 969)    | 91 580(+307)    |
| 09-02-2021 | 09-02-2021 |  | 2 655 319(+10 612)   | 92 002(+422)    |
| 10-02-2021 | 10-02-2021 |  | 2 668 266(+12 947)   | 92 338(+336)    |
| 11-02-2021 | 11-02-2021 |  | 2 683 403(+15 137)   | 92 729(+391)    |
| 12-02-2021 | 12-02-2021 |  | 2 697 296(+13 893)   | 93 045(+316)    |
| 13-02-2021 | 13-02-2021 |  | 2 710 819(+13 523)   | 93 356(+311)    |
| 14-02-2021 | 14-02-2021 |  | 2 721 879(+11 060)   | 93 577(+221)    |
| 15-02-2021 | 15-02-2021 |  | 2 729 223(+7 344)    | 93 835(+258)    |
| 16-02-2021 | 16-02-2021 |  | 2 739 591(+10 368)   | 94 171(+336)    |
| 17-02-2021 | 17-02-2021 |  | 2 751 657(+12 066)   | 94 540(+369)    |
| 18-02-2021 | 18-02-2021 |  | 2 765 412(+13 755)   | 94 887(+347)    |
| 19-02-2021 | 19-02-2021 |  | 2 780 882(+15 470)   | 95 235(+348)    |
| 20-02-2021 | 20-02-2021 |  | 2 795 796(+14 914)   | 95 486(+251)    |
| 21-02-2021 | 21-02-2021 |  | 2 809 246(+13 450)   | 95 718(+232)    |
| 22-02-2021 | 22-02-2021 |  | 2 818 863(+9 617)    | 95 992(+274)    |
| 23-02-2021 | 23-02-2021 |  | 2 832 162(+13 299)   | 96 348(+356)    |
| 24-02-2021 | 24-02-2021 |  | 2 848 564(+16 402)   | 96 666(+318)    |
| 25-02-2021 | 25-02-2021 |  | 2 868 435(+19 871)   | 96 974(+308)    |
| 26-02-2021 | 26-02-2021 |  | 2 888 923(+20 488)   | 97 227(+253)    |
| 27-02-2021 | 27-02-2021 |  | 2 907 825(+18 902)   | 97 507(+280)    |
| 28-02-2021 | 28-02-2021 |  | 2 925 265(+17 440)   | 97 699(+192)    |
| 01-03-2021 | 01-03-2021 |  | 2 938 371(+13 106)   | 97 945(+246)    |
| 02-03-2021 | 02-03-2021 |  | 2 955 434(+17 063)   | 98 288(+343)    |
| 03-03-2021 | 03-03-2021 |  | 2 976 274(+20 840)   | 98 635(+347)    |
| 04-03-2021 | 04-03-2021 |  | 2 999 119(+22 845)   | 98 974(+339)    |
| 05-03-2021 | 05-03-2021 |  | 3 023 129(+24 010)   | 99 271(+297)    |
| 06-03-2021 | 06-03-2021 |  | 3 046 762(+23 633)   | 99 578(+307)    |
| 07-03-2021 | 07-03-2021 |  | 3 067 486(+20 724)   | 99 785(+207)    |
| 08-03-2021 | 08-03-2021 |  | 3 081 368(+13 882)   | 100 103(+318)   |
| 09-03-2021 | 09-03-2021 |  | 3 101 093(+19 725)   | 100 479(+376)   |
| 10-03-2021 | 10-03-2021 |  | 3 123 368(+22 275)   | 100 811(+332)   |
| 11-03-2021 | 11-03-2021 |  | 3 149 017(+25 649)   | 101 184(+373)   |
| 12-03-2021 | 12-03-2021 |  | 3 175 807(+26 790)   | 101 564(+380)   |
| 13-03-2021 | 13-03-2021 |  | 3 201 838(+26 031)   | 101 881(+317)   |
| 14-03-2021 | 14-03-2021 |  | 3 223 142(+21 304)   | 102 145(+264)   |
| 15-03-2021 | 15-03-2021 |  | 3 238 394(+15 252)   | 102 499(+354)   |
| 16-03-2021 | 16-03-2021 |  | 3 258 770(+20 376)   | 103 001(+502)   |
| 17-03-2021 | 17-03-2021 |  | 3 281 810(+23 040)   | 103 432(+431)   |
| 18-03-2021 | 18-03-2021 |  | 3 306 711(+24 901)   | 103 855(+423)   |
| 19-03-2021 | 19-03-2021 |  | 3 332 418(+25 707)   | 104 241(+386)   |
| 20-03-2021 | 20-03-2021 |  | 3 356 331(+23 913)   | 104 642(+401)   |
| 21-03-2021 | 21-03-2021 |  | 3 376 376(+20 045)   | 104 942(+300)   |
| 22-03-2021 | 22-03-2021 |  | 3 400 877(+24 501)   | 105 328(+386)   |
| 23-03-2021 | 23-03-2021 |  | 3 419 616(+18 739)   | 105 879(+551)   |
| 24-03-2021 | 24-03-2021 |  | 3 440 862(+21 246)   | 106 339(+460)   |
| 25-03-2021 | 25-03-2021 |  | 3 464 543(+23 681)   | 106 799(+460)   |
| 26-03-2021 | 26-03-2021 |  | 3 488 619(+24 076)   | 107 256(+457)   |
| 27-03-2021 | 27-03-2021 |  | 3 512 453(+23 834)   | 107 636(+380)   |
| 28-03-2021 | 28-03-2021 |  | 3 532 057(+19 604)   | 107 933(+297)   |
| 29-03-2021 | 29-03-2021 |  | 3 544 957(+12 900)   | 108 350(+417)   |
| 30-03-2021 | 30-03-2021 |  | 3 561 012(+16 055)   | 108 879(+529)   |
| 31-03-2021 | 31-03-2021 |  | 3 584 899(+23 887)   | 109 346(+467)   |
| 01-04-2021 | 01-04-2021 |  | 3 607 083(+22 184)   | 109 847(+501)   |
| 02-04-2021 | 02-04-2021 |  | 3 629 000(+21 917)   | 110 328(+481)   |
| 03-04-2021 | 03-04-2021 |  | 3 650 247(+21 247)   | 110 704(+376)   |
| 04-04-2021 | 04-04-2021 |  | 3 668 264(+18 017)   | 111 030(+326)   |
| 05-04-2021 | 05-04-2021 |  | 3 678 944(+10 680)   | 111 326(+296)   |
| 06-04-2021 | 06-04-2021 |  | 3 686 707(+7 763)    | 111 747(+421)   |
| 07-04-2021 | 07-04-2021 |  | 3 700 393(+13 686)   | 112 374(+627)   |
| 08-04-2021 | 08-04-2021 |  | 3 717 602(+17 209)   | 112 861(+487)   |
| 09-04-2021 | 09-04-2021 |  | 3 736 526(+18 924)   | 113 579(+718)   |
| 10-04-2021 | 10-04-2021 |  | 3 754 077(+17 551)   | 113 923(+344)   |
| 11-04-2021 | 11-04-2021 |  | 3 769 814(+15 737)   | 114 254(+331)   |
| 12-04-2021 | 12-04-2021 |  | 3 779 594(+9 780)    | 114 612(+358)   |
| 13-04-2021 | 13-04-2021 |  | 3 793 033(+13 439)   | 115 088(+476)   |
| 14-04-2021 | 14-04-2021 |  | 3 809 193(+16 160)   | 115 557(+469)   |
| 15-04-2021 | 15-04-2021 |  | 3 826 156(+16 963)   | 115 937(+380)   |
| 16-04-2021 | 16-04-2021 |  | 3 842 079(+15 923)   | 116 366(+429)   |
| 17-04-2021 | 17-04-2021 |  | 3 857 443(+15 364)   | 116 676(+310)   |
| 18-04-2021 | 18-04-2021 |  | 3 870 131(+12 688)   | 116 927(+251)   |
| 19-04-2021 | 19-04-2021 |  | 3 878 994(+8 863)    | 117 243(+316)   |
| 20-04-2021 | 20-04-2021 |  | 3 891 063(+12 069)   | 117 633(+390)   |
| 21-04-2021 | 21-04-2021 |  | 3 904 899(+13 836)   | 117 997(+364)   |
| 22-04-2021 | 22-04-2021 |  | 3 920 945(+16 046)   | 118 357(+360)   |
| 23-04-2021 | 23-04-2021 |  | 3 935 703(+14 758)   | 118 699(+342)   |
| 24-04-2021 | 24-04-2021 |  | 3 949 517(+13 814)   | 119 021(+322)   |
| 25-04-2021 | 25-04-2021 |  | 3 962 674(+13 157)   | 119 238(+217)   |
| 26-04-2021 | 26-04-2021 |  | 3 971 114(+8 440)    | 119 539(+301)   |
| 27-04-2021 | 27-04-2021 |  | 3 981 512(+10 398)   | 119 912(+373)   |
| 28-04-2021 | 28-04-2021 |  | 3 994 894(+13 382)   | 120 256(+344)   |
| 29-04-2021 | 29-04-2021 |  | 4 009 208(+14 314)   | 120 544(+288)   |
| 30-04-2021 | 30-04-2021 |  | 4 022 653(+13 445)   | 120 807(+263)   |
| 01-05-2021 | 01-05-2021 |  | 4 035 617(+12 964)   | 121 033(+226)   |
| 02-05-2021 | 02-05-2021 |  | 4 044 762(+9 145)    | 121 177(+144)   |
| 03-05-2021 | 03-05-2021 |  | 4 050 708(+5 946)    | 121 433(+256)   |
| 04-05-2021 | 04-05-2021 |  | 4 059 821(+9 113)    | 121 738(+305)   |
| 05-05-2021 | 05-05-2021 |  | 4 070 400(+10 579)   | 122 005(+267)   |
| 06-05-2021 | 06-05-2021 |  | 4 082 198(+11 798)   | 122 263(+258)   |
| 07-05-2021 | 07-05-2021 |  | 4 092 747(+10 549)   | 122 470(+207)   |
| 08-05-2021 | 08-05-2021 |  | 4 102 921(+10 174)   | 122 694(+224)   |
| 09-05-2021 | 09-05-2021 |  | 4 111 210(+8 289)    | 122 833(+139)   |
| 10-05-2021 | 10-05-2021 |  | 4 116 287(+5 077)    | 123 031(+198)   |
| 11-05-2021 | 11-05-2021 |  | 4 123 230(+6 943)    | 123 282(+251)   |
| 12-05-2021 | 12-05-2021 |  | 4 131 078(+7 848)    | 123 544(+262)   |
| 13-05-2021 | 13-05-2021 |  | 4 139 160(+8 082)    | 123 745(+201)   |
| 14-05-2021 | 14-05-2021 |  | 4 146 722(+7 562)    | 123 927(+182)   |
| 15-05-2021 | 15-05-2021 |  | 4 153 374(+6 652)    | 124 063(+136)   |
| 16-05-2021 | 16-05-2021 |  | 4 159 122(+5 748)    | 124 156(+93)    |
| 17-05-2021 | 17-05-2021 |  | 4 162 576(+3 454)    | 124 296(+140)   |
| 18-05-2021 | 18-05-2021 |  | 4 167 025(+4 449)    | 124 497(+201)   |
| 19-05-2021 | 19-05-2021 |  | 4 172 525(+5 500)    | 124 646(+149)   |
| 20-05-2021 | 20-05-2021 |  | 4 178 261(+5 736)    | 124 810(+164)   |
| 21-05-2021 | 21-05-2021 |  | 4 183 476(+5 215)    | 125 028(+218)   |
| 22-05-2021 | 22-05-2021 |  | 4 188 190(+4 714)    | 125 153(+125)   |
| 23-05-2021 | 23-05-2021 |  | 4 192 183(+3 993)    | 125 225(+72)    |
| 24-05-2021 | 24-05-2021 |  | 4 194 672(+2 489)    | 125 335(+110)   |
| 25-05-2021 | 25-05-2021 |  | 4 197 892(+3 220)    | 125 501(+166)   |
| 26-05-2021 | 26-05-2021 |  | 4 201 827(+3 935)    | 125 622(+121)   |
| 27-05-2021 | 27-05-2021 |  | 4 205 970(+4 143)    | 125 793(+171)   |
| 28-05-2021 | 28-05-2021 |  | 4 209 707(+3 737)    | 125 919(+126)   |
| 29-05-2021 | 29-05-2021 |  | 4 213 055(+3 348)    | 126 002(+83)    |
| 30-05-2021 | 30-05-2021 |  | 4 216 003(+2 948)    | 126 046(+44)    |
| 31-05-2021 | 31-05-2021 |  | 4 217 821(+1 818)    | 126 128(+82)    |
| 01-06-2021 | 01-06-2021 |  | 4 220 304(+2 483)    | 126 221(+93)    |
| 02-06-2021 | 02-06-2021 |  | 4 223 200(+2 896)    | 126 283(+62)    |
| 03-06-2021 | 03-06-2021 |  | 4 225 163(+1 963)    | 126 342(+59)    |
| 04-06-2021 | 04-06-2021 |  | 4 227 719(+2 556)    | 126 415(+73)    |
| 05-06-2021 | 05-06-2021 |  | 4 230 153(+2 434)    | 126 472(+57)    |
| 06-06-2021 | 06-06-2021 |  | 4 232 428(+2 275)    | 126 523(+51)    |
| 07-06-2021 | 07-06-2021 |  | 4 233 698(+1 270)    | 126 588(+65)    |
| 08-06-2021 | 08-06-2021 |  | 4 235 592(+1 894)    | 126 690(+102)   |
| 09-06-2021 | 09-06-2021 |  | 4 237 790(+2 198)    | 126 767(+77)    |
| 10-06-2021 | 10-06-2021 |  | 4 239 868(+2 078)    | 126 855(+88)    |
| 11-06-2021 | 11-06-2021 |  | 4 241 760(+1 892)    | 126 924(+69)    |
| 12-06-2021 | 12-06-2021 |  | 4 243 482(+1 722)    | 126 976(+52)    |
| 13-06-2021 | 13-06-2021 |  | 4 244 872(+1 390)    | 127 002(+26)    |
| 14-06-2021 | 14-06-2021 |  | 4 245 779(+907)      | 127 038(+36)    |
| 15-06-2021 | 15-06-2021 |  | 4 247 032(+1 253)    | 127 101(+63)    |
| 16-06-2021 | 16-06-2021 |  | 4 248 432(+1 400)    | 127 153(+52)    |
| 17-06-2021 | 17-06-2021 |  | 4 249 755(+1 323)    | 127 190(+37)    |
| 18-06-2021 | 18-06-2021 |  | 4 250 902(+1 147)    | 127 225(+35)    |
| 19-06-2021 | 19-06-2021 |  | 4 252 095(+1 193)    | 127 253(+28)    |
| 20-06-2021 | 20-06-2021 |  | 4 252 976(+881)      | 127 270(+17)    |
| 21-06-2021 | 21-06-2021 |  | 4 253 460(+484)      | 127 291(+21)    |
| 22-06-2021 | 22-06-2021 |  | 4 254 294(+834)      | 127 322(+31)    |
| 23-06-2021 | 23-06-2021 |  | 4 255 434(+1 140)    | 127 352(+30)    |
| 24-06-2021 | 24-06-2021 |  | 4 255 700(+266)      | 127 362(+10)    |
| 25-06-2021 | 25-06-2021 |  | 4 256 451(+751)      | 127 418(+56)    |
| 26-06-2021 | 26-06-2021 |  | 4 257 289(+838)      | 127 458(+40)    |
| 27-06-2021 | 27-06-2021 |  | 4 258 069(+780)      | 127 472(+14)    |
| 28-06-2021 | 28-06-2021 |  | 4 258 456(+387)      | 127 500(+28)    |
| 29-06-2021 | 29-06-2021 |  | 4 259 133(+677)      | 127 542(+42)    |
| 30-06-2021 | 30-06-2021 |  | 4 259 909(+776)      | 127 566(+24)    |
| 01-07-2021 | 01-07-2021 |  | 4 260 788(+879)      | 127 587(+21)    |
| 02-07-2021 | 02-07-2021 |  | 4 261 582(+794)      | 127 615(+28)    |
| 03-07-2021 | 03-07-2021 |  | 4 262 511(+929)      | 127 637(+22)    |
| 04-07-2021 | 04-07-2021 |  | 4 263 317(+806)      | 127 649(+12)    |
| 05-07-2021 | 05-07-2021 |  | 4 263 797(+480)      | 127 680(+31)    |
| 06-07-2021 | 06-07-2021 |  | 4 264 704(+907)      | 127 704(+24)    |
| 07-07-2021 | 07-07-2021 |  | 4 265 714(+1 010)    | 127 718(+14)    |
| 08-07-2021 | 08-07-2021 |  | 4 267 105(+1 391)    | 127 731(+13)    |
| 09-07-2021 | 09-07-2021 |  | 4 268 491(+1 386)    | 127 756(+25)    |
| 10-07-2021 | 10-07-2021 |  | 4 269 885(+1 394)    | 127 768(+12)    |
| 11-07-2021 | 11-07-2021 |  | 4 271 276(+1 391)    | 127 775(+7)     |
| 12-07-2021 | 12-07-2021 |  | 4 272 163(+887)      | 127 788(+13)    |
| 13-07-2021 | 13-07-2021 |  | 4 273 693(+1 530)    | 127 808(+20)    |
| 14-07-2021 | 14-07-2021 |  | 4 275 846(+2 153)    | 127 831(+23)    |
| 15-07-2021 | 15-07-2021 |  | 4 278 319(+2 473)    | 127 840(+9)     |
| 16-07-2021 | 16-07-2021 |  | 4 281 214(+2 895)    | 127 851(+11)    |
| 17-07-2021 | 17-07-2021 |  | 4 284 332(+3 118)    | 127 864(+13)    |
| 18-07-2021 | 18-07-2021 |  | 4 287 458(+3 126)    | 127 867(+3)     |
| 19-07-2021 | 19-07-2021 |  | 4 289 528(+2 070)    | 127 874(+7)     |
| 20-07-2021 | 20-07-2021 |  | 4 293 083(+3 555)    | 127 884(+10)    |
| 21-07-2021 | 21-07-2021 |  | 4 297 337(+4 254)    | 127 905(+21)    |
| 22-07-2021 | 22-07-2021 |  | 4 302 393(+5 056)    | 127 920(+15)    |
| 23-07-2021 | 23-07-2021 |  | 4 307 535(+5 142)    | 127 937(+17)    |
| 24-07-2021 | 24-07-2021 |  | 4 312 673(+5 138)    | 127 942(+5)     |
| 25-07-2021 | 25-07-2021 |  | 4 317 415(+4 742)    | 127 949(+7)     |
| 26-07-2021 | 26-07-2021 |  | 4 320 530(+3 115)    | 127 971(+22)    |
| 27-07-2021 | 27-07-2021 |  | 4 325 046(+4 516)    | 127 995(+24)    |
| 28-07-2021 | 28-07-2021 |  | 4 330 739(+5 693)    | 128 010(+15)    |
| 29-07-2021 | 29-07-2021 |  | 4 336 906(+6 167)    | 128 029(+19)    |
| 30-07-2021 | 30-07-2021 |  | 4 343 519(+6 613)    | 128 047(+18)    |
| 31-07-2021 | 31-07-2021 |  | 4 350 028(+6 509)    | 128 063(+16)    |
| 01-08-2021 | 01-08-2021 |  | 4 355 348(+5 320)    | 128 068(+5)     |
| 02-08-2021 | 02-08-2021 |  | 4 358 533(+3 185)    | 128 088(+20)    |
| 03-08-2021 | 03-08-2021 |  | 4 363 374(+4 841)    | 128 115(+27)    |
| 04-08-2021 | 04-08-2021 |  | 4 369 964(+6 590)    | 128 136(+21)    |
| 05-08-2021 | 05-08-2021 |  | 4 377 188(+7 224)    | 128 163(+27)    |
| 06-08-2021 | 06-08-2021 |  | 4 383 787(+6 599)    | 128 187(+24)    |
| 07-08-2021 | 07-08-2021 |  | 4 390 684(+6 897)    | 128 209(+22)    |
| 08-08-2021 | 08-08-2021 |  | 4 396 417(+5 733)    | 128 220(+11)    |
| 09-08-2021 | 09-08-2021 |  | 4 400 617(+4 200)    | 128 242(+22)    |
| 10-08-2021 | 10-08-2021 |  | 4 406 241(+5 624)    | 128 273(+31)    |
| 11-08-2021 | 11-08-2021 |  | 4 413 162(+6 921)    | 128 304(+31)    |
| 12-08-2021 | 12-08-2021 |  | 4 420 429(+7 267)    | 128 334(+30)    |
| 13-08-2021 | 13-08-2021 |  | 4 427 827(+7 398)    | 128 379(+45)    |
| 14-08-2021 | 14-08-2021 |  | 4 435 008(+7 181)    | 128 413(+34)    |
| 15-08-2021 | 15-08-2021 |  | 4 440 669(+5 661)    | 128 432(+19)    |
| 16-08-2021 | 16-08-2021 |  | 4 444 338(+3 669)    | 128 456(+24)    |
| 17-08-2021 | 17-08-2021 |  | 4 449 606(+5 268)    | 128 510(+54)    |
| 18-08-2021 | 18-08-2021 |  | 4 456 765(+7 159)    | 128 579(+69)    |
| 19-08-2021 | 19-08-2021 |  | 4 464 005(+7 240)    | 128 634(+55)    |
| 20-08-2021 | 20-08-2021 |  | 4 471 225(+7 220)    | 128 683(+49)    |
| 21-08-2021 | 21-08-2021 |  | 4 478 691(+7 466)    | 128 728(+45)    |
| 22-08-2021 | 22-08-2021 |  | 4 484 613(+5 922)    | 128 751(+23)    |
| 23-08-2021 | 23-08-2021 |  | 4 488 779(+4 166)    | 128 795(+44)    |
| 24-08-2021 | 24-08-2021 |  | 4 494 857(+6 078)    | 128 855(+60)    |
| 25-08-2021 | 25-08-2021 |  | 4 502 396(+7 539)    | 128 914(+59)    |
| 26-08-2021 | 26-08-2021 |  | 4 509 611(+7 215)    | 128 957(+43)    |
| 27-08-2021 | 27-08-2021 |  | 4 517 434(+7 823)    | 129 002(+45)    |
| 28-08-2021 | 28-08-2021 |  | 4 524 292(+6 858)    | 129 056(+54)    |
| 29-08-2021 | 29-08-2021 |  | 4 530 246(+5 954)    | 129 093(+37)    |
| 30-08-2021 | 30-08-2021 |  | 4 534 499(+4 253)    | 129 146(+53)    |
| 31-08-2021 | 31-08-2021 |  | 4 539 991(+5 492)    | 129 221(+75)    |
| 01-09-2021 | 01-09-2021 |  | 4 546 487(+6 496)    | 129 290(+69)    |
| 02-09-2021 | 02-09-2021 |  | 4 553 241(+6 754)    | 129 352(+62)    |
| 03-09-2021 | 03-09-2021 |  | 4 559 970(+6 729)    | 129 410(+58)    |
| 04-09-2021 | 04-09-2021 |  | 4 566 126(+6 156)    | 129 466(+56)    |
| 05-09-2021 | 05-09-2021 |  | 4 571 440(+5 314)    | 129 515(+49)    |
| 06-09-2021 | 06-09-2021 |  | 4 574 787(+3 347)    | 129 567(+52)    |
| 07-09-2021 | 07-09-2021 |  | 4 579 502(+4 715)    | 129 638(+71)    |
| 08-09-2021 | 08-09-2021 |  | 4 585 423(+5 921)    | 129 707(+69)    |
| 09-09-2021 | 09-09-2021 |  | 4 590 941(+5 518)    | 129 766(+59)    |
| 10-09-2021 | 10-09-2021 |  | 4 596 558(+5 617)    | 129 828(+62)    |
| 11-09-2021 | 11-09-2021 |  | 4 601 749(+5 191)    | 129 885(+57)    |
| 12-09-2021 | 12-09-2021 |  | 4 606 413(+4 664)    | 129 919(+34)    |
| 13-09-2021 | 13-09-2021 |  | 4 609 205(+2 792)    | 129 955(+36)    |
| 14-09-2021 | 14-09-2021 |  | 4 613 214(+4 009)    | 130 027(+72)    |
| 15-09-2021 | 15-09-2021 |  | 4 618 040(+4 826)    | 130 100(+73)    |
| 16-09-2021 | 16-09-2021 |  | 4 623 155(+5 115)    | 130 167(+67)    |
| 17-09-2021 | 17-09-2021 |  | 4 627 699(+4 544)    | 130 233(+66)    |
| 18-09-2021 | 18-09-2021 |  | 4 632 275(+4 576)    | 130 284(+51)    |
| 19-09-2021 | 19-09-2021 |  | 4 636 111(+3 836)    | 130 310(+26)    |
| 20-09-2021 | 20-09-2021 |  | 4 638 516(+2 405)    | 130 354(+44)    |
| 21-09-2021 | 21-09-2021 |  | 4 641 890(+3 374)    | 130 421(+67)    |
| 22-09-2021 | 22-09-2021 |  | 4 645 853(+3 963)    | 130 488(+67)    |
| 23-09-2021 | 23-09-2021 |  | 4 649 906(+4 053)    | 130 551(+63)    |
| 24-09-2021 | 24-09-2021 |  | 4 653 696(+3 790)    | 130 603(+52)    |
| 25-09-2021 | 25-09-2021 |  | 4 657 215(+3 519)    | 130 653(+50)    |
| 26-09-2021 | 26-09-2021 |  | 4 660 314(+3 099)    | 130 697(+44)    |
| 27-09-2021 | 27-09-2021 |  | 4 662 087(+1 773)    | 130 742(+45)    |
| 28-09-2021 | 28-09-2021 |  | 4 665 049(+2 962)    | 130 807(+65)    |
| 29-09-2021 | 29-09-2021 |  | 4 668 261(+3 212)    | 130 870(+63)    |
| 30-09-2021 | 30-09-2021 |  | 4 669 355(+1 094)    | 130 921(+51)    |
| 01-10-2021 | 01-10-2021 |  | 4 675 758(+6 403)    | 130 973(+52)    |
| 02-10-2021 | 02-10-2021 |  | 4 679 067(+3 309)    | 130 998(+25)    |
| 03-10-2021 | 03-10-2021 |  | 4 682 034(+2 967)    | 131 031(+33)    |
| 04-10-2021 | 04-10-2021 |  | 4 683 646(+1 612)    | 131 068(+37)    |
| 05-10-2021 | 05-10-2021 |  | 4 686 109(+2 463)    | 131 118(+50)    |
| 06-10-2021 | 06-10-2021 |  | 4 689 341(+3 232)    | 131 157(+39)    |
| 07-10-2021 | 07-10-2021 |  | 4 692 274(+2 933)    | 131 198(+41)    |
| 08-10-2021 | 08-10-2021 |  | 4 695 291(+3 017)    | 131 228(+30)    |
| 09-10-2021 | 09-10-2021 |  | 4 698 038(+2 747)    | 131 274(+46)    |
| 10-10-2021 | 10-10-2021 |  | 4 700 316(+2 278)    | 131 301(+27)    |
| 11-10-2021 | 11-10-2021 |  | 4 701 832(+1 516)    | 131 335(+34)    |
| 12-10-2021 | 12-10-2021 |  | 4 704 318(+2 486)    | 131 384(+49)    |
| 13-10-2021 | 13-10-2021 |  | 4 707 087(+2 769)    | 131 421(+37)    |
| 14-10-2021 | 14-10-2021 |  | 4 709 753(+2 666)    | 131 461(+40)    |
| 15-10-2021 | 15-10-2021 |  | 4 712 482(+2 729)    | 131 503(+42)    |
| 16-10-2021 | 16-10-2021 |  | 4 715 464(+2 982)    | 131 517(+14)    |
| 17-10-2021 | 17-10-2021 |  | 4 717 899(+2 435)    | 131 541(+24)    |
| 18-10-2021 | 18-10-2021 |  | 4 719 493(+1 594)    | 131 585(+44)    |
| 19-10-2021 | 19-10-2021 |  | 4 722 188(+2 695)    | 131 655(+70)    |
| 20-10-2021 | 20-10-2021 |  | 4 725 887(+3 699)    | 131 688(+33)    |
| 21-10-2021 | 21-10-2021 |  | 4 729 678(+3 791)    | 131 724(+36)    |
| 22-10-2021 | 22-10-2021 |  | 4 733 557(+3 879)    | 131 763(+39)    |
| 23-10-2021 | 23-10-2021 |  | 4 737 462(+3 905)    | 131 802(+39)    |
| 24-10-2021 | 24-10-2021 |  | 4 741 185(+3 723)    | 131 826(+24)    |
| 25-10-2021 | 25-10-2021 |  | 4 743 720(+2 535)    | 131 856(+30)    |
| 26-10-2021 | 26-10-2021 |  | 4 747 773(+4 053)    | 131 904(+48)    |
| 27-10-2021 | 27-10-2021 |  | 4 752 368(+4 595)    | 131 954(+50)    |
| 28-10-2021 | 28-10-2021 |  | 4 757 231(+4 863)    | 132 004(+50)    |
| 29-10-2021 | 29-10-2021 |  | 4 762 563(+5 332)    | 132 037(+33)    |
| 30-10-2021 | 30-10-2021 |  | 4 767 440(+4 877)    | 132 074(+37)    |
| 31-10-2021 | 31-10-2021 |  | 4 771 965(+4 525)    | 132 100(+26)    |
| 01-11-2021 | 01-11-2021 |  | 4 774 783(+2 818)    | 132 120(+20)    |
| 02-11-2021 | 02-11-2021 |  | 4 777 614(+2 831)    | 132 161(+41)    |
| 03-11-2021 | 03-11-2021 |  | 4 782 802(+5 188)    | 132 224(+63)    |
| 04-11-2021 | 04-11-2021 |  | 4 788 704(+5 902)    | 132 283(+59)    |
| 05-11-2021 | 05-11-2021 |  | 4 795 465(+6 761)    | 132 334(+51)    |
| 06-11-2021 | 06-11-2021 |  | 4 802 225(+6 760)    | 132 365(+31)    |
| 07-11-2021 | 07-11-2021 |  | 4 808 047(+5 822)    | 132 391(+26)    |
| 08-11-2021 | 08-11-2021 |  | 4 812 594(+4 547)    | 132 423(+32)    |
| 09-11-2021 | 09-11-2021 |  | 4 818 705(+6 111)    | 132 491(+68)    |
| 10-11-2021 | 10-11-2021 |  | 4 826 738(+8 033)    | 132 551(+60)    |
| 11-11-2021 | 11-11-2021 |  | 4 835 435(+8 697)    | 132 618(+67)    |
| 12-11-2021 | 12-11-2021 |  | 4 843 957(+8 522)    | 132 686(+68)    |
| 13-11-2021 | 13-11-2021 |  | 4 852 496(+8 539)    | 132 739(+53)    |
| 14-11-2021 | 14-11-2021 |  | 4 860 061(+7 565)    | 132 775(+36)    |
| 15-11-2021 | 15-11-2021 |  | 4 865 260(+5 199)    | 132 819(+44)    |
| 16-11-2021 | 16-11-2021 |  | 4 873 075(+7 815)    | 132 893(+74)    |
| 17-11-2021 | 17-11-2021 |  | 4 883 242(+10 167)   | 132 965(+72)    |
| 18-11-2021 | 18-11-2021 |  | 4 893 887(+10 645)   | 133 034(+69)    |
| 19-11-2021 | 19-11-2021 |  | 4 904 441(+10 554)   | 133 082(+48)    |
| 20-11-2021 | 20-11-2021 |  | 4 915 981(+11 540)   | 133 131(+49)    |
| 21-11-2021 | 21-11-2021 |  | 4 925 688(+9 707)    | 133 177(+46)    |
| 22-11-2021 | 22-11-2021 |  | 4 932 091(+6 403)    | 133 247(+70)    |
| 23-11-2021 | 23-11-2021 |  | 4 942 135(+10 044)   | 133 330(+83)    |
| 24-11-2021 | 24-11-2021 |  | 4 954 585(+12 450)   | 133 415(+85)    |
| 25-11-2021 | 25-11-2021 |  | 4 968 341(+13 756)   | 133 486(+71)    |
| 26-11-2021 | 26-11-2021 |  | 4 982 022(+13 681)   | 133 537(+51)    |
| 27-11-2021 | 27-11-2021 |  | 4 994 891(+12 869)   | 133 627(+90)    |
| 28-11-2021 | 28-11-2021 |  | 5 007 818(+12 927)   | 133 674(+47)    |
| 29-11-2021 | 29-11-2021 |  | 5 015 790(+7 972)    | 133 739(+65)    |
| 30-11-2021 | 30-11-2021 |  | 5 028 547(+12 757)   | 133 828(+89)    |
| 01-12-2021 | 01-12-2021 |  | 5 043 620(+15 073)   | 133 931(+103)   |
| 02-12-2021 | 02-12-2021 |  | 5 060 430(+16 810)   | 134 003(+72)    |
| 03-12-2021 | 03-12-2021 |  | 5 077 445(+17 015)   | 134 077(+74)    |
| 04-12-2021 | 04-12-2021 |  | 5 094 072(+16 627)   | 134 152(+75)    |
| 05-12-2021 | 05-12-2021 |  | 5 109 082(+15 010)   | 134 195(+43)    |
| 06-12-2021 | 06-12-2021 |  | 5 118 576(+9 494)    | 134 287(+92)    |
| 07-12-2021 | 07-12-2021 |  | 5 134 318(+15 742)   | 134 386(+99)    |
| 08-12-2021 | 08-12-2021 |  | 5 152 264(+17 946)   | 134 472(+86)    |
| 09-12-2021 | 09-12-2021 |  | 5 164 780(+12 516)   | 134 551(+79)    |
| 10-12-2021 | 10-12-2021 |  | 5 185 270(+20 490)   | 134 669(+118)   |
| 11-12-2021 | 11-12-2021 |  | 5 206 305(+21 035)   | 134 765(+96)    |
| 12-12-2021 | 12-12-2021 |  | 5 225 517(+19 212)   | 134 831(+66)    |
| 13-12-2021 | 13-12-2021 |  | 5 238 221(+12 704)   | 134 929(+98)    |
| 14-12-2021 | 14-12-2021 |  | 5 258 886(+20 665)   | 135 049(+120)   |
| 15-12-2021 | 15-12-2021 |  | 5 282 076(+23 190)   | 135 178(+129)   |
| 16-12-2021 | 16-12-2021 |  | 5 308 180(+26 104)   | 135 301(+123)   |
| 17-12-2021 | 17-12-2021 |  | 5 336 795(+28 615)   | 135 421(+120)   |
| 18-12-2021 | 18-12-2021 |  | 5 364 852(+28 057)   | 135 544(+123)   |
| 19-12-2021 | 19-12-2021 |  | 5 389 155(+24 303)   | 135 641(+97)    |
| 20-12-2021 | 20-12-2021 |  | 5 405 360(+16 205)   | 135 778(+137)   |
| 21-12-2021 | 21-12-2021 |  | 5 436 143(+30 783)   | 135 931(+153)   |
| 22-12-2021 | 22-12-2021 |  | 5 472 469(+36 326)   | 136 077(+146)   |
| 23-12-2021 | 23-12-2021 |  | 5 517 054(+44 585)   | 136 245(+168)   |
| 24-12-2021 | 24-12-2021 |  | 5 567 644(+50 590)   | 136 386(+141)   |
| 25-12-2021 | 25-12-2021 |  | 5 622 431(+54 787)   | 136 530(+144)   |
| 26-12-2021 | 26-12-2021 |  | 5 647 313(+24 882)   | 136 611(+81)    |
| 27-12-2021 | 27-12-2021 |  | 5 678 112(+30 799)   | 136 753(+142)   |
| 28-12-2021 | 28-12-2021 |  | 5 756 412(+78 300)   | 136 955(+202)   |
| 29-12-2021 | 29-12-2021 |  | 5 854 428(+98 016)   | 137 091(+136)   |
| 30-12-2021 | 30-12-2021 |  | 5 981 428(+127 000)  | 137 247(+156)   |
| 31-12-2021 | 31-12-2021 |  | 6 125 683(+144 255)  | 137 402(+155)   |
| 01-01-2022 | 01-01-2022 |  | 6 266 939(+141 256)  | 137 513(+111)   |
| 02-01-2022 | 02-01-2022 |  | 6 328 076(+61 137)   | 137 646(+133)   |
| 03-01-2022 | 03-01-2022 |  | 6 396 110(+68 034)   | 137 786(+140)   |
| 04-01-2022 | 04-01-2022 |  | 6 566 947(+170 837)  | 138 045(+259)   |
| 05-01-2022 | 05-01-2022 |  | 6 756 035(+189 088)  | 138 276(+231)   |
| 06-01-2022 | 06-01-2022 |  | 6 975 465(+219 430)  | 138 474(+198)   |
| 07-01-2022 | 07-01-2022 |  | 7 083 762(+108 297)  | 138 697(+223)   |
| 08-01-2022 | 08-01-2022 |  | 7 281 297(+197 535)  | 138 881(+184)   |
| 09-01-2022 | 09-01-2022 |  | 7 436 939(+155 642)  | 139 038(+157)   |
| 10-01-2022 | 10-01-2022 |  | 7 554 344(+117 405)  | 139 265(+227)   |
| 11-01-2022 | 11-01-2022 |  | 7 774 863(+220 519)  | 139 559(+294)   |
| 12-01-2022 | 12-01-2022 |  | 7 971 068(+196 205)  | 139 872(+313)   |
| 13-01-2022 | 13-01-2022 |  | 8 155 645(+184 577)  | 140 188(+316)   |
| 14-01-2022 | 14-01-2022 |  | 8 356 514(+200 869)  | 140 548(+360)   |
| 15-01-2022 | 15-01-2022 |  | 8 549 450(+192 936)  | 140 856(+308)   |
| 16-01-2022 | 16-01-2022 |  | 8 706 915(+157 465)  | 141 104(+248)   |
| 17-01-2022 | 17-01-2022 |  | 8 790 302(+83 387)   | 141 391(+287)   |
| 18-01-2022 | 18-01-2022 |  | 9 018 425(+228 123)  | 141 825(+434)   |
| 19-01-2022 | 19-01-2022 |  | 9 219 391(+200 966)  | 142 205(+380)   |
| 20-01-2022 | 20-01-2022 |  | 9 418 256(+198 865)  | 142 590(+385)   |
| 21-01-2022 | 21-01-2022 |  | 9 603 856(+185 600)  | 142 963(+373)   |
| 22-01-2022 | 22-01-2022 |  | 9 781 191(+177 335)  | 143 296(+333)   |
| 23-01-2022 | 23-01-2022 |  | 9 923 678(+142 487)  | 143 523(+227)   |
| 24-01-2022 | 24-01-2022 |  | 10 001 344(+77 666)  | 143 875(+352)   |
| 25-01-2022 | 25-01-2022 |  | 10 212 621(+211 277) | 144 343(+468)   |
| 26-01-2022 | 26-01-2022 |  | 10 383 561(+170 940) | 144 770(+427)   |
| 27-01-2022 | 27-01-2022 |  | 10 539 601(+156 040) | 145 159(+389)   |
| 28-01-2022 | 28-01-2022 |  | 10 683 948(+144 347) | 145 537(+378)   |
| 29-01-2022 | 29-01-2022 |  | 10 821 375(+137 427) | 145 914(+377)   |
| 30-01-2022 | 30-01-2022 |  | 10 925 485(+104 110) | 146 149(+235)   |
| 31-01-2022 | 31-01-2022 |  | 10 983 116(+57 631)  | 146 498(+349)   |
| 01-02-2022 | 01-02-2022 |  | 11 116 422(+133 306) | 146 925(+427)   |
| 02-02-2022 | 02-02-2022 |  | 11 235 745(+119 323) | 147 320(+395)   |
| 03-02-2022 | 03-02-2022 |  | 11 348 701(+112 956) | 147 734(+414)   |
| 04-02-2022 | 04-02-2022 |  | 11 449 601(+100 900) | 148 167(+433)   |
| 05-02-2022 | 05-02-2022 |  | 11 542 793(+93 192)  | 148 542(+375)   |
| 06-02-2022 | 06-02-2022 |  | 11 621 736(+78 943)  | 148 771(+229)   |
| 07-02-2022 | 07-02-2022 |  | 11 663 338(+41 602)  | 149 097(+326)   |
| 08-02-2022 | 08-02-2022 |  | 11 765 767(+102 429) | 149 512(+415)   |
| 09-02-2022 | 09-02-2022 |  | 11 847 436(+81 669)  | 149 896(+384)   |
| 10-02-2022 | 10-02-2022 |  | 11 923 631(+76 195)  | 150 221(+325)   |
| 11-02-2022 | 11-02-2022 |  | 11 991 109(+67 478)  | 150 555(+334)   |
| 12-02-2022 | 12-02-2022 |  | 12 053 330(+62 221)  | 150 824(+269)   |
| 13-02-2022 | 13-02-2022 |  | 12 105 675(+52 345)  | 151 015(+191)   |
| 14-02-2022 | 14-02-2022 |  | 12 134 451(+28 776)  | 151 296(+281)   |
| 15-02-2022 | 15-02-2022 |  | 12 205 474(+71 023)  | 151 684(+388)   |
| 16-02-2022 | 16-02-2022 |  | 12 265 343(+59 869)  | 151 962(+278)   |
| 17-02-2022 | 17-02-2022 |  | 12 323 398(+58 055)  | 152 282(+320)   |
| 18-02-2022 | 18-02-2022 |  | 12 377 098(+53 700)  | 152 596(+314)   |
| 19-02-2022 | 19-02-2022 |  | 12 427 773(+50 675)  | 152 848(+252)   |
| 20-02-2022 | 20-02-2022 |  | 12 469 975(+42 202)  | 152 989(+141)   |
| 21-02-2022 | 21-02-2022 |  | 12 494 459(+24 484)  | 153 190(+201)   |
| 22-02-2022 | 22-02-2022 |  | 12 554 596(+60 137)  | 153 512(+322)   |
| 23-02-2022 | 23-02-2022 |  | 12 603 758(+49 162)  | 153 764(+252)   |
| 24-02-2022 | 24-02-2022 |  | 12 651 251(+47 493)  | 154 013(+249)   |
| 25-02-2022 | 25-02-2022 |  | 12 693 320(+42 069)  | 154 206(+193)   |
| 26-02-2022 | 26-02-2022 |  | 12 732 680(+39 360)  | 154 416(+210)   |
| 27-02-2022 | 27-02-2022 |  | 12 764 558(+31 878)  | 154 560(+144)   |
| 28-02-2022 | 28-02-2022 |  | 12 782 836(+18 278)  | 154 767(+207)   |
| 01-03-2022 | 01-03-2022 |  | 12 829 972(+47 136)  | 155 000(+233)   |
| 02-03-2022 | 02-03-2022 |  | 12 867 918(+37 946)  | 155 214(+214)   |
| 03-03-2022 | 03-03-2022 |  | 12 910 506(+42 588)  | 155 399(+185)   |
| 04-03-2022 | 04-03-2022 |  | 12 948 859(+38 353)  | 155 609(+210)   |
| 05-03-2022 | 05-03-2022 |  | 12 990 223(+41 364)  | 155 782(+173)   |
| 06-03-2022 | 06-03-2022 |  | 13 026 112(+35 889)  | 155 887(+105)   |
| 07-03-2022 | 07-03-2022 |  | 13 048 774(+22 662)  | 156 017(+130)   |
| 08-03-2022 | 08-03-2022 |  | 13 109 527(+60 753)  | 156 201(+184)   |
| 09-03-2022 | 09-03-2022 |  | 13 159 342(+49 815)  | 156 357(+156)   |
| 10-03-2022 | 10-03-2022 |  | 13 214 498(+55 156)  | 156 493(+136)   |
| 11-03-2022 | 11-03-2022 |  | 13 268 459(+53 961)  | 156 649(+156)   |
| 12-03-2022 | 12-03-2022 |  | 13 323 128(+54 669)  | 156 782(+133)   |
| 13-03-2022 | 13-03-2022 |  | 13 373 207(+50 079)  | 156 868(+86)    |
| 14-03-2022 | 14-03-2022 |  | 13 402 905(+29 698)  | 156 997(+129)   |
| 15-03-2022 | 15-03-2022 |  | 13 489 319(+86 414)  | 157 177(+180)   |
| 16-03-2022 | 16-03-2022 |  | 13 563 466(+74 147)  | 157 314(+137)   |
| 17-03-2022 | 17-03-2022 |  | 13 645 834(+82 368)  | 157 442(+128)   |
| 18-03-2022 | 18-03-2022 |  | 13 724 411(+78 577)  | 157 607(+165)   |
| 19-03-2022 | 19-03-2022 |  | 13 800 179(+75 768)  | 157 692(+85)    |
| 20-03-2022 | 20-03-2022 |  | 13 861 743(+61 564)  | 157 785(+93)    |
| 21-03-2022 | 21-03-2022 |  | 13 895 188(+33 445)  | 157 904(+119)   |
| 22-03-2022 | 22-03-2022 |  | 13 992 092(+96 904)  | 158 101(+197)   |
| 23-03-2022 | 23-03-2022 |  | 14 070 450(+78 358)  | 158 254(+153)   |
| 24-03-2022 | 24-03-2022 |  | 14 153 098(+82 648)  | 158 436(+182)   |
| 25-03-2022 | 25-03-2022 |  | 14 229 495(+76 397)  | 158 582(+146)   |
| 26-03-2022 | 26-03-2022 |  | 14 304 111(+74 616)  | 158 700(+118)   |
| 27-03-2022 | 27-03-2022 |  | 14 364 723(+60 612)  | 158 782(+82)    |
| 28-03-2022 | 28-03-2022 |  | 14 396 283(+31 560)  | 158 877(+95)    |
| 29-03-2022 | 29-03-2022 |  | 14 496 579(+100 296) | 159 054(+177)   |
| 30-03-2022 | 30-03-2022 |  | 14 567 990(+71 411)  | 159 224(+170)   |
| 31-03-2022 | 31-03-2022 |  | 14 642 354(+74 364)  | 159 383(+159)   |
| 01-04-2022 | 01-04-2022 |  | 14 719 394(+77 040)  | 159 537(+154)   |
| 02-04-2022 | 02-04-2022 |  | 14 790 806(+71 412)  | 159 666(+129)   |
| 03-04-2022 | 03-04-2022 |  | 14 845 815(+55 009)  | 159 784(+118)   |
| 04-04-2022 | 04-04-2022 |  | 14 877 144(+31 329)  | 159 909(+125)   |
| 05-04-2022 | 05-04-2022 |  | 14 966 058(+88 914)  | 160 103(+194)   |
| 06-04-2022 | 06-04-2022 |  | 15 035 943(+69 885)  | 160 252(+149)   |
| 07-04-2022 | 07-04-2022 |  | 15 106 066(+70 123)  | 160 402(+150)   |
| 08-04-2022 | 08-04-2022 |  | 15 173 707(+67 641)  | 160 546(+144)   |
| 09-04-2022 | 09-04-2022 |  | 15 238 128(+64 421)  | 160 658(+112)   |
| 10-04-2022 | 10-04-2022 |  | 15 292 048(+53 920)  | 160 748(+90)    |
| 11-04-2022 | 11-04-2022 |  | 15 320 753(+28 705)  | 160 863(+115)   |
| 12-04-2022 | 12-04-2022 |  | 15 404 809(+84 056)  | 161 032(+169)   |
| 13-04-2022 | 13-04-2022 |  | 15 467 395(+62 586)  | 161 187(+155)   |
| 14-04-2022 | 14-04-2022 |  | 15 533 012(+65 617)  | 161 336(+149)   |
| 15-04-2022 | 15-04-2022 |  | 15 595 302(+62 290)  | 161 469(+133)   |
| 16-04-2022 | 16-04-2022 |  | 15 659 835(+64 533)  | 161 602(+133)   |
| 17-04-2022 | 17-04-2022 |  | 15 712 088(+52 253)  | 161 687(+85)    |
| 18-04-2022 | 18-04-2022 |  | 15 730 676(+18 588)  | 161 766(+79)    |
| 19-04-2022 | 19-04-2022 |  | 15 758 002(+27 326)  | 161 893(+127)   |
| 20-04-2022 | 20-04-2022 |  | 15 858 442(+100 440) | 162 098(+205)   |
| 21-04-2022 | 21-04-2022 |  | 15 934 437(+75 995)  | 162 264(+166)   |
| 22-04-2022 | 22-04-2022 |  | 16 008 181(+73 744)  | 162 466(+202)   |
| 23-04-2022 | 23-04-2022 |  | 16 079 209(+71 028)  | 162 609(+143)   |
| 24-04-2022 | 24-04-2022 |  | 16 136 057(+56 848)  | 162 688(+79)    |
| 25-04-2022 | 25-04-2022 |  | 16 161 339(+25 282)  | 162 781(+93)    |
| 26-04-2022 | 26-04-2022 |  | 16 191 323(+29 984)  | 162 927(+146)   |
| 27-04-2022 | 27-04-2022 |  | 16 279 754(+88 431)  | 163 113(+186)   |
| 28-04-2022 | 28-04-2022 |  | 16 349 788(+70 034)  | 163 244(+131)   |
| 29-04-2022 | 29-04-2022 |  | 16 409 183(+59 395)  | 163 377(+133)   |
| 30-04-2022 | 30-04-2022 |  | 16 463 200(+54 017)  | 163 507(+130)   |
| 01-05-2022 | 01-05-2022 |  | 16 504 791(+41 591)  | 163 612(+105)   |
| 02-05-2022 | 02-05-2022 |  | 16 523 859(+19 068)  | 163 736(+124)   |
| 03-05-2022 | 03-05-2022 |  | 16 586 268(+62 409)  | 163 889(+153)   |
| 04-05-2022 | 04-05-2022 |  | 16 633 911(+47 643)  | 164 041(+152)   |
| 05-05-2022 | 05-05-2022 |  | 16 682 626(+48 715)  | 164 179(+138)   |
| 06-05-2022 | 06-05-2022 |  | 16 726 990(+44 364)  | 164 304(+125)   |
| 07-05-2022 | 07-05-2022 |  | 16 767 773(+40 783)  | 164 417(+113)   |
| 08-05-2022 | 08-05-2022 |  | 16 798 998(+31 225)  | 164 489(+72)    |
| 09-05-2022 | 09-05-2022 |  | 16 816 419(+17 421)  | 164 573(+84)    |
| 10-05-2022 | 10-05-2022 |  | 16 872 618(+56 199)  | 164 731(+158)   |
| 11-05-2022 | 11-05-2022 |  | 16 915 301(+42 683)  | 164 846(+115)   |
| 12-05-2022 | 12-05-2022 |  | 16 954 784(+39 483)  | 164 976(+130)   |
| 13-05-2022 | 13-05-2022 |  | 16 993 813(+39 029)  | 165 091(+115)   |
| 14-05-2022 | 14-05-2022 |  | 17 030 147(+36 334)  | 165 182(+91)    |
| 15-05-2022 | 15-05-2022 |  | 17 057 873(+27 726)  | 165 244(+62)    |
| 16-05-2022 | 16-05-2022 |  | 17 071 649(+13 776)  | 165 346(+102)   |
| 17-05-2022 | 17-05-2022 |  | 17 116 550(+44 901)  | 165 494(+148)   |
| 18-05-2022 | 18-05-2022 |  | 17 147 477(+30 927)  | 165 630(+136)   |
| 19-05-2022 | 19-05-2022 |  | 17 178 199(+30 722)  | 165 738(+108)   |
| 20-05-2022 | 20-05-2022 |  | 17 205 017(+26 818)  | 165 827(+89)    |
| 21-05-2022 | 21-05-2022 |  | 17 206 476(+1 459)   | 165 918(+91)    |
| 22-05-2022 | 22-05-2022 |  | 17 247 552(+41 076)  | 165 952(+34)    |
| 23-05-2022 | 23-05-2022 |  | 17 257 573(+10 021)  | 166 032(+80)    |
| 24-05-2022 | 24-05-2022 |  | 17 288 287(+30 714)  | 166 127(+95)    |
| 25-05-2022 | 25-05-2022 |  | 17 312 432(+24 145)  | 166 264(+137)   |
| 26-05-2022 | 26-05-2022 |  | 17 335 068(+22 636)  | 166 371(+107)   |
| 27-05-2022 | 27-05-2022 |  | 17 355 117(+20 049)  | 166 476(+105)   |
| 28-05-2022 | 28-05-2022 |  | 17 373 741(+18 624)  | 166 542(+66)    |
| 29-05-2022 | 29-05-2022 |  | 17 388 877(+15 136)  | 166 569(+27)    |
| 30-05-2022 | 30-05-2022 |  | 17 396 723(+7 846)   | 166 631(+62)    |
| 31-05-2022 | 31-05-2022 |  | 17 421 410(+24 687)  | 166 697(+66)    |
| 01-06-2022 | 01-06-2022 |  | 17 440 232(+18 822)  | 166 756(+59)    |
| 02-06-2022 | 02-06-2022 |  | 17 457 950(+17 718)  | 166 835(+79)    |
| 03-06-2022 | 03-06-2022 |  | 17 467 648(+9 698)   | 166 875(+40)    |
| 04-06-2022 | 04-06-2022 |  | 17 490 451(+22 803)  | 166 922(+47)    |
| 05-06-2022 | 05-06-2022 |  | 17 505 973(+15 522)  | 166 949(+27)    |
| 06-06-2022 | 06-06-2022 |  | 17 514 589(+8 616)   | 167 019(+70)    |
| 07-06-2022 | 07-06-2022 |  | 17 543 136(+28 547)  | 167 089(+70)    |
| 08-06-2022 | 08-06-2022 |  | 17 566 061(+22 925)  | 167 169(+80)    |
| 09-06-2022 | 09-06-2022 |  | 17 589 595(+23 534)  | 167 242(+73)    |
| 10-06-2022 | 10-06-2022 |  | 17 611 607(+22 012)  | 167 305(+63)    |
| 11-06-2022 | 11-06-2022 |  | 17 634 065(+22 458)  | 167 365(+60)    |
| 12-06-2022 | 12-06-2022 |  | 17 653 375(+19 310)  | 167 391(+26)    |
| 13-06-2022 | 13-06-2022 |  | 17 664 043(+10 668)  | 167 432(+41)    |
| 14-06-2022 | 14-06-2022 |  | 17 703 887(+39 844)  | 167 505(+73)    |
| 15-06-2022 | 15-06-2022 |  | 17 736 696(+32 809)  | 167 553(+48)    |
| 16-06-2022 | 16-06-2022 |  | 17 773 764(+37 068)  | 167 617(+64)    |
| 17-06-2022 | 17-06-2022 |  | 17 809 934(+36 170)  | 167 652(+35)    |
| 18-06-2022 | 18-06-2022 |  | 17 844 905(+34 971)  | 167 703(+51)    |
| 19-06-2022 | 19-06-2022 |  | 17 879 160(+34 255)  | 167 721(+18)    |
| 20-06-2022 | 20-06-2022 |  | 17 896 065(+16 905)  | 167 780(+59)    |
| 21-06-2022 | 21-06-2022 |  | 17 959 329(+63 264)  | 167 842(+62)    |
| 22-06-2022 | 22-06-2022 |  | 18 014 202(+54 873)  | 167 892(+50)    |
| 23-06-2022 | 23-06-2022 |  | 18 071 634(+57 432)  | 167 967(+75)    |
| 24-06-2022 | 24-06-2022 |  | 18 128 044(+56 410)  | 168 018(+51)    |
| 25-06-2022 | 25-06-2022 |  | 18 184 917(+56 873)  | 168 058(+40)    |
| 26-06-2022 | 26-06-2022 |  | 18 234 242(+49 325)  | 168 102(+44)    |
| 27-06-2022 | 27-06-2022 |  | 18 259 261(+25 019)  | 168 165(+63)    |
| 28-06-2022 | 28-06-2022 |  | 18 343 422(+84 161)  | 168 234(+69)    |
| 29-06-2022 | 29-06-2022 |  | 18 438 877(+95 455)  | 168 294(+60)    |
| 30-06-2022 | 30-06-2022 |  | 18 523 111(+84 234)  | 168 353(+59)    |
| 01-07-2022 | 01-07-2022 |  | 18 610 011(+86 900)  | 168 425(+72)    |
| 02-07-2022 | 02-07-2022 |  | 18 695 954(+85 943)  | 168 488(+63)    |
| 03-07-2022 | 03-07-2022 |  | 18 768 871(+72 917)  | 168 545(+57)    |
| 04-07-2022 | 04-07-2022 |  | 18 805 756(+36 885)  | 168 604(+59)    |
| 05-07-2022 | 05-07-2022 |  | 18 938 771(+133 015) | 168 698(+94)    |
| 06-07-2022 | 06-07-2022 |  | 19 048 788(+110 017) | 168 770(+72)    |
| 07-07-2022 | 07-07-2022 |  | 19 157 174(+108 386) | 168 864(+94)    |
| 08-07-2022 | 08-07-2022 |  | 19 259 037(+101 863) | 168 969(+105)   |
| 09-07-2022 | 09-07-2022 |  | 19 357 938(+98 901)  | 169 062(+93)    |
| 10-07-2022 | 10-07-2022 |  | 19 439 501(+81 563)  | 169 106(+44)    |
| 11-07-2022 | 11-07-2022 |  | 19 523 262(+83 761)  | 169 233(+127)   |
| 12-07-2022 | 12-07-2022 |  | 19 667 320(+144 058) | 169 390(+157)   |
| 13-07-2022 | 13-07-2022 |  | 19 778 911(+111 591) | 169 496(+106)   |
| 14-07-2022 | 14-07-2022 |  | 19 887 543(+108 632) | 169 601(+105)   |
| 15-07-2022 | 15-07-2022 |  | 19 985 479(+97 936)  | 169 735(+134)   |
| 16-07-2022 | 16-07-2022 |  | 20 076 863(+91 384)  | 169 846(+111)   |
| 17-07-2022 | 17-07-2022 |  | 20 145 859(+68 996)  | 169 925(+79)    |
| 18-07-2022 | 18-07-2022 |  | 20 177 910(+32 051)  | 170 037(+112)   |
| 19-07-2022 | 19-07-2022 |  | 20 299 013(+121 103) | 170 213(+176)   |
| 20-07-2022 | 20-07-2022 |  | 20 385 814(+86 801)  | 170 370(+157)   |
| 21-07-2022 | 21-07-2022 |  | 20 467 349(+81 535)  | 170 527(+157)   |
| 22-07-2022 | 22-07-2022 |  | 20 539 016(+71 667)  | 170 682(+155)   |
| 23-07-2022 | 23-07-2022 |  | 20 608 190(+69 174)  | 170 798(+116)   |
| 24-07-2022 | 24-07-2022 |  | 20 660 065(+51 875)  | 170 875(+77)    |
| 25-07-2022 | 25-07-2022 |  | 20 684 182(+24 117)  | 170 979(+104)   |
| 26-07-2022 | 26-07-2022 |  | 20 772 833(+88 651)  | 171 232(+253)   |
| 27-07-2022 | 27-07-2022 |  | 20 837 233(+64 400)  | 171 439(+207)   |
| 28-07-2022 | 28-07-2022 |  | 20 898 059(+60 826)  | 171 638(+199)   |
| 29-07-2022 | 29-07-2022 |  | 20 952 476(+54 417)  | 171 882(+244)   |
| 30-07-2022 | 30-07-2022 |  | 21 002 773(+50 297)  | 172 003(+121)   |
| 31-07-2022 | 31-07-2022 |  | 21 040 025(+37 252)  | 172 086(+83)    |
| 01-08-2022 | 01-08-2022 |  | 21 059 545(+19 520)  | 172 207(+121)   |
| 02-08-2022 | 02-08-2022 |  | 21 124 644(+65 099)  | 172 397(+190)   |
| 03-08-2022 | 03-08-2022 |  | 21 170 600(+45 956)  | 172 568(+171)   |
| 04-08-2022 | 04-08-2022 |  | 21 213 559(+42 959)  | 172 729(+161)   |
| 05-08-2022 | 05-08-2022 |  | 21 251 774(+38 215)  | 172 904(+175)   |
| 06-08-2022 | 06-08-2022 |  | 21 286 771(+34 997)  | 173 062(+158)   |
| 07-08-2022 | 07-08-2022 |  | 21 313 427(+26 656)  | 173 136(+74)    |
| 08-08-2022 | 08-08-2022 |  | 21 325 402(+11 975)  | 173 249(+113)   |
| 09-08-2022 | 09-08-2022 |  | 21 368 480(+43 078)  | 173 426(+177)   |
| 10-08-2022 | 10-08-2022 |  | 21 400 179(+31 699)  | 173 571(+145)   |
| 11-08-2022 | 11-08-2022 |  | 21 428 602(+28 423)  | 173 701(+130)   |
| 12-08-2022 | 12-08-2022 |  | 21 455 291(+26 689)  | 173 853(+152)   |
| 13-08-2022 | 13-08-2022 |  | 21 480 076(+24 785)  | 173 982(+129)   |
| 14-08-2022 | 14-08-2022 |  | 21 499 531(+19 455)  | 174 060(+78)    |
| 15-08-2022 | 15-08-2022 |  | 21 509 424(+9 893)   | 174 102(+42)    |
| 16-08-2022 | 16-08-2022 |  | 21 518 365(+8 941)   | 174 172(+70)    |
| 17-08-2022 | 17-08-2022 |  | 21 554 626(+36 261)  | 174 300(+128)   |
| 18-08-2022 | 18-08-2022 |  | 21 581 917(+27 291)  | 174 447(+147)   |
| 19-08-2022 | 19-08-2022 |  | 21 606 606(+24 689)  | 174 571(+124)   |
| 20-08-2022 | 20-08-2022 |  | 21 630 998(+24 392)  | 174 659(+88)    |
| 21-08-2022 | 21-08-2022 |  | 21 650 468(+19 470)  | 174 722(+63)    |
| 22-08-2022 | 22-08-2022 |  | 21 660 885(+10 417)  | 174 797(+75)    |
| 23-08-2022 | 23-08-2022 |  | 21 696 242(+35 357)  | 174 931(+134)   |
| 24-08-2022 | 24-08-2022 |  | 21 721 630(+25 388)  | 175 043(+112)   |
| 25-08-2022 | 25-08-2022 |  | 21 745 065(+23 435)  | 175 127(+84)    |
| 26-08-2022 | 26-08-2022 |  | 21 767 060(+21 995)  | 175 226(+99)    |
| 27-08-2022 | 27-08-2022 |  | 21 788 862(+21 802)  | 175 306(+80)    |
| 28-08-2022 | 28-08-2022 |  | 21 806 509(+17 647)  | 175 347(+41)    |
| 29-08-2022 | 29-08-2022 |  | 21 814 856(+8 347)   | 175 407(+60)    |
| 30-08-2022 | 30-08-2022 |  | 21 845 943(+31 087)  | 175 505(+98)    |
| 31-08-2022 | 31-08-2022 |  | 21 867 757(+21 814)  | 175 595(+90)    |
| 01-09-2022 | 01-09-2022 |  | 21 888 255(+20 498)  | 175 663(+68)    |
| 02-09-2022 | 02-09-2022 |  | 21 907 413(+19 158)  | 175 754(+91)    |
| 03-09-2022 | 03-09-2022 |  | 21 925 073(+17 660)  | 175 802(+48)    |
| 04-09-2022 | 04-09-2022 |  | 21 938 269(+13 196)  | 175 832(+30)    |
| 05-09-2022 | 05-09-2022 |  | 21 944 877(+6 608)   | 175 872(+40)    |
| 06-09-2022 | 06-09-2022 |  | 21 969 725(+24 848)  | 175 952(+80)    |
| 07-09-2022 | 07-09-2022 |  | 21 987 295(+17 570)  | 176 009(+57)    |
| 08-09-2022 | 08-09-2022 |  | 22 004 612(+17 317)  | 176 098(+89)    |
| 09-09-2022 | 09-09-2022 |  | 22 020 154(+15 542)  | 176 157(+59)    |
| 10-09-2022 | 10-09-2022 |  | 22 035 717(+15 563)  | 176 175(+18)    |
| 11-09-2022 | 11-09-2022 |  | 22 048 032(+12 315)  | 176 209(+34)    |
| 12-09-2022 | 12-09-2022 |  | 22 054 443(+6 411)   | 176 242(+33)    |
| 13-09-2022 | 13-09-2022 |  | 22 077 601(+23 158)  | 176 335(+93)    |
| 14-09-2022 | 14-09-2022 |  | 22 096 450(+18 849)  | 176 404(+69)    |
| 15-09-2022 | 15-09-2022 |  | 22 114 423(+17 973)  | 176 464(+60)    |
| 16-09-2022 | 16-09-2022 |  | 22 131 785(+17 362)  | 176 508(+44)    |
| 17-09-2022 | 17-09-2022 |  | 22 148 935(+17 150)  | 176 546(+38)    |
| 18-09-2022 | 18-09-2022 |  | 22 161 016(+12 081)  | 176 578(+32)    |
| 19-09-2022 | 19-09-2022 |  | 22 169 273(+8 257)   | 176 609(+31)    |
| 20-09-2022 | 20-09-2022 |  | 22 197 658(+28 385)  | 176 669(+60)    |
| 21-09-2022 | 21-09-2022 |  | 22 218 846(+21 188)  | 176 715(+46)    |
| 22-09-2022 | 22-09-2022 |  | 22 241 369(+22 523)  | 176 775(+60)    |
| 23-09-2022 | 23-09-2022 |  | 22 262 452(+21 083)  | 176 824(+49)    |
| 24-09-2022 | 24-09-2022 |  | 22 284 812(+22 360)  | 176 867(+43)    |
| 25-09-2022 | 25-09-2022 |  | 22 303 606(+18 794)  | 176 880(+13)    |
| 26-09-2022 | 26-09-2022 |  | 22 313 612(+10 006)  | 176 912(+32)    |
| 27-09-2022 | 27-09-2022 |  | 22 358 487(+44 875)  | 176 976(+64)    |
| 28-09-2022 | 28-09-2022 |  | 22 395 282(+36 795)  | 177 024(+48)    |
| 29-09-2022 | 29-09-2022 |  | 22 432 803(+37 521)  | 177 054(+30)    |
| 30-09-2022 | 30-09-2022 |  | 22 467 278(+34 475)  | 177 092(+38)    |
| 01-10-2022 | 01-10-2022 |  | 22 500 346(+33 068)  | 177 130(+38)    |
| 02-10-2022 | 02-10-2022 |  | 22 529 252(+28 906)  | 177 150(+20)    |
| 03-10-2022 | 03-10-2022 |  | 22 542 568(+13 316)  | 177 197(+47)    |
| 04-10-2022 | 04-10-2022 |  | 22 602 840(+60 272)  | 177 257(+60)    |
| 05-10-2022 | 05-10-2022 |  | 22 648 063(+45 223)  | 177 300(+43)    |
| 06-10-2022 | 06-10-2022 |  | 22 692 912(+44 849)  | 177 356(+56)    |
| 07-10-2022 | 07-10-2022 |  | 22 737 577(+44 665)  | 177 418(+62)    |
| 08-10-2022 | 08-10-2022 |  | 22 781 293(+43 716)  | 177 478(+60)    |
| 09-10-2022 | 09-10-2022 |  | 22 815 736(+34 443)  | 177 519(+41)    |
| 10-10-2022 | 10-10-2022 |  | 22 830 825(+15 089)  | 177 570(+51)    |
| 11-10-2022 | 11-10-2022 |  | 22 896 742(+65 917)  | 177 650(+80)    |
| 12-10-2022 | 12-10-2022 |  | 22 944 496(+47 754)  | 177 719(+69)    |
| 13-10-2022 | 13-10-2022 |  | 22 990 201(+45 705)  | 177 785(+66)    |
| 14-10-2022 | 14-10-2022 |  | 23 030 777(+40 576)  | 177 883(+98)    |
| 15-10-2022 | 15-10-2022 |  | 23 069 745(+38 968)  | 177 956(+73)    |
| 16-10-2022 | 16-10-2022 |  | 23 099 983(+30 238)  | 177 988(+32)    |
| 17-10-2022 | 17-10-2022 |  | 23 114 013(+14 030)  | 178 081(+93)    |
| 18-10-2022 | 18-10-2022 |  | 23 172 370(+58 357)  | 178 194(+113)   |
| 19-10-2022 | 19-10-2022 |  | 23 214 073(+41 703)  | 178 275(+81)    |
| 20-10-2022 | 20-10-2022 |  | 23 254 633(+40 560)  | 178 359(+84)    |
| 21-10-2022 | 21-10-2022 |  | 23 290 747(+36 114)  | 178 450(+91)    |
| 22-10-2022 | 22-10-2022 |  | 23 322 522(+31 775)  | 178 542(+92)    |
| 23-10-2022 | 23-10-2022 |  | 23 348 075(+25 553)  | 178 594(+52)    |
| 24-10-2022 | 24-10-2022 |  | 23 359 680(+11 605)  | 178 633(+39)    |
| 25-10-2022 | 25-10-2022 |  | 23 408 393(+48 713)  | 178 753(+120)   |
| 26-10-2022 | 26-10-2022 |  | 23 443 429(+35 036)  | 178 846(+93)    |
| 27-10-2022 | 27-10-2022 |  | 23 475 187(+31 758)  | 178 940(+94)    |
| 28-10-2022 | 28-10-2022 |  | 23 504 224(+29 037)  | 179 025(+85)    |
| 29-10-2022 | 29-10-2022 |  | 23 531 023(+26 799)  | 179 101(+76)    |
| 30-10-2022 | 30-10-2022 |  | 23 549 523(+18 500)  | 179 154(+53)    |
| 31-10-2022 | 31-10-2022 |  | 23 557 491(+7 968)   | 179 207(+53)    |
| 01-11-2022 | 01-11-2022 |  | 23 588 910(+31 419)  | 179 289(+82)    |
| 02-11-2022 | 02-11-2022 |  | 23 603 016(+14 106)  | 179 349(+60)    |
| 03-11-2022 | 03-11-2022 |  | 23 642 011(+38 995)  | 179 436(+87)    |
| 04-11-2022 | 04-11-2022 |  | 23 670 432(+28 421)  | 179 554(+118)   |
| 05-11-2022 | 05-11-2022 |  | 23 697 012(+26 580)  | 179 655(+101)   |
| 06-11-2022 | 06-11-2022 |  | 23 717 678(+20 666)  | 179 700(+45)    |
| 07-11-2022 | 07-11-2022 |  | 23 727 919(+10 241)  | 179 753(+53)    |
| 08-11-2022 | 08-11-2022 |  | 23 766 824(+38 905)  | 179 839(+86)    |
| 09-11-2022 | 09-11-2022 |  | 23 794 996(+28 172)  | 179 920(+81)    |
| 10-11-2022 | 10-11-2022 |  | 23 823 192(+28 196)  | 179 985(+65)    |
| 11-11-2022 | 11-11-2022 |  | 23 850 425(+27 233)  | 180 069(+84)    |
| 12-11-2022 | 12-11-2022 |  | 23 878 193(+27 768)  | 180 139(+70)    |
| 13-11-2022 | 13-11-2022 |  | 23 900 994(+22 801)  | 180 185(+46)    |
| 14-11-2022 | 14-11-2022 |  | 23 912 307(+11 313)  | 180 251(+66)    |
| 15-11-2022 | 15-11-2022 |  | 23 959 641(+47 334)  | 180 357(+106)   |
| 16-11-2022 | 16-11-2022 |  | 23 995 828(+36 187)  | 180 445(+88)    |
| 17-11-2022 | 17-11-2022 |  | 24 031 538(+35 710)  | 180 518(+73)    |
| 18-11-2022 | 18-11-2022 |  | 24 066 368(+34 830)  | 180 603(+85)    |
| 19-11-2022 | 19-11-2022 |  | 24 099 206(+32 838)  | 180 679(+76)    |
| 20-11-2022 | 20-11-2022 |  | 24 125 161(+25 955)  | 180 716(+37)    |
| 21-11-2022 | 21-11-2022 |  | 24 137 832(+12 671)  | 180 782(+66)    |
| 22-11-2022 | 22-11-2022 |  | 24 188 113(+50 281)  | 180 899(+117)   |
| 23-11-2022 | 23-11-2022 |  | 24 223 753(+35 640)  | 181 009(+110)   |
| 24-11-2022 | 24-11-2022 |  | 24 260 660(+36 907)  | 181 098(+89)    |
| 25-11-2022 | 25-11-2022 |  | 24 295 256(+34 596)  | 181 182(+84)    |
| 26-11-2022 | 26-11-2022 |  | 24 327 664(+32 408)  | 181 271(+89)    |
| 27-11-2022 | 27-11-2022 |  | 24 351 620(+23 956)  | 181 322(+51)    |
| 28-11-2022 | 28-11-2022 |  | 24 363 886(+12 266)  | 181 403(+81)    |
| 29-11-2022 | 29-11-2022 |  | 24 414 506(+50 620)  | 181 544(+141)   |
| 30-11-2022 | 30-11-2022 |  | 24 451 483(+36 977)  | 181 630(+86)    |
| 01-12-2022 | 01-12-2022 |  | 24 488 080(+36 597)  | 181 733(+103)   |
| 02-12-2022 | 02-12-2022 |  | 24 521 929(+33 849)  | 181 839(+106)   |
| 03-12-2022 | 03-12-2022 |  | 24 555 456(+33 527)  | 181 944(+105)   |
| 04-12-2022 | 04-12-2022 |  | 24 580 870(+25 414)  | 181 989(+45)    |
| 05-12-2022 | 05-12-2022 |  | 24 593 417(+12 547)  | 182 056(+67)    |
| 06-12-2022 | 06-12-2022 |  | 24 642 880(+49 463)  | 182 222(+166)   |
| 07-12-2022 | 07-12-2022 |  | 24 678 245(+35 365)  | 182 324(+102)   |
| 08-12-2022 | 08-12-2022 |  | 24 709 404(+31 159)  | 182 419(+95)    |
| 09-12-2022 | 09-12-2022 |  | 24 720 510(+11 106)  | 182 509(+90)    |
| 10-12-2022 | 10-12-2022 |  | 24 753 889(+33 379)  | 182 619(+110)   |
| 11-12-2022 | 11-12-2022 |  | 24 777 130(+23 241)  | 182 667(+48)    |
| 12-12-2022 | 12-12-2022 |  | 24 788 784(+11 654)  | 182 741(+74)    |
| 13-12-2022 | 13-12-2022 |  | 24 831 241(+42 457)  | 182 883(+142)   |
| 14-12-2022 | 14-12-2022 |  | 24 859 111(+27 870)  | 183 026(+143)   |
| 15-12-2022 | 15-12-2022 |  | 24 884 034(+24 923)  | 183 138(+112)   |
| 16-12-2022 | 16-12-2022 |  | 24 907 108(+23 074)  | 183 269(+131)   |
| 17-12-2022 | 17-12-2022 |  | 24 928 076(+20 968)  | 183 370(+101)   |
| 18-12-2022 | 18-12-2022 |  | 24 944 342(+16 266)  | 183 438(+68)    |
| 19-12-2022 | 19-12-2022 |  | 24 952 887(+8 545)   | 183 522(+84)    |
| 20-12-2022 | 20-12-2022 |  | 24 981 362(+28 475)  | 183 639(+117)   |
| 21-12-2022 | 21-12-2022 |  | 25 002 042(+20 680)  | 183 780(+141)   |
| 22-12-2022 | 22-12-2022 |  | 25 021 606(+19 564)  | 183 936(+156)   |
| 23-12-2022 | 23-12-2022 |  | 25 040 738(+19 132)  | 184 070(+134)   |
| 24-12-2022 | 24-12-2022 |  | 25 060 503(+19 765)  | 184 168(+98)    |
| 25-12-2022 | 25-12-2022 |  | 25 076 477(+15 974)  | 184 212(+44)    |
| 26-12-2022 | 26-12-2022 |  | 25 081 005(+4 528)   | 184 248(+36)    |
| 27-12-2022 | 27-12-2022 |  | 25 089 327(+8 322)   | 184 324(+76)    |
| 28-12-2022 | 28-12-2022 |  | 25 119 088(+29 761)  | 184 528(+204)   |
| 29-12-2022 | 29-12-2022 |  | 25 143 705(+24 617)  | 184 642(+114)   |
| 30-12-2022 | 30-12-2022 |  | 25 168 438(+24 733)  | 184 792(+150)   |
| 31-12-2022 | 31-12-2022 |  | 25 192 831(+24 393)  | 184 918(+126)   |
| 01-01-2023 | 01-01-2023 |  | 25 210 071(+17 240)  | 184 972(+54)    |
| 02-01-2023 | 02-01-2023 |  | 25 215 501(+5 430)   | 185 058(+86)    |
| 03-01-2023 | 03-01-2023 |  | 25 242 603(+27 102)  | 185 198(+140)   |
| 04-01-2023 | 04-01-2023 |  | 25 261 808(+19 205)  | 185 295(+97)    |
| 05-01-2023 | 05-01-2023 |  | 25 279 682(+17 874)  | 185 417(+122)   |
| 06-01-2023 | 06-01-2023 |  | 25 296 176(+16 494)  | 185 488(+71)    |
| 07-01-2023 | 07-01-2023 |  | 25 301 143(+4 967)   | 185 532(+44)    |
| 08-01-2023 | 08-01-2023 |  | 25 314 568(+13 425)  | 185 585(+53)    |
| 09-01-2023 | 09-01-2023 |  | 25 320 188(+5 620)   | 185 650(+65)    |
| 10-01-2023 | 10-01-2023 |  | 25 340 804(+20 616)  | 185 800(+150)   |
| 11-01-2023 | 11-01-2023 |  | 25 352 924(+12 120)  | 185 889(+89)    |
| 12-01-2023 | 12-01-2023 |  | 25 363 742(+10 818)  | 185 993(+104)   |
| 13-01-2023 | 13-01-2023 |  | 25 372 824(+9 082)   | 186 079(+86)    |
| 14-01-2023 | 14-01-2023 |  | 25 380 888(+8 064)   | 186 158(+79)    |
| 15-01-2023 | 15-01-2023 |  | 25 386 702(+5 814)   | 186 187(+29)    |
| 16-01-2023 | 16-01-2023 |  | 25 389 740(+3 038)   | 186 261(+74)    |
| 17-01-2023 | 17-01-2023 |  | 25 400 959(+11 219)  | 186 339(+78)    |
| 18-01-2023 | 18-01-2023 |  | 25 408 577(+7 618)   | 186 412(+73)    |
| 19-01-2023 | 19-01-2023 |  | 25 415 630(+7 053)   | 186 488(+76)    |
| 20-01-2023 | 20-01-2023 |  | 25 422 333(+6 703)   | 186 542(+54)    |
| 21-01-2023 | 21-01-2023 |  | 25 428 078(+5 745)   | 186 601(+59)    |
| 22-01-2023 | 22-01-2023 |  | 25 431 798(+3 720)   | 186 617(+16)    |
| 23-01-2023 | 23-01-2023 |  | 25 434 297(+2 499)   | 186 661(+44)    |
| 24-01-2023 | 24-01-2023 |  | 25 442 358(+8 061)   | 186 734(+73)    |
| 25-01-2023 | 25-01-2023 |  | 25 448 258(+5 900)   | 186 788(+54)    |
| 26-01-2023 | 26-01-2023 |  | 25 453 789(+5 531)   | 186 833(+45)    |
| 27-01-2023 | 27-01-2023 |  | 25 458 763(+4 974)   | 186 871(+38)    |
| 28-01-2023 | 28-01-2023 |  | 25 464 800(+6 037)   | 186 904(+33)    |
| 29-01-2023 | 29-01-2023 |  | 25 468 243(+3 443)   | 186 929(+25)    |
| 30-01-2023 | 30-01-2023 |  | 25 470 070(+1 827)   | 186 962(+33)    |
| 31-01-2023 | 31-01-2023 |  | 25 477 367(+7 297)   | 187 077(+115)   |
| 01-02-2023 | 01-02-2023 |  | 25 482 610(+5 243)   | 187 224(+147)   |
| 02-02-2023 | 02-02-2023 |  | 25 488 166(+5 556)   | 187 272(+48)    |
| 03-02-2023 | 03-02-2023 |  | 25 492 841(+4 675)   | 187 329(+57)    |
| 04-02-2023 | 04-02-2023 |  | 25 497 551(+4 710)   | 187 359(+30)    |
| 05-02-2023 | 05-02-2023 |  | 25 501 038(+3 487)   | 187 377(+18)    |
| 06-02-2023 | 06-02-2023 |  | 25 502 838(+1 800)   | 187 409(+32)    |
| 07-02-2023 | 07-02-2023 |  | 25 509 958(+7 120)   | 187 473(+64)    |
| 08-02-2023 | 08-02-2023 |  | 25 514 664(+4 706)   | 187 513(+40)    |
| 09-02-2023 | 09-02-2023 |  | 25 519 067(+4 403)   | 187 551(+38)    |
| 10-02-2023 | 10-02-2023 |  | 25 523 028(+3 961)   | 187 596(+45)    |
| 11-02-2023 | 11-02-2023 |  | 25 526 837(+3 809)   | 187 618(+22)    |
| 12-02-2023 | 12-02-2023 |  | 25 529 672(+2 835)   | 187 630(+12)    |
| 13-02-2023 | 13-02-2023 |  | 25 531 251(+1 579)   | 187 656(+26)    |
| 14-02-2023 | 14-02-2023 |  | 25 537 984(+6 733)   | 187 722(+66)    |
| 15-02-2023 | 15-02-2023 |  | 25 542 817(+4 833)   | 187 785(+63)    |
| 16-02-2023 | 16-02-2023 |  | 25 547 414(+4 597)   | 187 850(+65)    |
| 17-02-2023 | 17-02-2023 |  | 25 551 788(+4 374)   | 187 898(+48)    |
| 18-02-2023 | 18-02-2023 |  | 25 555 983(+4 195)   | 187 927(+29)    |
| 19-02-2023 | 19-02-2023 |  | 25 559 060(+3 077)   | 187 945(+18)    |
| 20-02-2023 | 20-02-2023 |  | 25 560 673(+1 613)   | 187 964(+19)    |
| 21-02-2023 | 21-02-2023 |  | 25 567 471(+6 798)   | 188 020(+56)    |
| 22-02-2023 | 22-02-2023 |  | 25 572 132(+4 661)   | 188 054(+34)    |
| 23-02-2023 | 23-02-2023 |  | 25 576 852(+4 720)   | 188 094(+40)    |
| 24-02-2023 | 24-02-2023 |  | 25 581 266(+4 414)   | 188 143(+49)    |
| 25-02-2023 | 25-02-2023 |  | 25 585 160(+3 894)   | 188 174(+31)    |
| 26-02-2023 | 26-02-2023 |  | 25 587 999(+2 839)   | 188 187(+13)    |
| 27-02-2023 | 27-02-2023 |  | 25 589 493(+1 494)   | 188 218(+31)    |
| 28-02-2023 | 28-02-2023 |  | 25 595 385(+5 892)   | 188 262(+44)    |
| 01-03-2023 | 01-03-2023 |  | 25 600 013(+4 628)   | 188 294(+32)    |
| 02-03-2023 | 02-03-2023 |  | 25 603 510(+3 497)   | 188 322(+28)    |
| 03-03-2023 | 03-03-2023 |  | 25 607 031(+3 521)   | 188 373(+51)    |
| 04-03-2023 | 04-03-2023 |  | 25 610 293(+3 262)   | 188 396(+23)    |
| 05-03-2023 | 05-03-2023 |  | 25 612 609(+2 316)   | 188 405(+9)     |
| 06-03-2023 | 06-03-2023 |  | 25 614 028(+1 419)   | 188 430(+25)    |
| 07-03-2023 | 07-03-2023 |  | 25 619 712(+5 684)   | 188 475(+45)    |
| 08-03-2023 | 08-03-2023 |  | 25 623 644(+3 932)   | 188 502(+27)    |
| 09-03-2023 | 09-03-2023 |  | 25 627 473(+3 829)   | 188 538(+36)    |
| 10-03-2023 | 10-03-2023 |  | 25 631 070(+3 597)   | 188 570(+32)    |
| 11-03-2023 | 11-03-2023 |  | 25 634 442(+3 372)   | 188 594(+24)    |
| 12-03-2023 | 12-03-2023 |  | 25 636 953(+2 511)   | 188 621(+27)    |
| 13-03-2023 | 13-03-2023 |  | 25 638 331(+1 378)   | 188 658(+37)    |
| 14-03-2023 | 14-03-2023 |  | 25 643 801(+5 470)   | 188 696(+38)    |
| 15-03-2023 | 15-03-2023 |  | 25 647 722(+3 921)   | 188 724(+28)    |
| 16-03-2023 | 16-03-2023 |  | 25 651 205(+3 483)   | 188 750(+26)    |
| 17-03-2023 | 17-03-2023 |  | 25 654 490(+3 285)   | 188 774(+24)    |
| 18-03-2023 | 18-03-2023 |  | 25 657 483(+2 993)   | 188 795(+21)    |
| 19-03-2023 | 19-03-2023 |  | 25 659 646(+2 163)   | 188 802(+7)     |
| 20-03-2023 | 20-03-2023 |  | 25 660 824(+1 178)   | 188 823(+21)    |
| 21-03-2023 | 21-03-2023 |  | 25 666 006(+5 182)   | 188 869(+46)    |
| 22-03-2023 | 22-03-2023 |  | 25 669 865(+3 859)   | 188 899(+30)    |
| 23-03-2023 | 23-03-2023 |  | 25 673 442(+3 577)   | 188 933(+34)    |
| 24-03-2023 | 24-03-2023 |  | 25 676 789(+3 347)   | 188 955(+22)    |
| 25-03-2023 | 25-03-2023 |  | 25 680 148(+3 359)   | 188 974(+19)    |
| 26-03-2023 | 26-03-2023 |  | 25 682 216(+2 068)   | 188 983(+9)     |
| 27-03-2023 | 27-03-2023 |  | 25 683 445(+1 229)   | 188 999(+16)    |
| 28-03-2023 | 28-03-2023 |  | 25 688 460(+5 015)   | 189 037(+38)    |
| 29-03-2023 | 29-03-2023 |  | 25 692 055(+3 595)   | 189 060(+23)    |
| 30-03-2023 | 30-03-2023 |  | 25 695 311(+3 256)   | 189 089(+29)    |
| 31-03-2023 | 31-03-2023 |  | 25 698 313(+3 002)   | 189 131(+42)    |
| 01-04-2023 | 01-04-2023 |  | 25 701 147(+2 834)   | 189 155(+24)    |
| 02-04-2023 | 02-04-2023 |  | 25 703 283(+2 136)   | 189 167(+12)    |
| 03-04-2023 | 03-04-2023 |  | 25 704 502(+1 219)   | 189 182(+15)    |
| 04-04-2023 | 04-04-2023 |  | 25 709 212(+4 710)   | 189 221(+39)    |
| 05-04-2023 | 05-04-2023 |  | 25 712 507(+3 295)   | 189 251(+30)    |
| 06-04-2023 | 06-04-2023 |  | 25 715 384(+2 877)   | 189 262(+11)    |
| 07-04-2023 | 07-04-2023 |  | 25 718 384(+3 000)   | 189 281(+19)    |
| 08-04-2023 | 08-04-2023 |  | 25 721 054(+2 670)   | 189 303(+22)    |
| 09-04-2023 | 09-04-2023 |  | 25 723 248(+2 194)   | 189 309(+6)     |
| 10-04-2023 | 10-04-2023 |  | 25 724 146(+898)     | 189 315(+6)     |
| 11-04-2023 | 11-04-2023 |  | 25 725 591(+1 445)   | 189 337(+22)    |
| 12-04-2023 | 12-04-2023 |  | 25 732 297(+6 706)   | 189 363(+26)    |
| 13-04-2023 | 13-04-2023 |  | 25 737 170(+4 873)   | 189 391(+28)    |
| 14-04-2023 | 14-04-2023 |  | 25 741 492(+4 322)   | 189 427(+36)    |
| 15-04-2023 | 15-04-2023 |  | 25 745 800(+4 308)   | 189 440(+13)    |
| 16-04-2023 | 16-04-2023 |  | 25 748 636(+2 836)   | 189 444(+4)     |
| 17-04-2023 | 17-04-2023 |  | 25 750 134(+1 498)   | 189 462(+18)    |
| 18-04-2023 | 18-04-2023 |  | 25 756 138(+6 004)   | 189 490(+28)    |
| 19-04-2023 | 19-04-2023 |  | 25 761 005(+4 867)   | 189 560(+70)    |
| 20-04-2023 | 20-04-2023 |  | 25 765 219(+4 214)   | 189 582(+22)    |
| 21-04-2023 | 21-04-2023 |  | 25 768 985(+3 766)   | 189 603(+21)    |
| 22-04-2023 | 22-04-2023 |  | 25 772 459(+3 474)   | 189 627(+24)    |
| 23-04-2023 | 23-04-2023 |  | 25 775 073(+2 614)   | 189 643(+16)    |
| 24-04-2023 | 24-04-2023 |  | 25 776 379(+1 306)   | 189 662(+19)    |
| 25-04-2023 | 25-04-2023 |  | 25 781 236(+4 857)   | 189 687(+25)    |
| 26-04-2023 | 26-04-2023 |  | 25 782 814(+1 578)   | 189 712(+25)    |
| 27-04-2023 | 27-04-2023 |  | 25 788 387(+5 573)   | 189 738(+26)    |
| 28-04-2023 | 28-04-2023 |  | 25 792 195(+3 808)   | 189 759(+21)    |
| 29-04-2023 | 29-04-2023 |  | 25 795 509(+3 314)   | 189 786(+27)    |
| 30-04-2023 | 30-04-2023 |  | 25 797 820(+2 311)   | 189 796(+10)    |
| 01-05-2023 | 01-05-2023 |  | 25 798 999(+1 179)   | 189 804(+8)     |
| 02-05-2023 | 02-05-2023 |  | 25 800 471(+1 472)   | 189 825(+21)    |
| 03-05-2023 | 03-05-2023 |  | 25 805 628(+5 157)   | 189 873(+48)    |
| 04-05-2023 | 04-05-2023 |  | 25 809 208(+3 580)   | 189 904(+31)    |
| 05-05-2023 | 05-05-2023 |  | 25 812 624(+3 416)   | 189 936(+32)    |
| 06-05-2023 | 06-05-2023 |  | 25 815 403(+2 779)   | 189 968(+32)    |
| 07-05-2023 | 07-05-2023 |  | 25 817 377(+1 974)   | 189 982(+14)    |
| 08-05-2023 | 08-05-2023 |  | 25 818 473(+1 096)   | 190 005(+23)    |
| 09-05-2023 | 09-05-2023 |  | 25 822 678(+4 205)   | 190 037(+32)    |
| 10-05-2023 | 10-05-2023 |  | 25 825 660(+2 982)   | 190 056(+19)    |
| 11-05-2023 | 11-05-2023 |  | 25 828 252(+2 592)   | 190 080(+24)    |
| 12-05-2023 | 12-05-2023 |  | 25 830 443(+2 191)   | 190 101(+21)    |
| 13-05-2023 | 13-05-2023 |  | 25 832 513(+2 070)   | 190 122(+21)    |
| 14-05-2023 | 14-05-2023 |  | 25 833 895(+1 382)   | 190 138(+16)    |
| 15-05-2023 | 15-05-2023 |  | 25 834 600(+705)     | 190 157(+19)    |
| 16-05-2023 | 16-05-2023 |  | 25 837 565(+2 965)   | 190 192(+35)    |
| 17-05-2023 | 17-05-2023 |  | 25 840 319(+2 754)   | 190 224(+32)    |
| 18-05-2023 | 18-05-2023 |  | 25 842 595(+2 276)   | 190 242(+18)    |
| 19-05-2023 | 19-05-2023 |  | 25 844 655(+2 060)   | 190 276(+34)    |
| 20-05-2023 | 20-05-2023 |  | 25 846 676(+2 021)   | 190 286(+10)    |
| 21-05-2023 | 21-05-2023 |  | 25 848 191(+1 515)   | 190 294(+8)     |
| 22-05-2023 | 22-05-2023 |  | 25 849 060(+869)     | 190 313(+19)    |
| 23-05-2023 | 23-05-2023 |  | 25 852 550(+3 490)   | 190 341(+28)    |
| 24-05-2023 | 24-05-2023 |  | 25 855 158(+2 608)   | 190 366(+25)    |
| 25-05-2023 | 25-05-2023 |  | 25 857 572(+2 414)   | 190 392(+26)    |
| 26-05-2023 | 26-05-2023 |  | 25 859 766(+2 194)   | 190 419(+27)    |
| 27-05-2023 | 27-05-2023 |  | 25 861 812(+2 046)   | 190 440(+21)    |
| 28-05-2023 | 28-05-2023 |  | 25 863 294(+1 482)   | 190 452(+12)    |
| 29-05-2023 | 29-05-2023 |  | 25 864 094(+800)     | 190 458(+6)     |
| 30-05-2023 | 30-05-2023 |  | 25 866 952(+2 858)   | 190 482(+24)    |
| 31-05-2023 | 31-05-2023 |  | 25 869 010(+2 058)   | 190 499(+17)    |
| 01-06-2023 | 01-06-2023 |  | 25 870 833(+1 823)   | 190 517(+18)    |
| 02-06-2023 | 02-06-2023 |  | 25 872 165(+1 332)   | 190 541(+24)    |
| 03-06-2023 | 03-06-2023 |  | 25 872 795(+630)     | 190 551(+10)    |
| 04-06-2023 | 04-06-2023 |  | 25 873 980(+1 185)   | 190 556(+5)     |
| 05-06-2023 | 05-06-2023 |  | 25 874 712(+732)     | 190 565(+9)     |
| 06-06-2023 | 06-06-2023 |  | 25 877 111(+2 399)   | 190 588(+23)    |
| 07-06-2023 | 07-06-2023 |  | 25 878 607(+1 496)   | 190 596(+8)     |
| 08-06-2023 | 08-06-2023 |  | 25 879 984(+1 377)   | 190 625(+29)    |
| 09-06-2023 | 09-06-2023 |  | 25 881 162(+1 178)   | 190 642(+17)    |
| 10-06-2023 | 10-06-2023 |  | 25 882 296(+1 134)   | 190 655(+13)    |
| 11-06-2023 | 11-06-2023 |  | 25 883 116(+820)     | 190 664(+9)     |
| 12-06-2023 | 12-06-2023 |  | 25 883 571(+455)     | 190 668(+4)     |
| 13-06-2023 | 13-06-2023 |  | 25 885 299(+1 728)   | 190 679(+11)    |
| 14-06-2023 | 14-06-2023 |  | 25 886 451(+1 152)   | 190 693(+14)    |
| 15-06-2023 | 15-06-2023 |  | 25 887 444(+993)     | 190 706(+13)    |
| 16-06-2023 | 16-06-2023 |  | 25 888 357(+913)     | 190 721(+15)    |
| 17-06-2023 | 17-06-2023 |  | 25 889 226(+869)     | 190 736(+15)    |
| 18-06-2023 | 18-06-2023 |  | 25 889 813(+587)     | 190 744(+8)     |
| 19-06-2023 | 19-06-2023 |  | 25 890 110(+297)     | 190 751(+7)     |
| 20-06-2023 | 20-06-2023 |  | 25 891 526(+1 416)   | 190 764(+13)    |
| 21-06-2023 | 21-06-2023 |  | 25 892 342(+816)     | 190 776(+12)    |
| 22-06-2023 | 22-06-2023 |  | 25 893 101(+759)     | 190 782(+6)     |
| Fonti: - Fino al 23/02/2020: varie fonti giornalistiche - Dal 23/02/2020: Bollettini giornalieri della Protezione Civile - Aggiornamento casi Covid-19. Dati aggregati quotidiani Regioni/PPAA - Ministero della Salute - Istituto Superiore di Sanità - COVID-19 \| Situazione Italia |            |  |                      |                 |

## Diffusione della pandemia

### Primi casi confermati

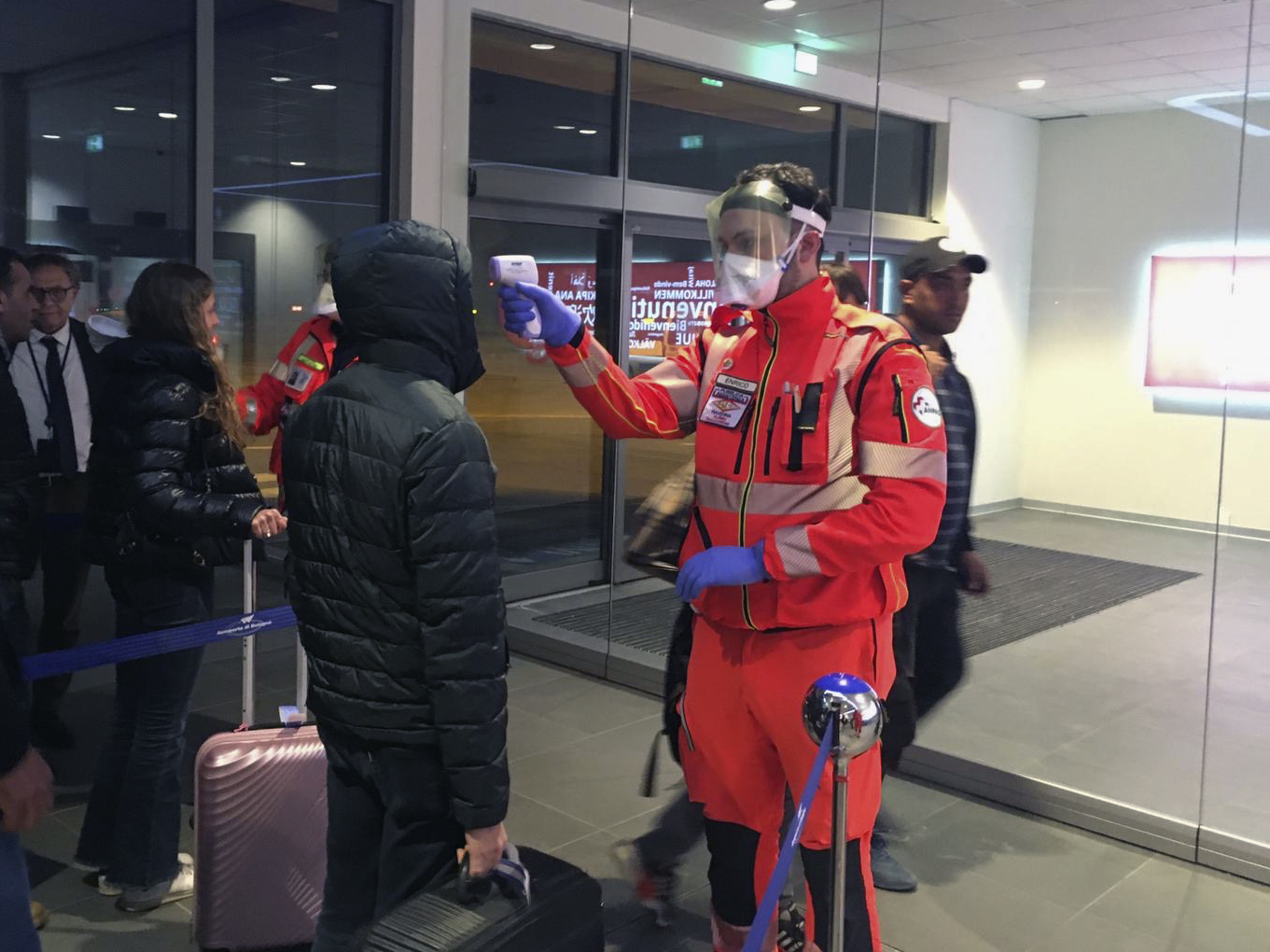
Controlli sanitari presso l'aeroporto Guglielmo Marconi di Bologna

Alla fine di gennaio 2020, in seguito agli sviluppi della pandemia nella Cina continentale, negli aeroporti di Roma Fiumicino e Milano Malpensa sono state istituite misure avanzate di diagnosi, tra cui misurazioni termiche e presenza attiva di personale medico.
Il 29 gennaio sono stati confermati i primi due casi di COVID-19 in Italia: a Roma, una coppia di turisti cinesi di 66 e 67 anni originari della provincia di Hubei e sbarcati la notte tra il 22 e 23 gennaio all'aeroporto di Milano-Malpensa e che avevano visitato la capitale su un autobus turistico, sono risultati positivi per il virus SARS-CoV-2 e sono stati ricoverati presso l'Istituto nazionale per le malattie infettive Lazzaro Spallanzani. Il governo italiano, primo in Europa a prendere tale decisione, ha quindi sospeso tutti i voli da e per la Cina e ha dichiarato lo stato di emergenza.
Il 1º febbraio, a più di 48 ore dal ricovero dei due turisti cinesi presso l'Istituto Lazzaro Spallanzani di Roma, i virologi sono riusciti a isolare la sequenza genomica del virus.
Il 2 febbraio vengono rimpatriati dalla Cina con un volo speciale dell'Aeronautica militare italiana 56 cittadini italiani residenti a Wuhan, che vengono collocati in quarantena presso la cittadella militare della Cecchignola. Il 5 febbraio venne confermata la positività di uno degli italiani rimpatriati, dichiarato poi guarito il 21 febbraio.

### Primi focolai in tutta Italia
Il 17 febbraio 2020 un uomo di 38 anni residente a Codogno, in provincia di Lodi, il quale non si era mai recato in Cina ma aveva incontrato un amico italiano rientrato dalla Cina il 21 gennaio, si presenta all'ospedale civico di Codogno accusando sintomi influenzali e gli viene diagnosticata una leggera polmonite. Ritornato per la seconda volta al pronto soccorso, al peggioramento delle sue condizioni, viene sottoposto al tampone diagnostico non ancora previsto dai protocolli sanitari. Il paziente, e in seguito anche la moglie incinta e un amico, sono risultati positivi. Altri tre casi sono stati confermati lo stesso giorno dopo che i pazienti hanno riportato sintomi di polmonite e il 20 febbraio sono stati confermati altri sedici casi (quattordici in Lombardia, due in Veneto), fra cui il primo decesso. Dopo questi primi casi, sono state eseguite verifiche e controlli approfonditi su tutte le persone che erano state eventualmente in contatto o nelle vicinanze dei soggetti infetti. Dei 76 casi inizialmente scoperti, 54 sono riscontrati in Lombardia, 17 in Veneto, 2 in Emilia-Romagna, 2 in Lazio e 1 in Piemonte. Il numero sale a 152 casi il 22 febbraio.
Si registrano i primi casi di COVID-19 anche in Toscana, a Firenze, Pescia (Pistoia); il secondo a Torre del Lago in provincia di Lucca, il 24 febbraio; in Sicilia e Liguria il 25 febbraio; in Puglia, Campania e Abruzzo il 26 febbraio; in Friuli-Venezia Giulia il 29 febbraio.
Il 27 febbraio il presidente della Regione Veneto Luca Zaia, dopo i primi due casi, ordina a tutti i residenti del comune di Vo' di essere sottoposti a tamponatura. Su 6 800 tamponi, solo l'1,7% sono stati confermati positivi. Questo studio epidemiologico viene usato dall'Università di Padova per studiare la pandemia.
Il 2 marzo 2020 si registra il primo contagiato in Valle d'Aosta e tutte le regioni italiane vedono confermato almeno un caso di infezione, mentre il 18 marzo, con il caso di un uomo di 83 anni ricoverato presso l'Istituto Neurologico Neuromed di Pozzilli, in provincia di Isernia, viene riscontrato almeno un caso positivo al coronavirus in ogni provincia italiana.
Al 3 marzo i casi confermati in Italia sono saliti a 3 089, i decessi a 107 e i pazienti guariti a 276.

### Parametri applicati
Inizialmente, per i pazienti risultati positivi alla COVID-19, il periodo di isolamento doveva essere rispettato fino all'esito negativo di un doppio tampone, eseguito almeno 14 giorni dopo la diagnosi di positività.
Il 12 ottobre 2020 una nuova Circolare del ministero della Salute aggiorna le indicazioni sulla durata e il termine dell'isolamento e della quarantena:
- le persone asintomatiche positive possono rientrare in comunità dopo un periodo di isolamento di almeno 10 giorni dalla comparsa della positività, al termine del quale risulti eseguito un esame molecolare con risultato negativo (10 giorni + test);
- le persone sintomatiche positive possono rientrare in comunità dopo un periodo di isolamento di almeno 10 giorni dalla comparsa dei sintomi accompagnato da un esame molecolare con riscontro negativo eseguito dopo almeno 3 giorni senza sintomi (10 giorni, di cui almeno 3 giorni senza sintomi + test);
- le persone che, pur non presentando più sintomi, continuano a risultare positive all'esame molecolare, in caso di assenza di sintomatologia da almeno una settimana, potranno interrompere l’isolamento dopo 21 giorni dalla scomparsa dei sintomi (ma nei pazienti immunodepressi il periodo di isolamento può essere prolungato);
- i contatti stretti di casi con infezione da SARS-CoV-2 confermati e identificati dalle autorità sanitarie, devono osservare:
  - un periodo di quarantena di 14 giorni dall'ultima esposizione al caso; oppure
  - un periodo di quarantena di 10 giorni dall'ultima esposizione con un tampone antigenico o molecolare negativo effettuato il decimo giorno.[50]

### Tabelle e grafici sulla distribuzione dei casi in Italia
| Regione                            | Casi confermati | Decessi | Guarigioni | Tamponi molecolari processati | Tamponi antigenici processati | Casi attivi |
| ---------------------------------- | --------------- | ------- | ---------- | ----------------------------- | ----------------------------- | ----------- |
| Lombardia                          | 4.163.317       | 46.023  | 4.115.551  | 17.113.362                    | 28.627.888                    | 1.743       |
| Veneto                             | 2.678.060       | 13.679  | 1.200.763  | 9.209.659                     | 15.876.821                    | 15.855      |
| Campania                           | 1.167.874       | 9.623   | 999.619    | 7.936.547                     | 5.475.370                     | 0           |
| Lazio                              | 1.027.968       | 10.273  | 812.813    | 7.976.722                     | 9.267.234                     | 20          |
| Emilia-Romagna                     | 1.161.043       | 15.705  | 1.082.852  | 8.364.031                     | 5.957.003                     | 0           |
| Sicilia                            | 740.613         | 9.217   | 481.300    | 4.318.024                     | 6.182.366                     | 0           |
| Piemonte                           | 958.508         | 12.936  | 888.710    | 4.654.163                     | 10.231.880                    | 0           |
| Puglia                             | 700.761         | 7.530   | 603.495    | 3.915.824                     | 4.545.101                     | 0           |
| Toscana                            | 831.284         | 8.767   | 767.990    | 6.289.203                     | 5.645.166                     | 0           |
| Marche                             | 313.135         | 3.538   | 284.852    | 1.893.977                     | 778.841                       | 1           |
| Liguria                            | 334.656         | 5.049   | 310.186    | 2.254.529                     | 2.422.600                     | 0           |
| Abruzzo                            | 251.315         | 2.912   | 157.326    | 2.026.645                     | 2.867.894                     | 0           |
| Calabria                           | 200.627         | 2.031   | 150.847    | 1.470.268                     | 720.724                       | 0           |
| Trentino-Alto Adige                | 318.831         | 2.904   | 301.683    | 1.658.918                     | 4.280.541                     | 0           |
| Friuli-Venezia Giulia              | 301.755         | 4.695   | 271.109    | 3.024.684                     | 2.630.280                     | 0           |
| Sardegna                           | 163.636         | 1.979   | 125.433    | 1.746.459                     | 1.923.583                     | 4.224       |
| Umbria                             | 176.888         | 1.709   | 162.907    | 1.505.665                     | 2.118.490                     | 813         |
| Basilicata                         | 78.254          | 735     | 57.724     | 607.788                       | 168.538                       | 8.573       |
| Molise                             | 36.607          | 560     | 29.115     | 364.013                       | 102.318                       | 398         |
| Valle d'Aosta                      | 31.023          | 517     | 28.842     | 133.816                       | 326.363                       | 3           |
| Italia                             | 25.870.833      | 190.517 | 25.560.511 | 101.793.739                   | 171.048.297                   |             |
| Dati aggiornati al 1º giugno 2023. |                 |         |            |                               |                               |             |

## Gestione della pandemia

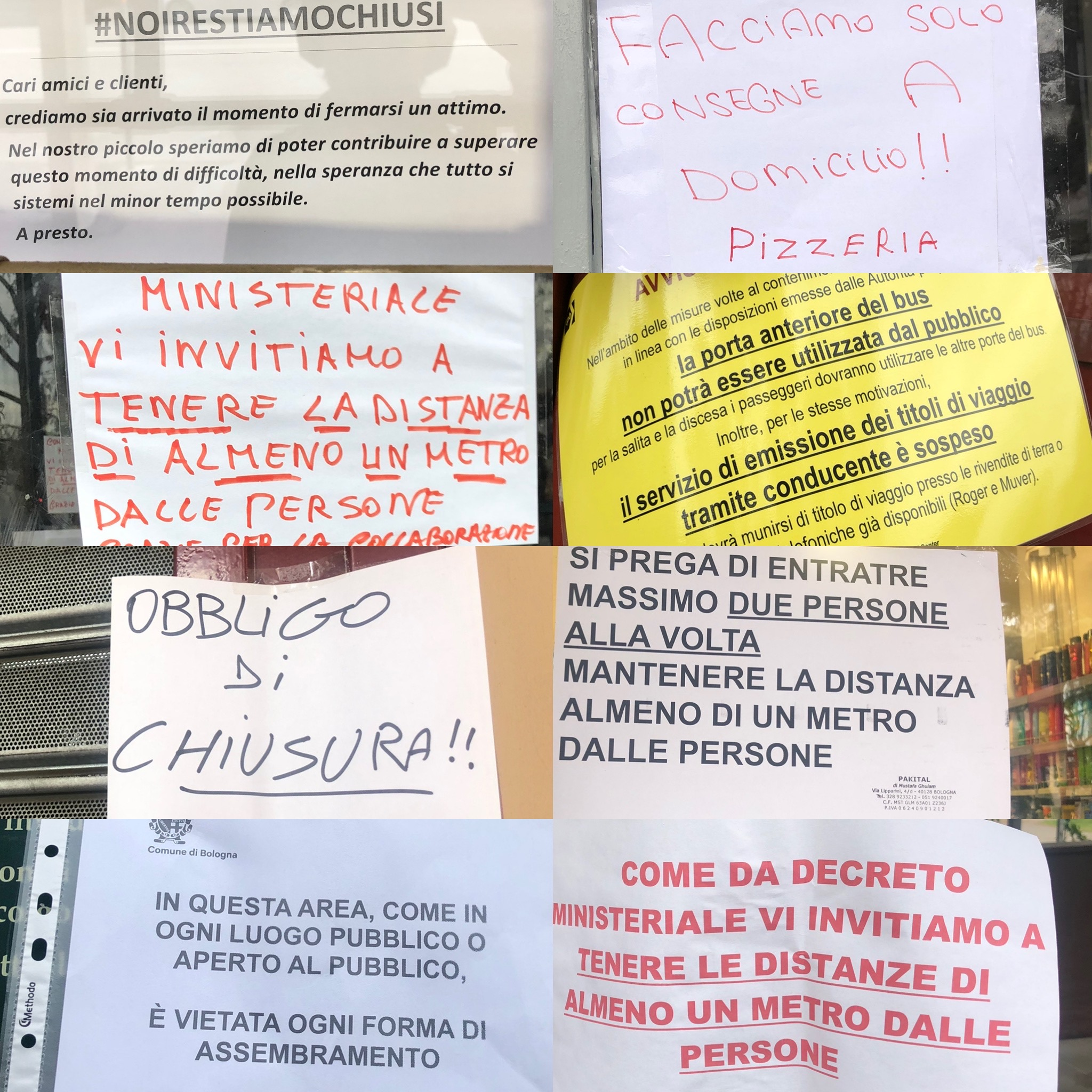
Avvisi sui negozi di Bologna che dichiarano la loro chiusura temporanea, o che invitano a rispettare la distanza interpersonale minima di un metro

### Gennaio - febbraio 2020
Dall'8 gennaio 2020 il Ministero della salute ha attivato controlli sui voli diretti provenienti inizialmente da Wuhan, in seguito estesi a tutti voli provenienti dalla Cina. Da questa data in poi in Italia, con l'introduzione di questa misura, si susseguiranno man mano nuovi provvedimenti che caratterizzeranno il periodo della pandemia. Il 31 gennaio, con delibera del Consiglio dei ministri, è dichiarato, per sei mesi, lo stato di emergenza sul territorio nazionale relativo al rischio sanitario. Lo stato di emergenza viene poi prorogato fino al 31 gennaio 2021 con il decreto-legge n. 125 del 7 ottobre 2020, fino al 30 aprile 2021 con il decreto-legge n. 2 del 14 gennaio 2021, e fino al 31 luglio 2021 con il decreto-legge n. 52 del 22 aprile 2021.

### Febbraio - ottobre 2020
Dal 23 febbraio all'8 marzo 2020, dopo la scoperta di alcuni focolai, vengono posti in quarantena dieci comuni in provincia di Lodi e uno in provincia di Padova e, in alcune regioni, chiuse momentaneamente scuole e Università. Tra l'8 e il 9 marzo vengono poi messe in quarantena 26 province del Nord Italia, fra cui tutte quelle lombarde.
Dal 4 marzo vengono introdotti gli obblighi del mantenimento della distanza interpersonale di almeno 1 metro nei contatti sociali con qualsiasi persona non appartenente al proprio nucleo familiare convivente e dell'igienizzazione delle mani all'accesso di qualsiasi luogo aperto al pubblico, e viene sospeso in tutto il territorio nazionale lo svolgimento della didattica in presenza per le scuole di ogni grado e le Università. Con un nuovo DPCM il 9 marzo vengono quindi estesi a tutta Italia il divieto di spostamento per motivi non necessari, la sospensione delle attività sportive, di manifestazioni ed eventi, la chiusura di musei, luoghi di cultura e centri sportivi. Ulteriori misure restrittive entrano in vigore con il "Decreto #IoRestoaCasa", pubblicato l'11 marzo, che prevede la sospensione delle comuni attività commerciali al dettaglio, dei servizi di ristorazione, delle celebrazioni religiose, e vieta gli assembramenti di persone in luoghi pubblici o aperti al pubblico. Il 22 marzo un nuovo DPCM vieta a tutte le persone fisiche di spostarsi in qualsiasi comune diverso da quello in cui si trovano, e viene pubblicata una lista di altre attività non ritenute necessarie, che devono essere sospese. Tutte queste misure vengono più volte prorogate, fino al 3 maggio 2020.

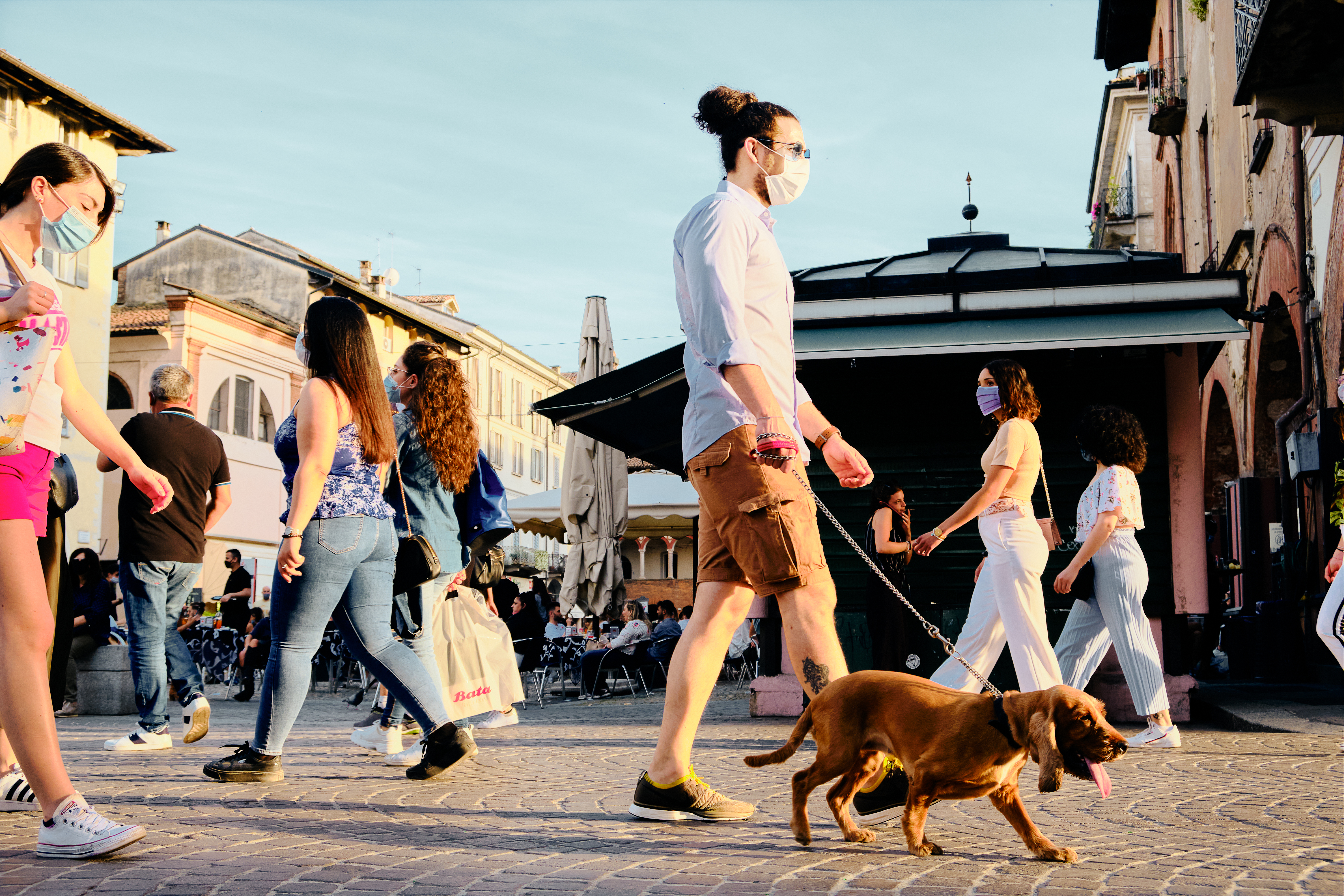
Persone che passeggiano a Pavia indossando la mascherina chirurgica

Un nuovo DPCM del 26 aprile 2020, applicabile dal 4 maggio 2020, rende obbligatorio portare sempre con sé una mascherina, per indossarla in tutti i luoghi al chiuso diversi dalla propria abitazione, e in tutti i luoghi anche all'aperto nei quali non è possibile mantenere il distanziamento interpersonale. Il DPCM, in seguito alla discesa della curva dei contagi, allenta le misure di contenimento, consentendo gli spostamenti per le visite ai congiunti (all'interno del territorio regionale), l'apertura dei parchi pubblici e la ripresa di diverse attività produttive. Il 18 maggio in tutta Italia riaprono gli esercizi commerciali al dettaglio, musei, attività quali bar, ristoranti, parrucchieri e centri estetici, e vengono consentite le celebrazioni religiose. Il 25 maggio riaprono i centri sportivi e dal 3 giugno è permessa la libera circolazione tra regioni.
L'11 giugno 2020 un altro DPCM, applicabile dal 15 giugno, allenta ulteriormente le misure di contenimento, con la riapertura di sale giochi e scommesse, di teatri e cinema, centri culturali e sociali. Intanto, con provvedimenti locali, diverse Regioni cominciano a riaprire anche discoteche e sale da ballo a partire dal 12 giugno. A causa dell'aumento dei contagi, le discoteche vengono poi chiuse con un'ordinanza del Ministero della Salute a partire dal 17 agosto. Il 15 giugno viene anche lanciata, in tutto il territorio nazionale, l'applicazione Immuni, capace di segnalare se si è stati a contatto con una persona positiva al SARS-CoV-2.

### Ottobre 2020 - marzo 2021
Con una legge, dall'8 ottobre 2020 diventa obbligatorio l'uso della mascherina sia nei luoghi all'aperto sia al chiuso. Intanto, con un nuovo aumento esponenziale della curva dei contagi il parlamento italiano approva una legge in vigore dal 13 ottobre che limita le possibilità di assembramento con regole precise per attività quali ristoranti, cinema, teatri, competizioni sportive e feste. Fra ottobre e novembre diverse Regioni impongono un coprifuoco, generalmente tra le 22:00 e le 5:00, vietando ogni spostamento.
Il 26 ottobre 2020 vengono nuovamente chiusi centri sportivi, cinema, teatri, musei, sale giochi e sale scommesse, e la frequentazione di bar e ristoranti è consentita fino alle 22:00.

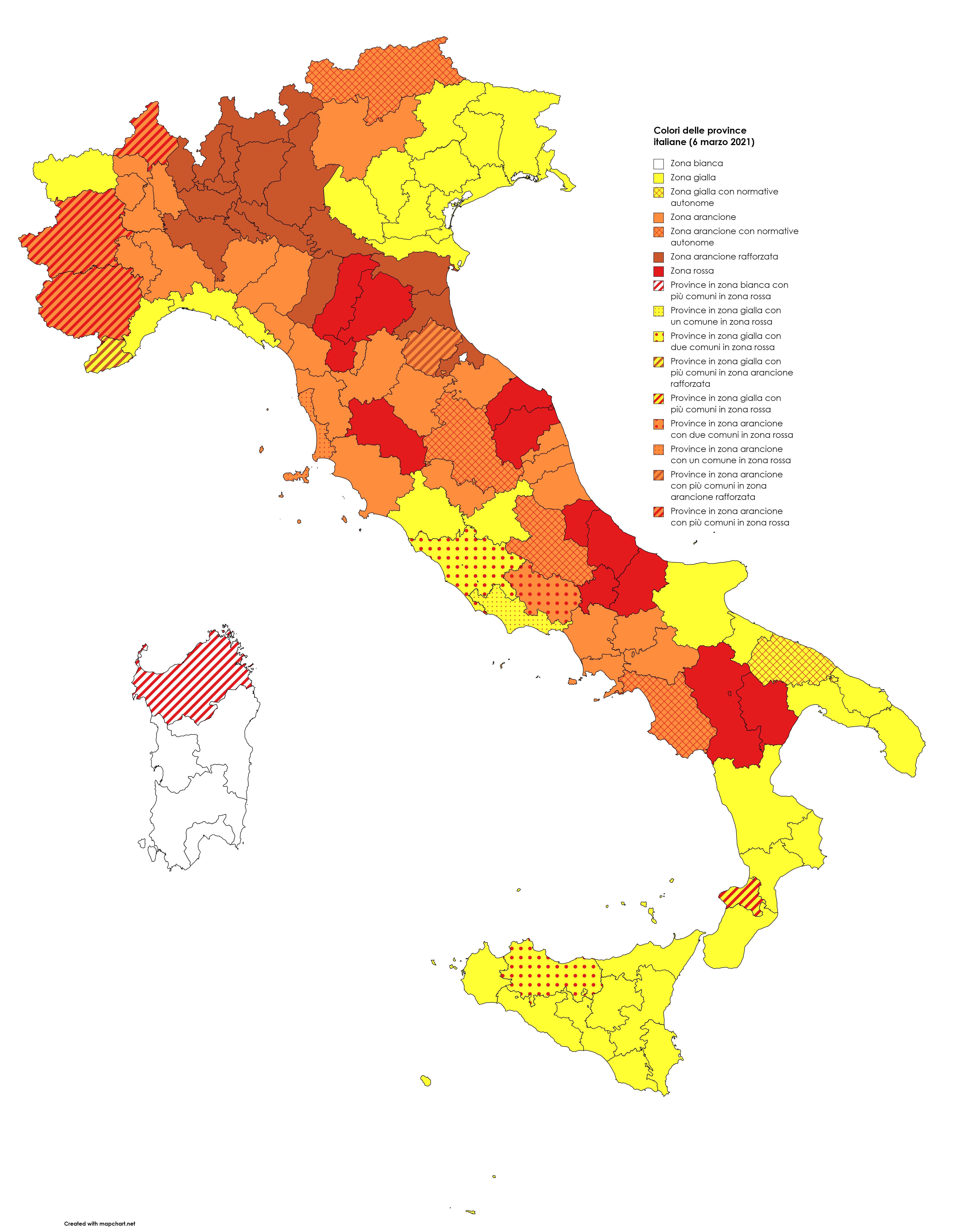
Colori delle province italiane (6 marzo 2021)

Con il DPCM del 3 novembre 2020, rettificato con i DPCM del 3 dicembre 2020 e del 14 gennaio 2021, le Regioni italiane vengono raggruppate in tre tipi di scenari epidemiologici diversi. Viene istituito in tutta la nazione un coprifuoco dalle 22.00 alle 5.00, si ordina la chiusura dei centri commerciali nel fine settimana e il ricorso alla didattica a distanza per le scuole superiori. Per le regioni in "zona arancione" vengono tuttavia estesi il divieto di spostamento al di fuori del Comune di residenza e la chiusura dei servizi di ristorazione, mentre per le regioni in "zona rossa" vale il divieto di spostamento anche all'interno del proprio Comune, la chiusura di negozi e mercati e il ricorso alla didattica a distanza a partire dalla seconda media.
Con un decreto-legge del 2 dicembre si impongono inoltre restrizioni agli spostamenti fra Regioni nel periodo delle festività natalizie, in particolare a partire dal 21 dicembre 2020 e fino al 6 gennaio 2021; a queste restrizioni si aggiungono quelle del decreto-legge del 18 dicembre, che fra il 24 dicembre 2020 e il 6 gennaio 2021 prevede il passaggio dell'intero territorio nazionale in zona rossa nei giorni festivi e prefestivi, e in zona arancione nelle giornate feriali. Le stesse misure vengono prorogate con il decreto-legge del 5 gennaio 2021, che stavolta prevede una zona gialla nazionale nei giorni feriali e una zona arancione nei giorni prefestivi e festivi, fino al 15 gennaio. A partire dall'11 gennaio riprende la didattica in presenza nelle scuole superiori al 50-75% (tranne nelle zone rosse). Il divieto di spostamento fra Regioni viene prorogato con ulteriori decreti-legge fino al 25 aprile 2021. Il decreto n. 2 del 14 gennaio 2021 istituisce una "zona bianca" per le aree a basso rischio di contagio. Con il DPCM del 14 gennaio 2021 si dispone la riapertura dei musei nei giorni feriali in zona bianca e gialla e il divieto di asporto per i bar dopo le ore 18.00, mentre con il DPCM del 2 marzo 2021 si dispone la chiusura di scuole, parrucchieri ed estetisti nelle zone rosse, e in zona bianca e gialla la riapertura dei musei anche nel fine settimana, e di cinema e teatri a partire dal 27 marzo 2021.

### Marzo - giugno 2021
In seguito alla risalita della curva dei contagi, con il decreto-legge n. 30 viene abrogata la zona gialla a partire dal 15 marzo 2021, e viene istituita una zona rossa nazionale durante le festività pasquali (dal 3 al 5 aprile).
Con il decreto-legge n. 52 del 22 aprile 2021 vengono ripristinate le zone gialle e viene prorogato lo stato di emergenza fino al 31 luglio 2021. Viene inoltre stilato un calendario di graduali riaperture per le zone gialle e viene istituita la certificazione verde COVID-19 per le persone vaccinate anti-SARS-CoV-2, guarite da COVID-19 o che hanno effettuato un esame antigenico rapido o molecolare con esito negativo al virus SARS-CoV-2. Il decreto-legge n. 65 del 18 maggio 2021 aggiorna il calendario delle aperture e istituisce una certificazione verde anche per coloro che hanno ricevuto una sola dose di vaccino, prevedendo inoltre un graduale restringimento del coprifuoco fino alla sua abolizione il 21 giugno 2021. A partire dal 28 giugno decade l'obbligo di indossare la mascherina all'aperto.

### Luglio 2021 - marzo 2022

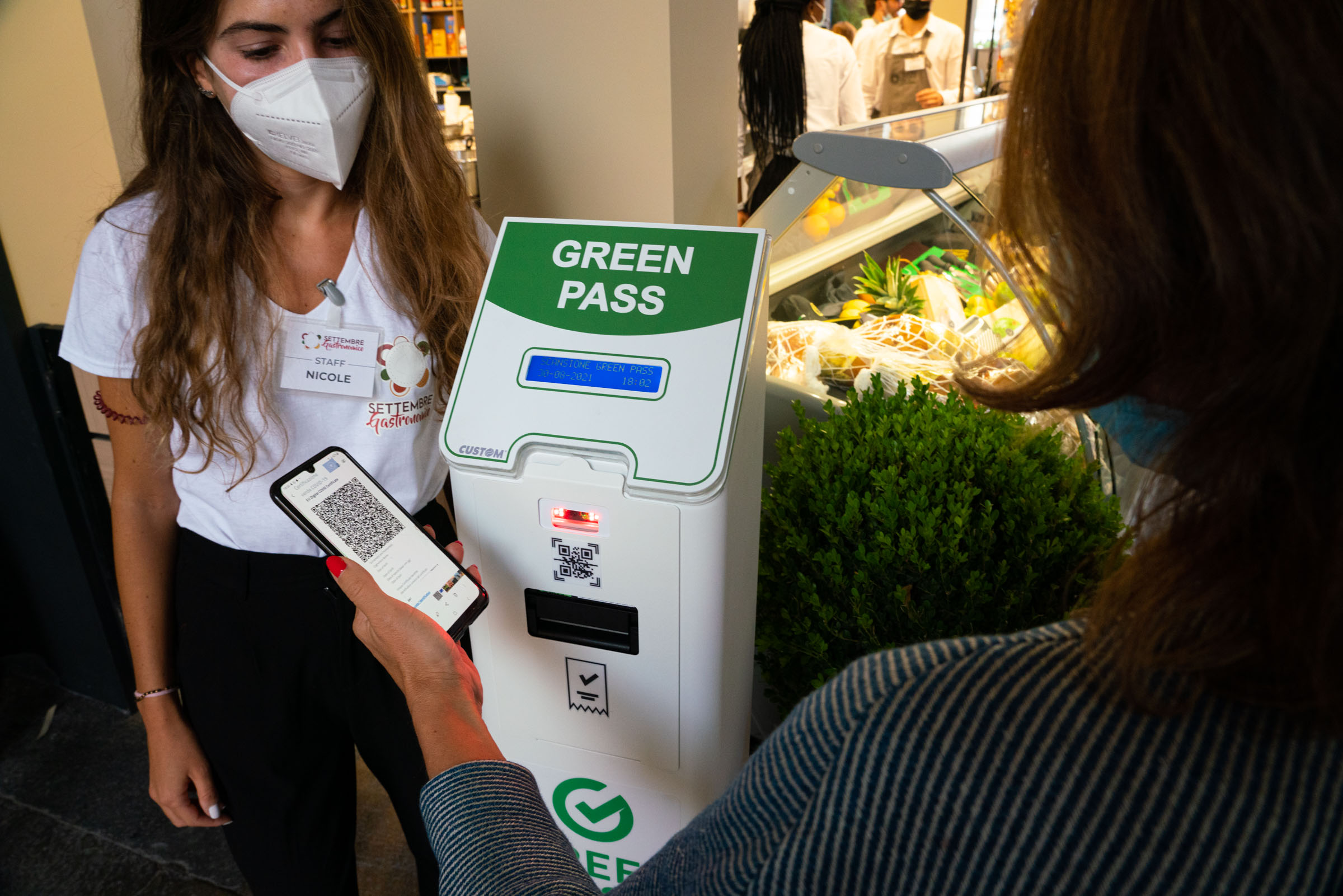
A partire dal dicembre 2021 il Green Pass Rafforzato diventa obbligatorio per diverse attività pubbliche.

Con il decreto-legge n. 105 del 23 luglio 2021 viene prorogato lo stato di emergenza fino al 31 dicembre 2021 e vengono estesi i contesti in cui, a partire dal 6 agosto, è obbligatoria la certificazione verde COVID-19; cambiano inoltre i parametri per la differenziazione delle Regioni in scenari epidemiologici, stavolta sulla base del tasso di occupazione delle terapie intensive e delle aree mediche.
Con il decreto-legge n. 111 del 6 agosto 2021 viene esteso l’obbligo di certificazione verde, a partire dal 1º settembre, anche al personale scolastico e universitario e agli studenti universitari, e le attività scolastiche devono svolgersi prioritariamente in presenza. Sempre dal 1º settembre la certificazione verde diventa obbligatoria per utilizzare mezzi di trasporto di medio-lunga percorrenza. La capienza di teatri, cinema e sale da concerto torna al 100% con il decreto-legge n. 111 dell'8 ottobre 2021, mentre riaprono discoteche e sale da ballo.
Il decreto-legge n. 172 del 26 novembre 2021 amplia il ciclo vaccinale ad una dose di richiamo, obbligatoria (cinque mesi dopo l'ultima vaccinazione) per personale sanitario, scolastico, forze dell'ordine ed altre categorie di lavoratori. Lo stesso decreto estende l'obbligo di certificazione verde a settori come alberghi e mezzi di trasporto pubblico locale. Le restrizioni per le zone gialle e arancioni vengono inoltre applicate soltanto per i non vaccinati. Per il periodo fra il 6 dicembre 2021 e il 15 gennaio 2022, infine, diventa necessario il certificato verde esclusivamente attestante l'avvenuta vaccinazione o guarigione per accedere ad attività quali spettacoli, eventi sportivi, ristoranti al chiuso e discoteche.
Con i decreti-legge n. 221 del 24 dicembre e n. 229 del 30 dicembre 2021 l'uso della certificazione verde rafforzata viene esteso a diverse altre attività (quali bar, palestre, musei, ristorazione, feste conseguenti a cerimonie, ecc.); diventa obbligatorio l'uso delle mascherine all'aperto (anche in zona bianca), mentre l'uso delle mascherine FFP2 diventa obbligatorio per molte attività al chiuso; lo stato di emergenza viene prorogato fino al 31 marzo 2022, mentre vengono ridotti i tempi della quarantena precauzionale.
Con il decreto-legge n. 1 del 7 gennaio 2022 viene introdotto l'obbligo di vaccinazione, fino al 15 giugno, per le persone di età pari o superiore a 50 anni; l'inadempimento comporta una sanzione di 100 euro, effettuata dal Ministero della salute per il tramite dell'Agenzia delle entrate-Riscossione. Lo stesso decreto estende l'uso del certificato verde ad altre attività, come servizi alla persona, pubblici uffici e attività commerciali. A partire dall'11 febbraio decade invece l'obbligo di mascherina all'aperto e si dispone la riapertura delle sale da ballo (rimaste chiuse dal 25 dicembre 2021).

### Aprile 2022 - luglio 2024

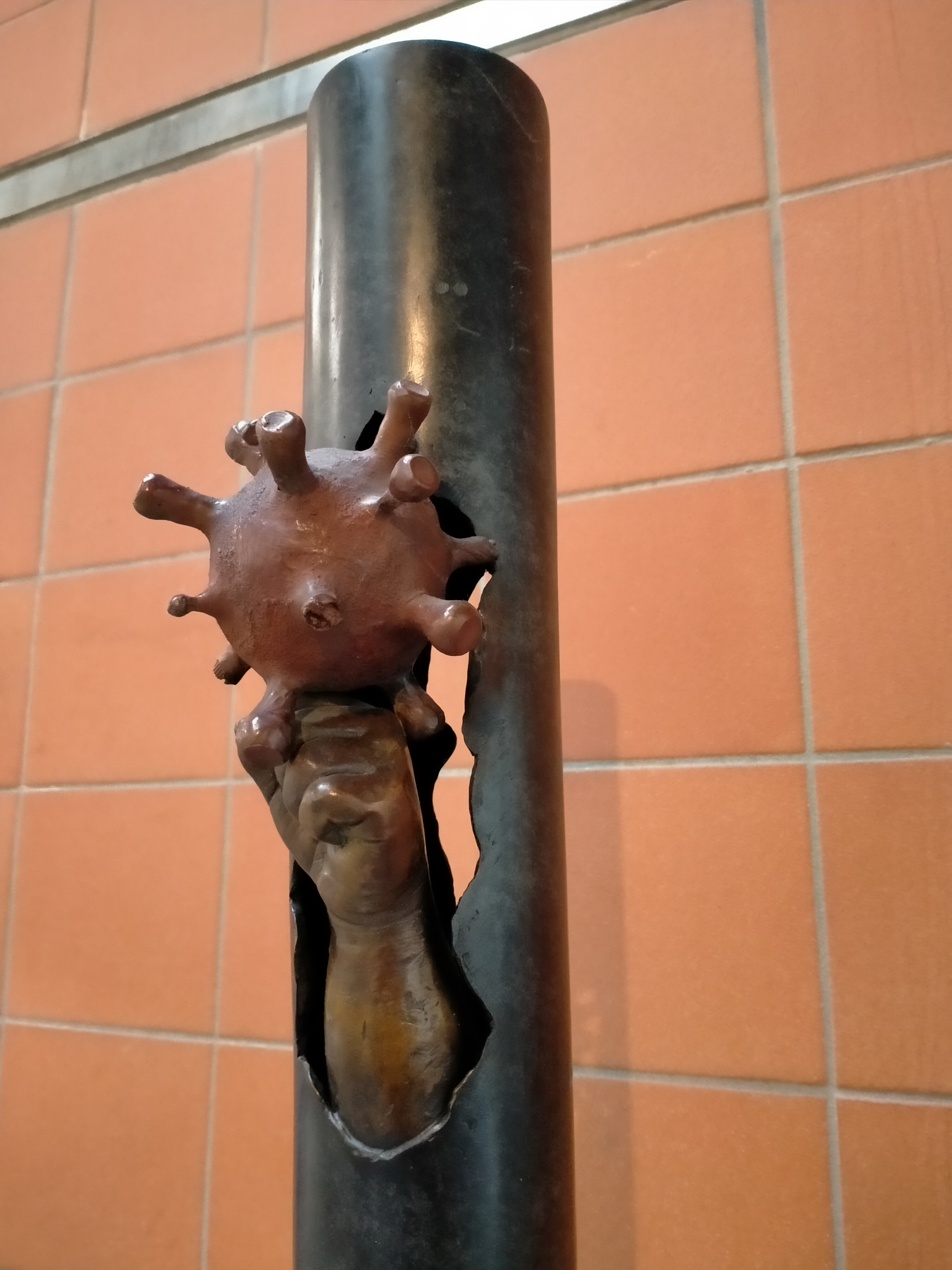
Monumento in memoria dell'emergenza Covid-19 presso l'ospedale Versilia

A partire dal 1º aprile 2022 cessa lo stato d'emergenza, proclamato per la prima volta il 31 gennaio 2020. Il decreto-legge 24 marzo 2022, n. 24, regola l'uscita graduale dall'emergenza sanitaria. La legge non prevede più la quarantena per i contatti stretti di positivi, mentre decade l'obbligo di certificazione verde per accedere a negozi, uffici pubblici, mezzi di trasporto, musei, biblioteche e alberghi. La certificazione "base" rimane obbligatoria fino al 30 aprile per accedere ai luoghi di lavoro. Restano in vigore fino al 30 aprile tutte le altre norme sull'uso delle certificazioni verdi e delle mascherine. Inoltre, fino al 31 dicembre resta obbligatoria la vaccinazione per gli operatori sanitari, gli insegnanti e le forze dell'ordine; fino al 15 giugno per gli over 50. La possibilità di ricorrere al lavoro agile nel settore privato viene invece prorogata al 30 giugno.
Sempre a partire dal 1º aprile, non viene più applicata la classificazione delle regioni italiane in diversi scenari di rischio, comunemente noti come "zona bianca", "gialla", "arancione" e "rossa"; decade il distanziamento sociale, con il ritorno alla capienza piena in tutti i luoghi al chiuso e all'aperto.
A partire dal 1º maggio 2022 decade l'obbligo di indossare le mascherine, fatta eccezione per mezzi di trasporto, teatri, cinema, eventi sportivi al chiuso e strutture sanitarie, dove resta l'obbligo di mascherina FFP2 fino al 15 giugno, e l'obbligo di mascherina anche chirurgica nelle scuole fino alla fine dell'anno scolastico. L'obbligo decade anche per i lavoratori del settore pubblico, mentre nel settore privato esso viene regolato dai singoli protocolli fra sindacati e aziende fino al 15 giugno 2022. A partire dal 16 giugno, e fino al 30 settembre, l'obbligo di mascherina resta in vigore soltanto per i mezzi di trasporto e per le strutture sanitarie, socio-sanitarie e socio-assistenziali; ad eccezione di questa norma, e dell'obbligo di vaccinazione per medici, insegnanti e forze dell'ordine (fino al 31 dicembre), tutte le altre misure restrittive contro il contagio risultano ormai decadute.
Dal 1º ottobre decade l'obbligo di indossare le mascherine anche sui mezzi di trasporto mentre nelle strutture sanitarie, socio-sanitarie e socio-assistenziale, incluse le strutture di ospitalità e lungodegenza, le residenze sanitarie assistite (RSA), gli hospice, le strutture riabilitative, le strutture residenziali per anziani, viene prorogato l'obbligo di mascherina fino al 31 ottobre e, successivamente, fino al 31 dicembre 2022. Tale obbligo è stato poi ulteriormente prorogato fino al 30 aprile 2023.
Dal 1º maggio 2023 decade l'obbligo generalizzato di indossare la mascherina anche per le strutture sanitarie, socio-sanitarie e socio-assistenziali, restando solamente in vigore fino al 31 dicembre 2023 nei reparti con pazienti fragili e nei reparti di cure intensive: ospedali (limitatamente ai reparti di malattie infettive, terapie intensive e pronto soccorso), ed RSA.
Il 5 maggio 2023 l'Organizzazione mondiale della sanità ha dichiarato la fine della pandemia a livello globale.
Dal 7 agosto 2023 decade l'obbligo di isolamento dei soggetti positivi al COVID-19.
L'8 novembre 2023 il Senato approva un disegno di legge per la istituzione della prima commissione parlamentare d'inchiesta al mondo sul COVID-19 (esclusi stato di emergenza, Dpcm e obblighi).
Il 29 dicembre 2023 viene prorogato (fino al 30 giugno 2024) l'obbligo di indossare la mascherina nei reparti con pazienti fragili e nei reparti di cure intensive: ospedali (limitatamente ai reparti di malattie infettive, terapie intensive e pronto soccorso), ed RSA.
Dal 1º luglio 2024 decade l'obbligo di indossare la mascherina nei reparti con pazienti fragili e nei reparti di cure intensive: ospedali (limitatamente ai reparti di malattie infettive, terapie intensive e pronto soccorso), ed RSA. Da questa data in poi, con la cessazione dell’ultima misura ancora in vigore, l'Italia torna alla "normalità" vigente prima della pandemia.

## Impatto socioeconomico

### Servizi sanitari

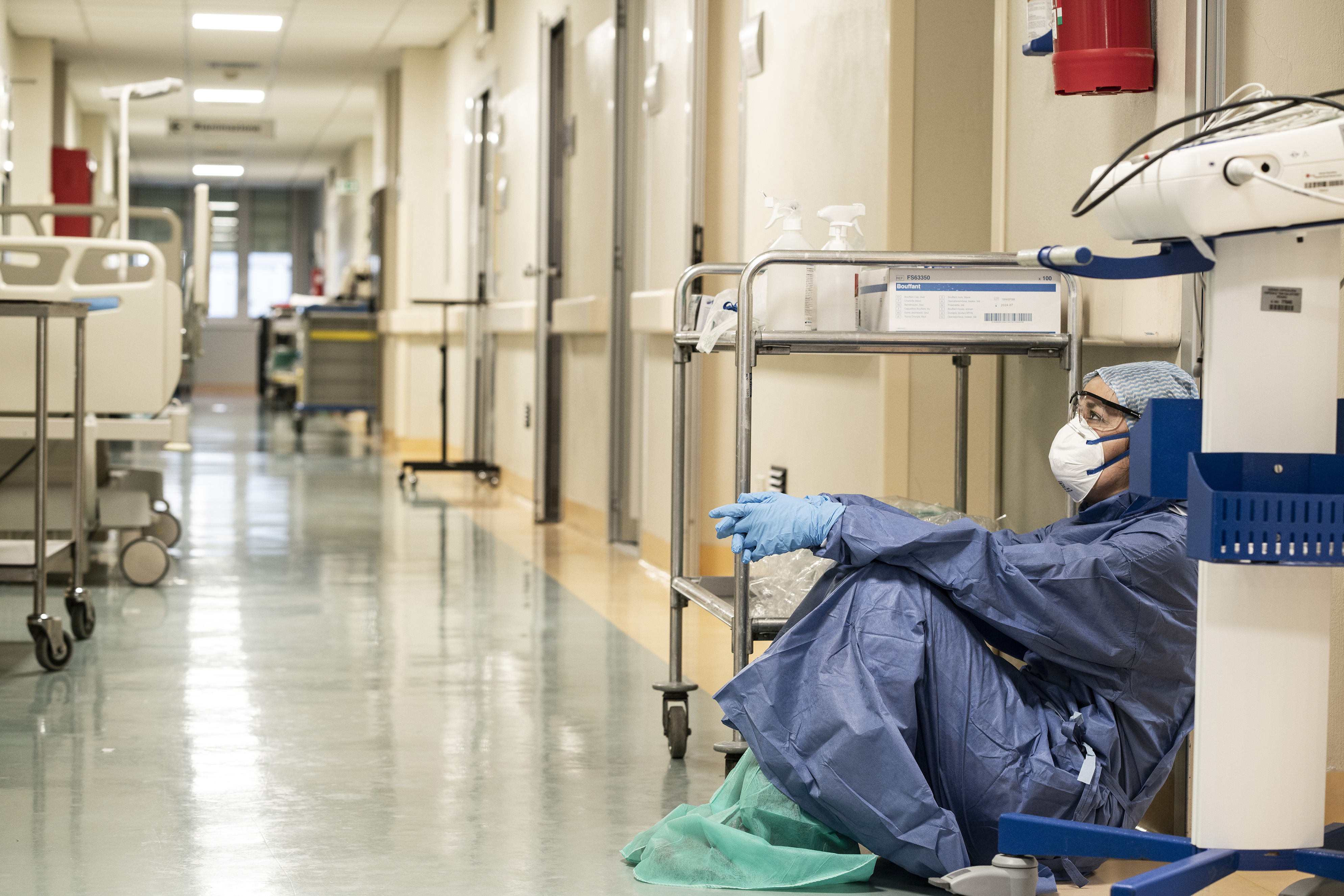
Un medico anestesista dell'ospedale San Salvatore di Pesaro durante la pandemia

La pressione sul servizio sanitario nazionale è stata intensa. Il Gruppo italiano per la Valutazione degli interventi in Terapia Intensiva dell'Istituto Mario Negri ha individuato fra gli aspetti che hanno interessato maggiormente il sistema sanitario delle zone colpite la necessità di riorganizzare e adattare i reparti, di fissare dei criteri per l'intubazione e lo svezzamento dei malati, di gestire la comunicazione con i parenti dei degenti e infine di affrontare la pressione e il logorio del personale.
A partire dai primi giorni di marzo è apparsa come criticità nello specifico la carenza di posti in terapia intensiva tali da poter curare tutte le persone che ne avessero bisogno, come ad esempio avvenuto all'interno dell'ospedale Papa Giovanni XXIII di Bergamo. Conseguentemente si è dovuta applicare una gestione dell'emergenza tipica degli scenari di crisi, in cui si dà priorità ai ricoveri a chi, secondo il triage, si ritiene che abbia più possibilità di guarire.
Per sopperire alla mancanza di posti letto specifici per il trattamento di pazienti Covid-19 alcune regioni hanno intrapreso lavori di adeguamento delle proprie strutture ospedaliere. Un esempio è la regione Lombardia che presso gli Spedali Civili di Brescia ha riconvertito un'intera ala del grande ospedale, conosciuta come Scala 4, in reparto Covid che può ospitare fino a 170 pazienti assistiti con tecnologia molto avanzata ed è destinata a diventare un centro regionale per la cura della malattia.

#### Donazione del sangue
Il 25 febbraio il Centro Nazionale Sangue dichiara la sospensione delle donazioni di sangue ed emocomponenti di 28 giorni per coloro che abbiano soggiornato nella Repubblica Popolare Cinese o che siano transitati nei comuni italiani interessati dalle misure del decreto del 23 febbraio, nonché per chi abbia avuto contatti con soggetti con infezione documentata da SARS-CoV2. La misura è stata introdotta in via precauzionale perché non ci sono evidenze di trasmissione trasfusionale del SARS-CoV2, che quindi ha, da questo punto di vista, un comportamento simile ad altri coronavirus appartenenti alla stessa famiglia come SARS e MERS.
Questo, unito alla paura della gente di recarsi nelle strutture ospedaliere, ha comportato un calo delle donazioni (di almeno il 10% della prima settimana di marzo), ma sì è ugualmente richiesto, ai donatori che ne fossero in condizione, di non fermare le donazioni, in quanto la necessità rimane costante per i pazienti cronici e le operazioni di emergenza.
Con il decreto dell'8 marzo è stata annullata la sospensione dalle donazioni negli 11 comuni interessati in precedenza.
Dopo la flessione, le donazioni sono tornate a crescere.

#### Prestazioni e analisi OCSE
L'Italia ha registrato una media di 325 decessi per Covid ogni 100.000 abitanti, mentre la media OCSE è di 225 morti.

Nei Paesi OCSE, oltre 3,2 milioni di persone sarebbero morte a causa del Covid tra il 2020 e il 2022, e corrispondono a circa il 48% dei 6,7 milioni di decessi segnalati a livello mondiale, questi dati sulla mortalità sono sottostimati a causa delle differenze di segnalazione tra i Paesi e, soprattutto, delle ampie differenze nelle capacità e nelle pratiche di analisi.
In alcuni casi, inoltre, i Paesi hanno deciso di interrompere la regolare segnalazione dei decessi causati nel 2023, quando la pandemia ha iniziato ad affievolirsi (motivo per cui le cifre presentate coprono il triennio dal 2020 alla fine del 2022).

L'OCSE ha sottolineato come la pandemia di Covid ha evidenziato l'impatto globale delle minacce alla salute pubblica, dove le tre principali vulnerabilità che i sistemi sanitari hanno dovuto affrontare durante la pandemia era l'impreparazione, poco personale e investimenti insufficienti, quindi risolvere queste vulnerabilità sarà fondamentale per rafforzare la resilienza dei sistemi sanitari alle crisi future.
Un'ulteriore minaccia per la salute che è stata evidenziata dall'OCSE è rappresentata dall'antibiotico-resistenza.

### Economia

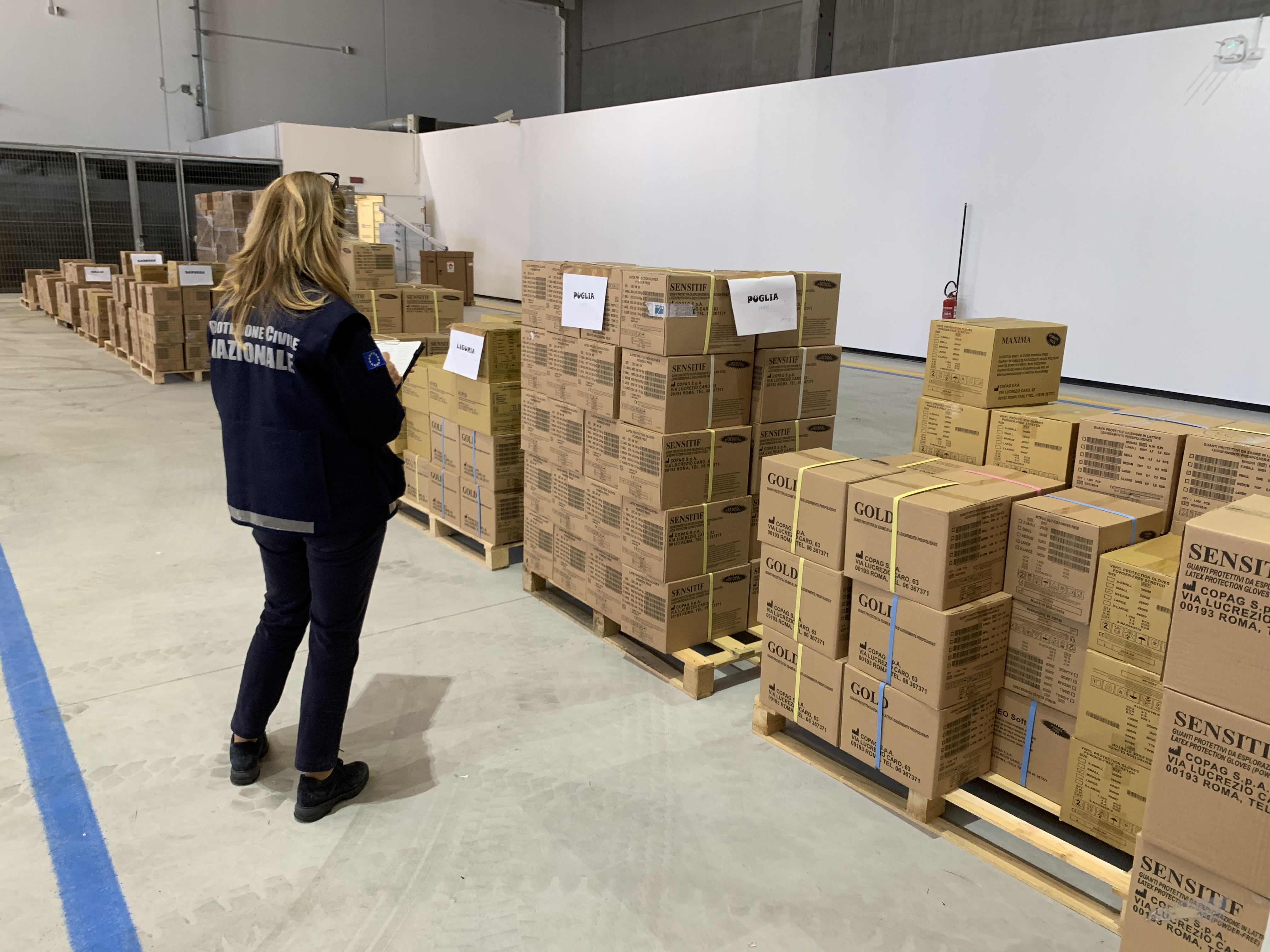
Set di dispositivi di protezione individuale in un hub della protezione civile, pronti per essere distribuiti alle regioni

La pandemia ha provocato ingenti danni economici all'economia italiana. I settori del turismo, dell'alloggio e della ristorazione sono stati i più colpiti, a causa delle limitazioni dei paesi stranieri ai viaggi in Italia e dal blocco nazionale imposto dal governo l'8 marzo. Ad aprile, il ministro delle finanze Roberto Gualtieri aveva previsto un calo del PIL del 6% per il 2020.
Il 12 marzo 2020, giornata denominata Giovedì nero, l'indice FTSE MIB ha perso quasi il 17% del suo valore in un giorno, risulta essere la peggiore seduta di sempre della borsa italiana.
Molteplici fabbriche, come Fiat Chrysler, hanno interrotto la produzione in alcuni dei loro stabilimenti. Il 21 marzo, il governo ha predisposto la chiusura di tutte le imprese, industrie e attività economiche non essenziali.
The Economist prevede un calo del 7% del PIL per l'Italia nel 2020. L'economista Alberto Bisin ha previsto che il rapporto debito/PIL dell'Italia sarebbe passato dal 130% al 180% entro la fine dell'anno, a causa dei prestiti e delle perdite. Ad ottobre, l'Abi registrava un aumento esponenziale dei depositi a 125 miliardi di euro (anno su anno) pari all'8% e a un valore assoluto di 1.685 mld, considerevolmente elevato rispetto ai 612 miliardi raccolti dalla crisi del 2008 al 2020.

#### Aumento dei prezzi e ricerca dei beni di prima necessità

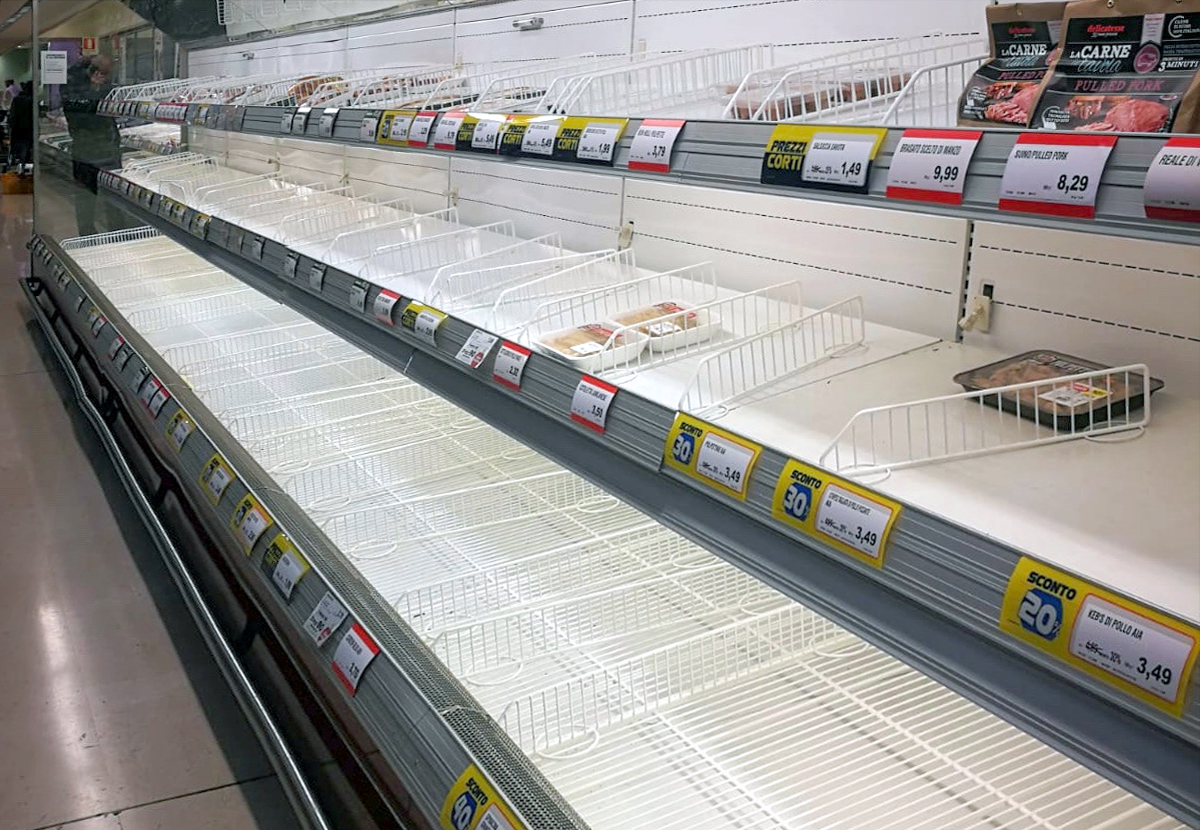
Gli scaffali vuoti di un supermercato Esselunga a Bergamo dopo l'annuncio delle prime misure di contenimento dell'epidemia

Nel corso del fine settimana del 22-23 febbraio, e in misura minore nei giorni successivi, si è scatenata una corsa all'acquisto di generi alimentari nei supermercati, durante la quale non sono mancati episodi di litigio per entrare in possesso di ciò di cui si necessitava.
In concomitanza con tali avvenimenti, si sono registrati forti aumenti di domande per le mascherine e i disinfettanti per le mani. La mancanza di offerta da parte del mercato ha prodotto un'impennata dei prezzi, tanto da richiedere l'intervento dell'AGCM e della Guardia di Finanza per evitare fenomeni di speculazione sui tali prodotti.
La necessità di mascherine non ha colpito solamente i singoli cittadini, ma anche le regioni. In particolare la regione Lombardia ha ordinato da un fornitore turco 4 milioni di mascherine da consegnare prevalentemente ai medici e agli infermieri che se ne trovassero sprovvisti; dopo qualche giorno, però, l'ordine veniva annullato in quanto, secondo la versione riportata dal settimanale L'Espresso e ripresa da altre testate, il fornitore sarebbe risultato non in grado di "adempiere agli obblighi assunti". I tentativi di approvvigionamento all'estero, in sede comunitaria, hanno incontrato dapprima una mancata risposta e poco dopo l'ostacolo di alcuni Paesi, fra i quali si sono distinti la Germania e la Francia, che hanno imposto ai rispettivi produttori un divieto di esportazione anche all'interno dell'area Schengen. Al fabbisogno di mascherine si è affiancato quello di altri beni e servizi, fra cui strumentazione di rianimazione e postazioni di terapia intensiva.

#### Unione europea
Il 25 marzo 2020, Italia, Belgio, Francia, Grecia, Irlanda, Lussemburgo, Portogallo, Slovenia e Spagna hanno inviato una lettera congiunta al Consiglio dell'UE, chiedendo l'emissione di un nuovo strumento di debito comune, soprannominato dai media eurobond o corona bond, per aiutare a finanziare le misure adottate contro la pandemia e la prevista recessione economica. La proposta ha visto inizialmente l'opposizione di Paesi Bassi e Germania.
Il 9 aprile, dopo due riunioni dell'Eurogruppo, i ministri delle finanze dei paesi della zona euro hanno trovato un accordo su un aiuto di 500 miliardi di euro, inclusa la possibilità di utilizzare il MES, ma senza strumenti di debito comune.

#### Contratti
L'impossibilità o l'eccessiva onerosità di adempiere alle obbligazioni contrattuali per sopravvenute cause di forza maggiore quale è la pandemia da COVID-19, potrebbe costituire giusta causa ai fini della risoluzione nei casi previsti dal codice civile italiano, anche in assenza di una clausola risolutiva espressa contrattuale.
Le norme di legge regolano quanto non pattuito contrattualmente, o pattuito in violazione di legge non derogabile.

#### Inquinamento
Durante il confinamento nazionale, le emissioni di biossido di azoto (NO2) sono diminuite drasticamente all'incirca del 50% nel nord Italia, molto probabilmente a causa del minor numero di veicoli in circolazione.

### Iniziative di supporto

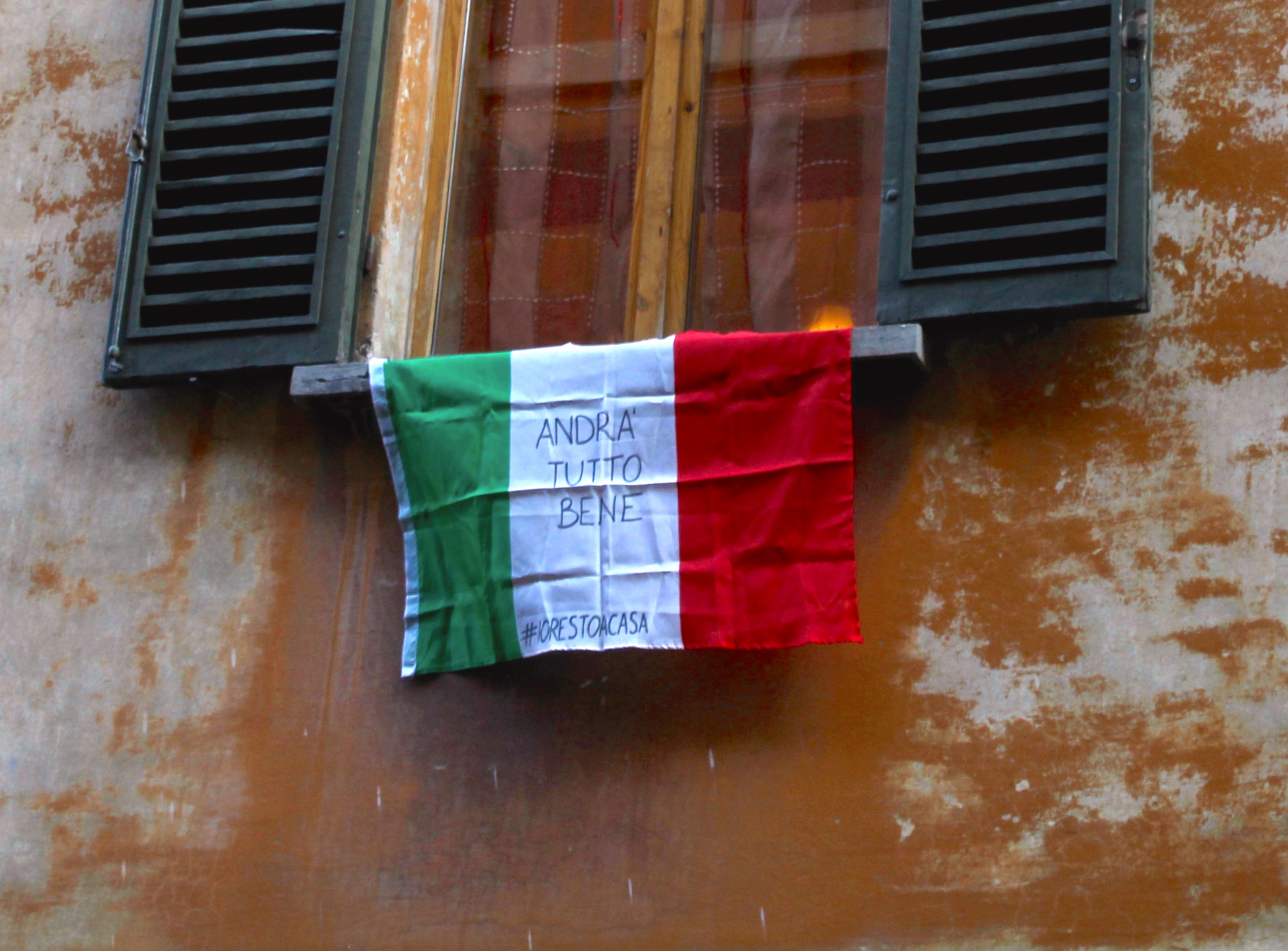
Una bandiera italiana con lo slogan "Andrà tutto bene" appesa fuori da una finestra a Bologna nel marzo 2020

In seguito alla quarantena del Paese determinata dal DPCM dell'8 marzo 2020, da parte dei cittadini sono state intraprese spontaneamente delle iniziative simboliche di incoraggiamento e di supporto reciproco. In particolare, sono stati appesi striscioni con la frase "Andrà tutto bene" o il tricolore italiano nelle facciate di diverse abitazioni. Sono stati inoltre organizzati flash mob musicali molto partecipati, per cui si cantava o suonava dai propri balconi l'inno di Mameli e canzoni popolari italiane, oltre a lanciare un applauso di gratitudine per il personale al lavoro contro il virus. Il 20 marzo 2020, per la prima volta nella storia d'Italia dalla Seconda guerra mondiale, tutte le radio italiane hanno trasmesso in sincronia alle ore 11:00 quattro brani molto legati all'Italia nell'immaginario collettivo mondiale: Il Canto degli Italiani, Azzurro, La canzone del sole e Nel blu dipinto di blu.
Oltre alle iniziative interne al Paese, diverse nazioni hanno deciso di mostrare il proprio supporto all'Italia illuminando con i colori della bandiera italiana i loro monumenti più emblematici: il grattacielo Burj Khalifa di Dubai, il ponte di Mostar e il municipio di Sarajevo in Bosnia-Erzegovina, il palazzo del Parlamento ellenico ad Atene, le mura della città vecchia di Gerusalemme, la torre di Tokyo, le cascate del Niagara. Il presidente degli Stati Uniti d'America Donald Trump ha invece condiviso sui propri social il video di un'esibizione delle frecce tricolori sull'aria del Nessun Dorma dalla Turandot di Puccini e la scritta "The United States loves Italy!" (Gli Stati Uniti amano l'Italia).
Anche in Italia sui monumenti è stato proiettato il tricolore o si è appesa la bandiera italiana, come sul palazzo Chigi e sul palazzo Senatorio in Campidoglio a Roma. Il 31 marzo 2020 alle ore 12:00 in tutta Italia è stato inoltre osservato un minuto di silenzio con bandiere a mezz'asta nei comuni, in ricordo dei deceduti per COVID-19.

#### Donazioni

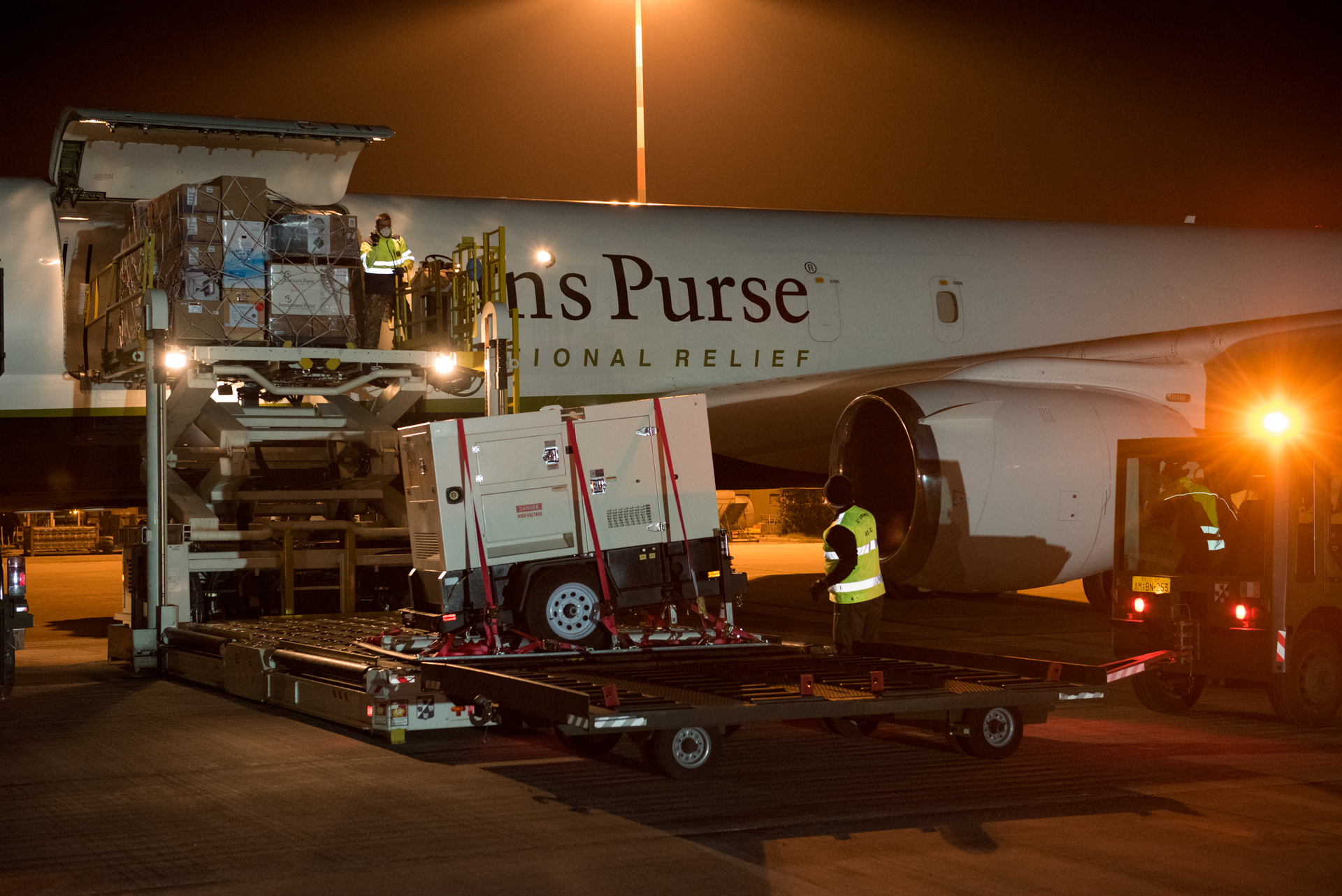
L'organizzazione evangelica Samaritan's Purse ha inviato un proprio aereo con sanitari e ospedale da campo da montare a Cremona

A partire dalla prima settimana di marzo sono iniziate a nascere diverse campagne di raccolta fondi, da devolvere ai vari ospedali, al fine di favorirne l'acquisto di macchinari per la terapia intensiva e materiale per gli operatori sanitari (mascherine, occhiali protettivi guanti e tute monouso). Le iniziative hanno avuto un'ampia visibilità mediatica anche grazie a svariati influencer che le hanno sostenute. Tra queste, una di quelle che ha avuto più risalto mediatico è stata quella compiuta dalla influencer Chiara Ferragni e da suo marito, il rapper Fedez, che ha visto la donazione da parte di oltre 192 000 persone per un totale di circa 3,8 milioni di euro. Nei giorni a seguire diverse donazioni sono arrivate da diversi imprenditori, tra cui Silvio Berlusconi e Giuseppe Caprotti (del gruppo Esselunga) che hanno donato 10 milioni di euro a testa. Altre donazioni sono arrivate anche dal mondo della moda, da parte di Giorgio Armani e di Donatella Versace. In provincia di Brescia, una delle più colpite dalla pandemia, la Fondazione Comunità Bresciana, grazie al contributo del Giornale di Brescia lancia la raccolta fondi #aiutiAMObrescia che riesce a raccogliere da inizio pandemia al 30 novembre 2020 la ragguardevole cifra di 18.700.000 euro di cui circa 16,8 milioni in denaro e 1,9 milioni in beni in natura e per specifiche destinazioni, frutto per lo più di donazioni di privati e aziende, alla stessa data risultano della parte in denaro già usati 16,1 milioni di euro per l'acquisto di attrezzature mediche e dispositivi di protezione individuali da distribuire nella provincia di Brescia.

### Sociale

#### Chiusura delle scuole
Secondo espresse ordinanze dei governatori regionali, tutte le scuole e università di Lombardia, Piemonte, Veneto, Emilia-Romagna sono state chiuse dal 23 febbraio (Marche e provincia autonoma di Trento dal 24 Febbraio) al 1º marzo (dal 1º marzo scuole chiuse anche in Liguria). Alcune regioni con un maggior numero di casi, come Lombardia, Emilia Romagna e Veneto hanno prorogato la sospensione delle attività didattiche anche per la settimana che apriva il mese di marzo. Alcune altre regioni, i cui casi erano decisamente minori, favorirono invece il rientro a scuola degli studenti.
Il 4 marzo 2020 il governo italiano decide la drastica misura di chiudere tutte le scuole di ogni ordine e grado sul territorio nazionale fino al 15 marzo.
Con il DPCM dell'8 marzo la Lombardia e altre 14 province del nord Italia (Modena, Parma, Piacenza, Reggio Emilia, Rimini, Pesaro e Urbino, Alessandria, Asti, Novara, Verbano-Cusio-Ossola, Vercelli, Padova, Treviso e Venezia) diventano “zona arancione” e in questi territori vengono sospese le attività didattiche fino al 3 aprile. Rimane il termine del 15 marzo per le scuole e le università di tutte le altre province d’Italia.
Il DPCM del 9 marzo trasforma l'Italia in un'unica "zona protetta" ed estende a tutto il territorio nazionale la sospensione delle attività didattiche fino al 3 aprile.
Con il DPCM del 10 aprile la sospensione delle attività didattiche viene prolungata sino al 3 maggio. Tuttavia, già l'8 aprile, il ministro della Salute Roberto Speranza ha giudicato troppo pericoloso l'assembramento di alunni, bocciando la proposta della ministra Lucia Azzolina per una eventuale riapertura delle scuole il 18 maggio e costringendo quindi la ministra a dichiarare finito l'anno scolastico rinviando la riapertura delle scuole a settembre.
L'uso della DAD non ha scongiurato i danni apportati dall'interruzione della didattica in aula, soprattutto tra quelli socialmente svantaggiati.

#### Effetti su eventi e manifestazioni

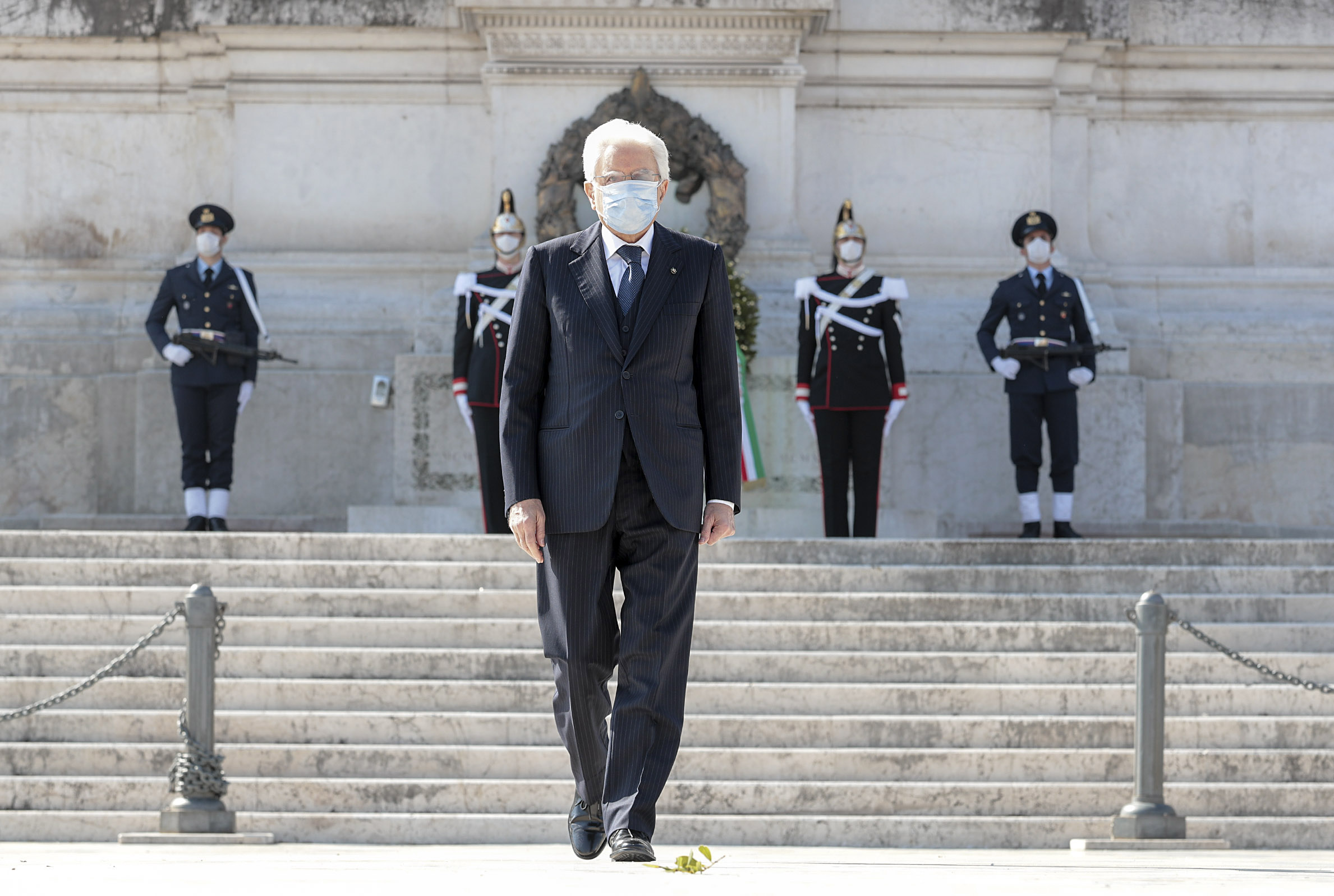
Celebrazione del 25 aprile: il presidente della Repubblica Sergio Mattarella, così come i militari alle sue spalle, con indosso le mascherine protettive all'Altare della Patria a Roma

Scuole, università e musei sono stati chiusi in tutta Italia; festività, concerti, eventi sportivi, messe cattoliche e altri tipi di riunioni religiose sono stati interrotti ed annullati a partire dal 4 marzo.
Diversi eventi importanti sono stati annullati, come il Carnevale di Venezia e Carnevale di Ivrea; inoltre, il Ministero dello Sport ha rinviato le partite di calcio di Serie A il 23 febbraio.
Le preoccupazioni per la settimana della moda di Milano hanno portato diverse case di moda a dichiarare che terranno solo spettacoli in onda, a porte chiuse, senza spettatori.
Il 5 marzo 2020, a causa del coronavirus, viene il disposto il rinvio sine die del referendum costituzionale inizialmente previsto per il 29 marzo. Il referendum verrà poi spostato alla data del 20 e del 21 settembre 2020.

#### Sport
Il 22 febbraio 2020 il presidente del Consiglio Giuseppe Conte ha sospeso tutti gli eventi sportivi nelle regioni Lombardia, Veneto e Piemonte che includevano anche tre partite di calcio di serie A, che si sarebbero dovute giocare il giorno successivo. La settimana successiva, sei partite di Serie A che si sarebbero dovute svolgere a porte chiuse sono state sospese, così come due partite di Coppa Italia.
L'11 marzo 2020, il campionato è stato ufficialmente sospeso a causa del confinamento nazionale, l'ultima volta che venne annullato fu a causa della Grande Guerra, nell'edizione 1914-1915. Il campionato è poi ripreso il 20 giugno 2020 e si è concluso il 2 agosto.
Il 6 marzo 2020 è stata annunciata la cancellazione della competizione automobilistica del GP di Roma del campionato di Formula E. Mentre il 7 aprile, anche il massimo campionato di pallacanestro maschile è stato annullato e lo scudetto non assegnato.
Il 13 ottobre 2020, è stato annunciato che l'attaccante della Juventus Cristiano Ronaldo era risultato positivo al COVID-19. Più di 170 calciatori della Serie A sono risultati positivi alla COVID-19 e alcune partite sono state posticipate. Anche al Giro d'Italia 2020 alcuni ciclisti si sono ritirati dalla gara dopo essere risultati positivi al COVID-19. Il 15 ottobre 2020, il pilota motociclistico Valentino Rossi ha confermato di essere positivo al COVID-19. Lo stesso giorno, la nuotatrice Federica Pellegrini ha confermato di essere positiva al COVID-19.
Tuttavia, il COVID-19 non ha fermato gli atleti, che si sono rapidamente adattati alla nuova situazione. L'ambiente domestico si è rivelato molto influente nella voglia di allenarsi. I risultati dello studio di Salerno hanno mostrato che le principali tipologie di attività fisica durante la quarantena sono state l'attività aerobica (35%), l'allenamento funzionale (27%) e l'attività anaerobica (19%).
Alcune personalità sportive del passato come il mezzofondista Donato Sabia, il pugile Angelo Rottoli, i ciclisti Italo De Zan e Danilo Barozzi, il motociclista Fausto Gresini e l'allenatore di calcio Loris Dominissini sono decedute dopo aver contratto il virus.

#### Religione
In Italia, specialmente durante la prima ondata, tutti gli incontri religiosi e di culto sono stati sospesi; di conseguenza molte chiese hanno iniziato a trasmettere la messa in radio, in televisione e in diretta tv.
Durante la prima ondata nessun funerale si è potuto tenere a causa del confinamento nazionale.
In alcune città del nord, le autorità hanno avuto difficoltà a occuparsi del deposito dell'elevato numero di bare che sono state prese in custodia dalle chiese. Nelle città di Seriate, Ponte San Pietro e Bergamo, le autorità locali hanno richiesto il supporto dell'Esercito, che si è attivato (Operazione Fidelium) per il trasporto delle bare dalle chiese e dagli obitori ai cimiteri e ai crematori di altre province utilizzando autocarri militari.